# Svizzera
La Svizzera (in tedesco Schweiz, in francese Suisse, in romancio Svizra), ufficialmente Confederazione Svizzera (in tedesco Schweizerische Eidgenossenschaft, in francese Confédération suisse, in romancio Confederaziun svizra) o Confederazione Elvetica (in latino Confoederatio Helvetica, abbreviata con l'acronimo CH), è uno Stato federale dell'Europa centrale, composto da 26 cantoni autonomi di cui 6 sono semicantoni. È un Paese alpino senza sbocco sul mare, il cui territorio è geograficamente suddiviso tra il massiccio del Giura, l'Altipiano e le Alpi svizzere, e occupa una superficie di oltre 41285 km². Confina a nord con la Germania, a est con l'Austria e il Liechtenstein, a sud con l'Italia e a ovest con la Francia.
Due terzi degli 8,9 milioni di abitanti del Paese si concentrano sull'Altipiano, dove si trovano le maggiori città: Zurigo, Ginevra, Basilea, Losanna, Berna, Winterthur, Lucerna e San Gallo. Le prime due sono piazze finanziarie internazionali e vengono anche spesso considerate come le città aventi la qualità di vita più elevata al mondo, mentre Berna, come capitale de facto (più propriamente "città federale"), è il centro burocratico e politico della nazione e sempre qui, nel Palazzo Federale (ted.: Bundeshaus; fr.: Palais fédéral), vi è la sede del Parlamento e del Governo svizzero.
Mentre Basilea è il centro dell'industria farmaceutica svizzera e complessivamente il secondo centro economico del paese dopo Zurigo, a Losanna e a Lucerna ha sede la massima istanza giuridica della Confederazione: il Tribunale federale. Altri tribunali della Confederazione si trovano invece a San Gallo e a Bellinzona.
Vide la sua nascita ufficiale con l'alleanza di tre cantoni che nel 1291 rinnovarono il patto eterno confederale, il che spinge a pensare che la nascita della Svizzera risalga a tempi ancora più remoti. A ogni modo, la Svizzera è uno dei più antichi Stati del mondo. Con un reddito pro capite pari a 91991 $ (2021), la Svizzera è uno dei Paesi economicamente più prosperi al mondo. Due terzi della forza lavoro sono attivi nel settore terziario e circa un terzo nel secondario. La Svizzera è stata nota, altresì, per il segreto bancario, abolito a partire dal 2018, ma ancora valido per i residenti e per la popolazione svizzera.
La Svizzera è suddivisa in tre grandi regioni linguistiche e culturali: tedesca, francese e italiana, a cui vanno aggiunte le valli del Canton Grigioni in cui si parla il romancio. Il tedesco, il francese e l'italiano sono lingue ufficiali e nazionali, il romancio è lingua nazionale dal 1938 ed è parzialmente lingua ufficiale dal 1996. Nella Svizzera tedesca viene parlato un insieme di dialetti conosciuti collettivamente come Schwiizertüütsch (in svizzero tedesco significa letteralmente “svizzero tedesco”). Alla diversità linguistica si aggiunge quella religiosa, con i cantoni protestanti e i cantoni cattolici. Gli svizzeri quindi non formano una nazione nel senso di una comune appartenenza etnica, linguistica e religiosa. Il forte senso di appartenenza al paese si fonda sul percorso storico comune, sulla condivisione dei miti nazionali e dei fondamenti istituzionali (federalismo, democrazia diretta, neutralità), sulla geografia (Alpi) e, in parte, sull'orgoglio di rappresentare un caso particolare in Europa.
La politica estera è contraddistinta dalla tradizionale neutralità, mantenuta sin dal 1674, anno della prima dichiarazione ufficiale di neutralità. La Svizzera fa parte delle Nazioni Unite (dal 2002), dell'AELS, del Consiglio d'Europa, dell'Organizzazione mondiale del commercio e ospita numerose organizzazioni internazionali, in particolare a Ginevra, dove si trovano le sedi del CERN, della Croce Rossa, la sede europea dell'ONU e il quartier generale dell'OMS. A Basilea si trova la sede mondiale della Banca dei Regolamenti Internazionali.
In Svizzera si trovano inoltre le sedi delle più importanti organizzazioni sportive internazionali: a Zurigo la FIFA, a Nyon la UEFA, a Losanna il Comitato Olimpico Internazionale e ad Aigle l'Unione Ciclistica Internazionale. A Mies, sul lago di Ginevra, si trova invece la sede della Federazione Internazionale Pallacanestro (FIBA), mentre ancora Losanna ospita la sede della World Aquatics, la federazione internazionale del nuoto.
Il paese ha scelto invece di non aderire né all'Unione europea né alla NATO - pur avendo siglato accordi di partenariato con entrambe - per diverse ragioni di opportunità politica ed economica (come la storica neutralità, l'attaccamento popolare alla democrazia diretta, nonché il sensibile divario economico con i paesi vicini).

## Etimologia
Il nome Svizzera proviene da Svitto (tedesco Schwyz), uno dei cantoni forestali (ted. Waldstätte) che formavano il nucleo della Vecchia Confederazione. Il nome Svitto è attestato per la prima volta nel 972 come il villaggio di Suittes ed è forse legato all’alto tedesco antico swedan ‘bruciare’ (affine all'islandese svíða, danese e svedese svide ‘bruciacchiare’), con riferimento al debbio delle foreste per creare nuovi spazi agli insediamenti. Probabilmente il nome designava sia il territorio sia la popolazione del cantone, ma dopo la battaglia di Morgarten nel 1315 il nome Switzer, Switenses o Swicenses passò a designare tutti i Confederati. In francese sono attestati i termini Soisses, Suysses e Souyces a partire dal Cinquecento; contemporaneamente in italiano compaiono i termini Sviceri e Suyzeri, per stabilizzarsi nella variante Svizzeri scelta da Machiavelli nel 1515.
Il nome antico Elvezia (lat. Helvetia) proviene dagli Elvezi, una popolazione celtica stabilitasi sull'Altipiano in epoca pre-romana. Gli Elvezi sono menzionati per la prima volta nel VI secolo a.C. Il nome Confoederatio Helvetica o Helvetia non figurava invece fra le tradizionali denominazioni del paese ed è stato utilizzato solo dopo la nascita dello Stato federale nel 1848 (quindi è da considerarsi un neologismo), con lo scopo di non privilegiare alcuna delle lingue ufficiali della Confederazione (oppure quando, per motivi pratici, era difficoltosa l'iscrizione in tre o quattro lingue). Tale denominazione compare in ambiti formali e ufficiali: sulle monete e sui francobolli a partire dal 1879, sul frontone del Palazzo federale a Berna nel 1902 e sul sigillo della Confederazione nel 1948.
Dal 1995 l’acronimo “ch” costituisce il dominio di primo livello dei siti internet svizzeri.

## Storia

### Prima del 1291

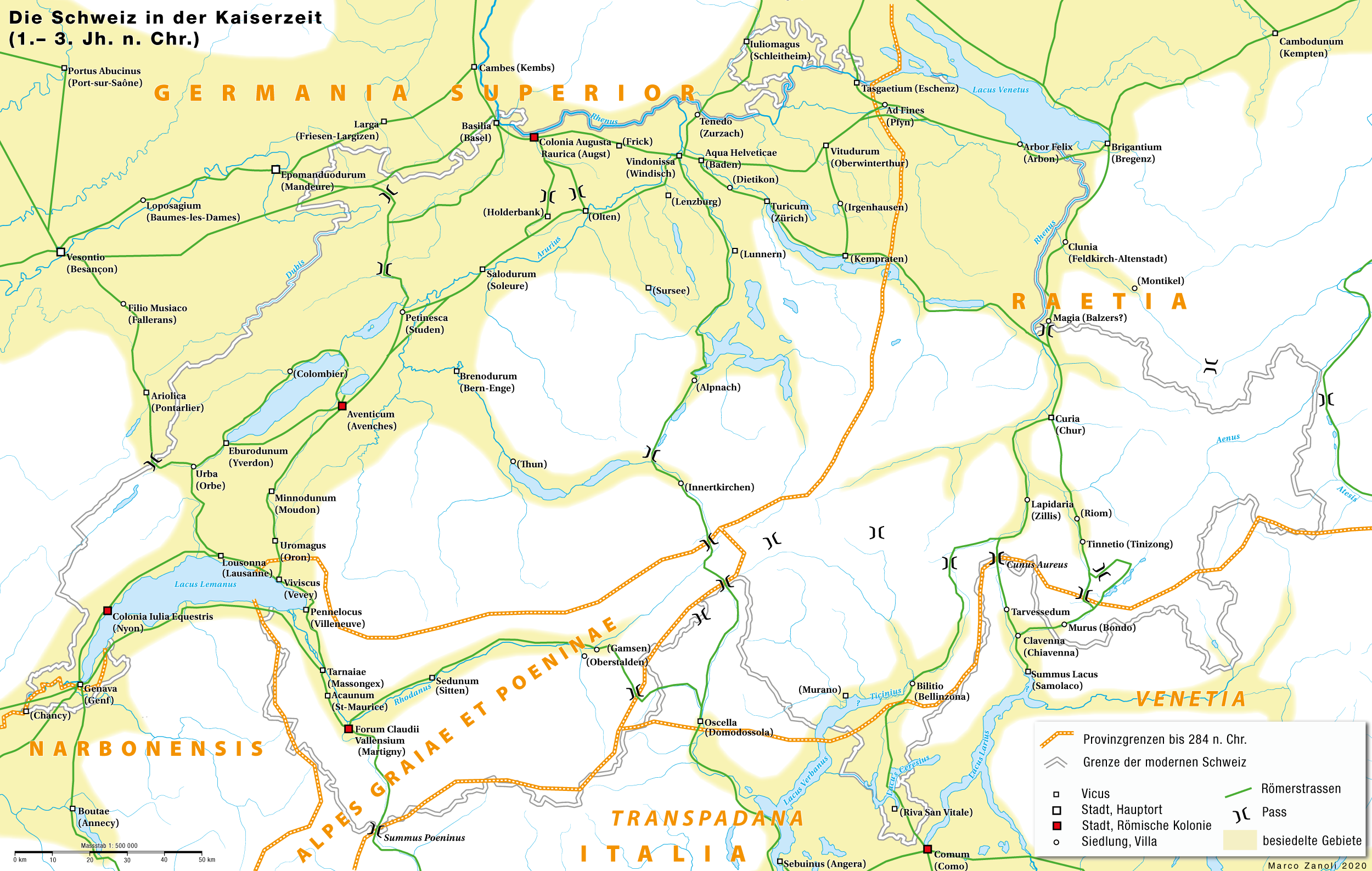
La Svizzera in età romana: tra il limes e le Alpi.

La Svizzera nel Duecento: territori degli Hohenstaufen, degli Zähringen, dei Savoia e degli Asburgo.

Fino al termine dell'età medievale il territorio occupato dalla Svizzera non costituiva uno spazio politicamente unitario. Le più antiche tracce della presenza umana sul suolo elvetico risalgono a circa 150 000 anni fa, mentre gli insediamenti agricoli più remoti, allo stato attuale delle ricerche archeologiche, sembrano essere quelli di Gächlingen, fatti risalire al 5300 a.C. circa. Prima della conquista romana, il territorio a sud del Reno era abitato da diverse tribù celtiche. L'insediamento più conosciuto e documentato è quello di La Tène, sul lago di Neuchâtel, che ha dato il nome alla cultura della tarda età del ferro, iniziata intorno al 450 a.C. Nella parte orientale del paese (nell'attuale Canton Grigioni) erano stanziati i Reti, più a sud (nell'attuale Canton Ticino) i Leponzi e gli Insubri. Gran parte dell'Altipiano, tra le Alpi e la catena del Giura, era invece occupato dalla tribù degli Elvezi, la cui sconfitta, nella battaglia di Bibracte, nel 58 a.C., segnò l'inizio della dominazione romana sul territorio.
La conquista romana venne portata a termine nel 15 a.C., da Tiberio (destinato a diventare il secondo imperatore romano) e da suo fratello Druso che annetterono all'impero le Alpi (creando la provincia delle Alpi Pennine, corrispondente grossomodo al Vallese). L'area occupata dagli Elvezi fu prima parte dalla provincia della Gallia Belgica quindi della Germania superiore, mentre i territori a est della Linth e dell'Alto Ticino furono integrati nella provincia della Rezia. Le popolazioni celtiche si integrarono velocemente nel mondo culturale romano, adottandone lingua e religione. Tre erano le colonie governate secondo il diritto romano: Augusta Raurica (Augst, fondata nel 44 a.C., oggi il principale sito archeologico della Svizzera), Aventicum (Avenches, che conserva l'anfiteatro del 130 d.C., ed entro le cui mura potevano trovare rifugio oltre 50 000 abitanti) e Colonia Iulia Equestris (Nyon). Gli insediamenti erano collegati da un'efficiente rete stradale che innervava l'altipiano da ovest a est. Altre strade, varcando le Alpi attraverso sei passi, mettevano in comunicazione l'Altipiano con la Gallia Transpadana e il cuore dell'impero.
Alla pax romana nelle province misero fine le incursioni delle tribù germaniche. Il limes germanico-retico venne abbandonato poco dopo il 260 in seguito all'attacco in forze degli Alemanni. Un nuovo confine fortificato venne creato lungo il Reno, ma il territorio fra questo e le Alpi (impoverito dalle incursioni e dalla rinnovata presenza dell'esercito romano) venne abbandonato definitivamente da Roma verso il 400.
La tribù germanica dei Burgundi si insediò nella regione a ovest dell'Aare: adottò la lingua latina e si convertì al cristianesimo, mentre le tribù Alemanne, stabilitesi a est dell'Aare, mantennero usi e costumi germanici. Si formò così quel confine linguistico tra francese e tedesco che caratterizza ancora oggi l'Altipiano svizzero. I Reti (o Reto-romanzi, Rumantsch, poiché latinizzati) vennero progressivamente assimilati, sicché oggi sono presenti solo in alcune vallate dei Grigioni. Tra il 511 e il 534 il Regno dei Burgundi venne conquistato dai Franchi; nel 539 fu la volta dell'Alemannia.
I sovrani Merovingi e Carolingi promossero l'espansione del cristianesimo, sull'Altipiano e nelle valli alpine sorsero numerose abbazie (San Gallo, Einsiedeln, Disentis, San Giovanni, Saint-Maurice d'Agaune): centri religiosi, economici e culturali della civiltà feudale. Con il Trattato di Verdun nell'843, che mise fine all'impero di Carlo Magno, il territorio venne nuovamente spartito: il territorio dei Burgundi venne assegnato a Lotario I, quello degli Alemanni a Ludovico il Germanico. Nel 1039, con la conquista del Regno burgundo da parte di Corrado II, tutto il territorio dell'attuale Confederazione si ritrovò riunito nel Sacro Romano Impero. La crisi del sistema feudale fra il Duecento e il Trecento portò a una situazione di endemica conflittualità fra casati nobiliari. Sull'Altipiano dapprima si scontrò la famiglia sveva degli Zähringen (che ebbe la peggio) con quella imperiale degli Hohenstaufen (che perse poi nello scontro con il papato) poi si scontrarono i Savoia e i Kyburg (che si estinsero), finché su tutti trionfarono gli Asburgo, originari dell'Habichtsburg, nell'Argovia.

### La Confederazione

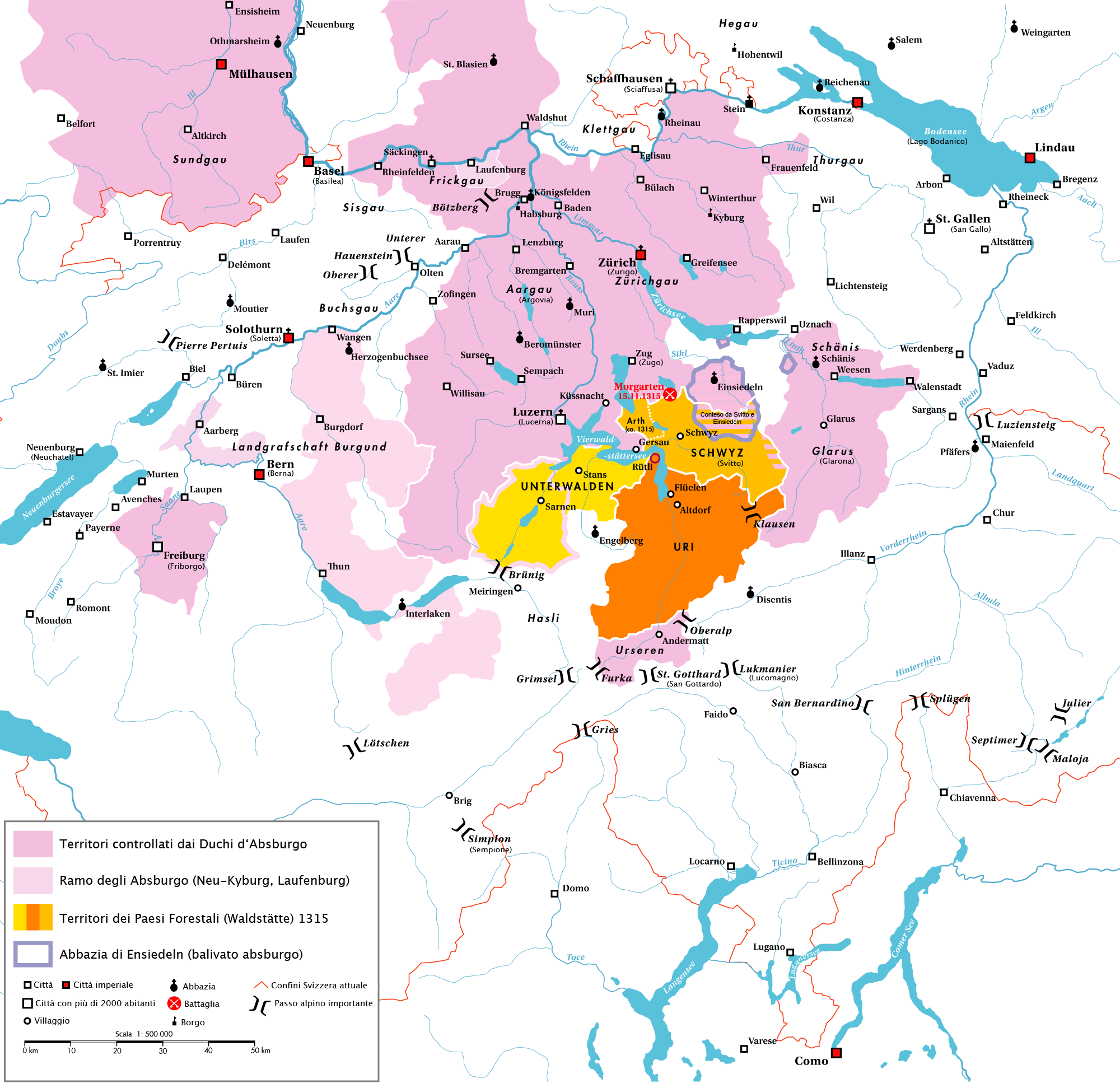
La situazione territoriale in Svizzera nel 1315.

Gli Asburgo, che nel 1291 dominavano gran parte della Svizzera centrale, erano intenzionati a rendere più efficiente la loro amministrazione trasformando i propri feudatari in semplici funzionari (landamani). Le comunità di contadini che abitavano le vallate alpine desideravano al contrario conservare le loro antiche prerogative e premevano per ottenere la dipendenza diretta dall'Impero (su modello delle città libere dell'Impero) scavalcando il dominio dei feudatari.
Nel 1237 Federico II cala nella penisola italiana, lacerata da guerre tra guelfi (fedeli al Papa) e ghibellini (favorevoli all’Imperatore) per ristabilire il suo imperio. Dopo aver sconfitto la Lega Lombarda (fedele al Papa) a Cortenuova e soggiogato Toscana e Marche, torna per “far pentita Bologna”, capofila del guelfismo. Tutti i piccoli comuni vicini capitolarono uno dopo l’altro e nell'agosto 1240 l’esercito imperiale cinse d'assedio Faenza. Ma gli abitanti resistettero strenuamente e tennero fuori dalle mura l'esercito assediante per diversi mesi costringendo le truppe a svernare in Romagna.
Nell'esercito imperiale militavano contingenti di mercenari svizzeri provenienti dai quattro cantoni originari della Svizzera: Nidvaldo, Obvaldo, Svitto e Uri (i primi due facenti parte della regione di Untervaldo). Erano parecchio contrariati dal lungo assedio così, quando l'imperatore propose loro un premio extra se avessero preso Faenza, invece del denaro chiesero di essere liberati dalle tasse imperiali e di dipendere direttamente dall'Imperatore. L’imperatore accettò la richiesta e così, nel dicembre 1240, quando la città fu espugnata, con la “Lettera di Faenza" Federico II concesse ai quattro cantoni originari di passare sotto al suo dominio diretto, affrancandosi dal vessante giogo dei conti d’Asburgo.
Per difendersi dallo strapotere degli Asburgo le comunità rurali strinsero numerosi trattati di alleanza e di mutua assistenza. Tra questi il Patto eterno confederale, stipulato a Grütli intorno ai primi giorni di agosto del 1291 (per convenzione il 1º agosto), che costituisce il primo documento noto della Confederazione elvetica. In esso, le comunità di Uri, Svitto e Untervaldo si giurarono reciproco aiuto in caso di conflitto, formando il primo nucleo della Confederazione. Nel testo del trattato, in realtà, si fa riferimento ad altri accordi precedenti, che sono tuttavia andati perduti: l'inizio della confederazione è quindi convenzionalmente associato con la stipula dell'accordo fra i tre cantoni iniziatari nel 1291. Nel 1313 i contadini di Svitto attaccarono l'abbazia di Einsiedeln e quando, due anni dopo, intervennero i cavalieri degli Asburgo, i Confederati li affrontarono uniti e li sconfissero a Morgarten (1315). Subito dopo la vittoria, Ludovico il Bavaro (anch'egli rivale della casa d'Asburgo) riconobbe ai Confederati l'immediatezza imperiale. Negli anni seguenti alla Confederazione aderirono Lucerna (1332), Zurigo (1351), Berna (1353) e Zugo (1365).
Preoccupati per la crescente forza dei Confederati, gli Asburgo intervennero a due riprese, ma i fanti svizzeri sconfissero ancora la cavalleria a Sempach (1386) e a Näfels (1388). Nello stesso anno si unì ai Confederati Glarona, poi, dopo le Guerre borgognone (1474-1477), aderirono Friburgo e Soletta (1481), dopo la Guerra sveva aderirono Sciaffusa e Basilea (1501) mentre, durante le Guerre d'Italia, aderì l'Appenzello (1513). Oltre ai territori cantonali, i Confederati conquistarono altre regioni di interesse strategico, i baliaggi (ted. Vogteien, dal lat. (ad)vocatiae): l'Argovia (1415), Uznach (1437), i territori a sud delle Alpi che oggi formano il Canton Ticino (acquisiti fra il 1439 e il 1513 nell'ambito delle campagne transalpine dei Confederati), Turgovia (1460) e Sargans (1483). Infine, accanto ai Cantoni confederati, vi erano gli alleati: la Repubblica del Vallese (1416), l'abbazia di San Gallo (1451), la città di San Gallo (1454), la Repubblica delle Tre Leghe (1497), le città di Mulhouse (dal 1515 al 1586), Rottweil (dal 1519 al 1643) e Ginevra (1519). Nel 1515 la battaglia di Marignano (in cui i confederati, alleati del Ducato di Milano, vennero sconfitti dalle forze francesi e venete) segnò invece la fine della politica espansionista della Svizzera; da allora non vi furono più campagne militari al di fuori dai confini elvetici. La pace di Basilea del 1499, siglata al termine della Guerra sveva, ricopre un ruolo fondamentale nella storia svizzera, in quanto l'imperatore Massimiliano I riconosceva di fatto l'autonomia della Confederazione. I Confederati continuarono comunque a considerarsi parte dell'Impero, con i privilegi imperiali visti come fonte di legittimazione politica ancora all'inizio del XVII secolo.

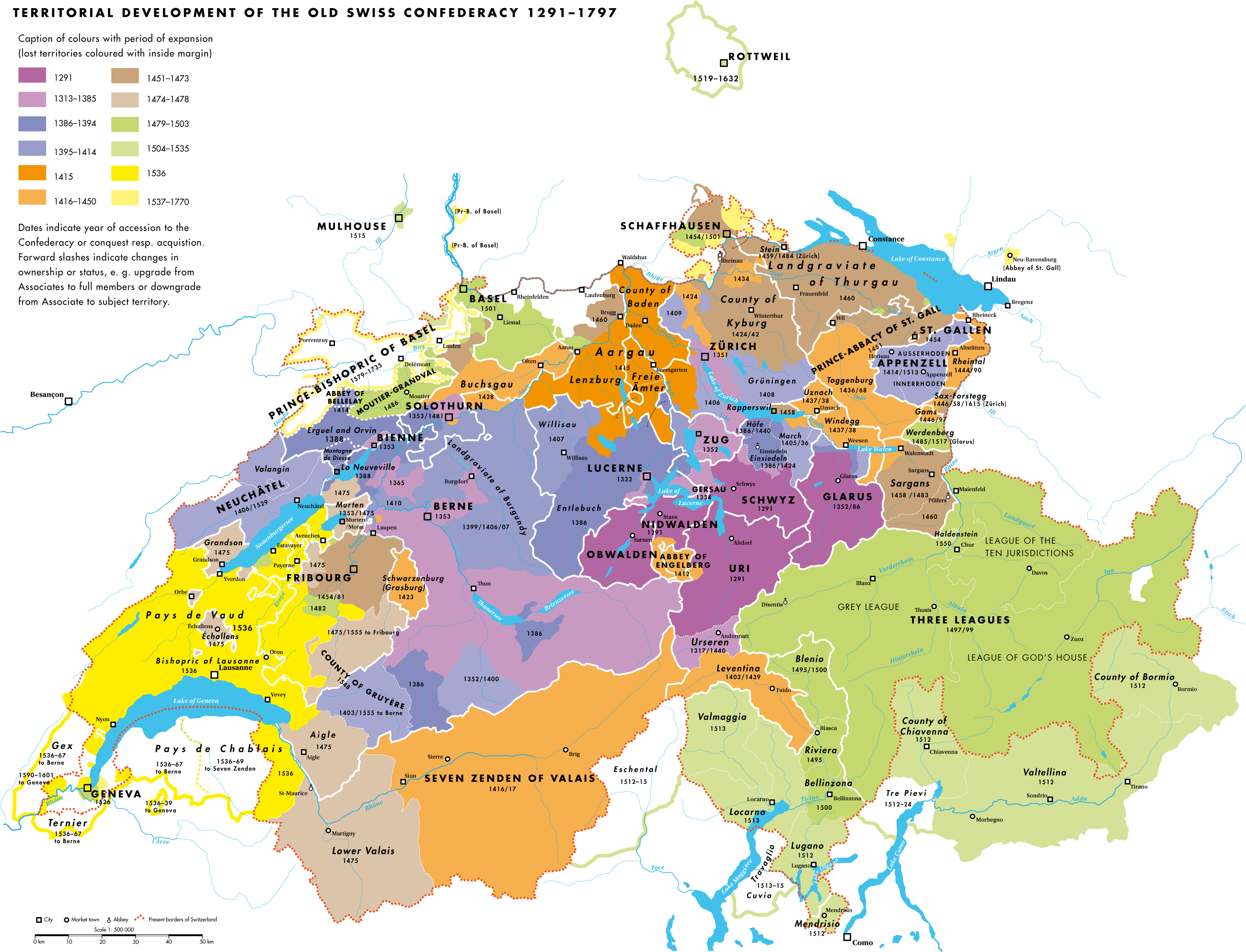
Espansione territoriale della Confederazione dal 1291 al 1798

I 13 Cantoni sovrani che allora componevano la Confederazione inviavano più volte all'anno i propri rappresentanti (landamani o borgomastri) alla Dieta Federale (ted. Tagsatzung, fr. Diète, dal lat. med. dies, “giorno”) che costituiva l'unico organo sovra-cantonale, sviluppatosi dai precedenti trattati (la “Carta dei preti” del 1370 e la Convenzione di Sempach del 1393). A partire dal 1415 la Dieta andò rafforzando le sue prerogative, soprattutto riguardo al governo dei baliaggi (Convenzione di Stans, siglata con la mediazione di Nicolao della Flüe, nel 1481). Le decisioni prese dalla Dieta dovevano poi essere riferite (lat., ad referendum) alla popolazione dei cantoni e ratificate. Nel 1525 il Consiglio cittadino di Zurigo approvò le idee riformatrici di Ulrico Zwingli: le proprietà fondiarie dei conventi e della Chiesa cattolica vennero incamerate dalla città e crebbero le prerogative del municipio e delle corporazioni cittadine ai danni delle campagne. La Riforma si estese a Sciaffusa, a Basilea, a Berna e nelle campagne di San Gallo e dei Grigioni.
I cantoni rurali individuarono nella Riforma un movimento cittadino e vi si opposero. La vittoria cattolica nella Seconda guerra di Kappel (1531) segnò l'arresto del movimento riformato nella Svizzera centrale. Nel 1536 Giovanni Calvino cominciò la Riforma a Ginevra e si accordò con le città zwingliane per una confessione elvetica comune (Confessiones Helveticæ, 1536 e 1566). I cantoni cattolici, poco popolati (circa un terzo della popolazione), ma più numerosi, tennero il controllo della Dieta e imposero ai baliaggi comuni (i territori soggetti sia ai cantoni cattolici, sia a quelli protestanti) la religione cattolica. I contrasti confessionali nei territori dell'Impero, sfociati nella guerra dei trent'anni, spinsero la Confederazione ad allontanarsi sempre di più dal potente vicino e cementarono l'alleanza militare fra cantoni (codificata nel Defensionale di Wil del 1647) nonostante le differenze religiose: normalmente la pace di Vestfalia del 1648 viene considerata come il riconoscimento ufficiale da parte dell'Impero dell'indipendenza svizzera, per quanto aspetti come l'utilizzo delle insegne imperiali o la lettura pubblica dei privilegi imperiali impiegarono decenni a svanire del tutto, sintomo di come il concetto moderno di sovranità fosse ancora immaturo. Nel 1674 la Dieta, in risposta all'occupazione francese della Franca Contea, proclamò la neutralità armata, che dura tuttora. Se, con la Seconda guerra di Villmergen (o guerra del Toggenburgo) del 1712, si chiusero definitivamente i conflitti religiosi, si acuirono quelli economici e sociali: le campagne svilupparono una precoce modernizzazione e tolleravano sempre meno i privilegi dei patriziati urbani.

### L'età delle rivoluzioni

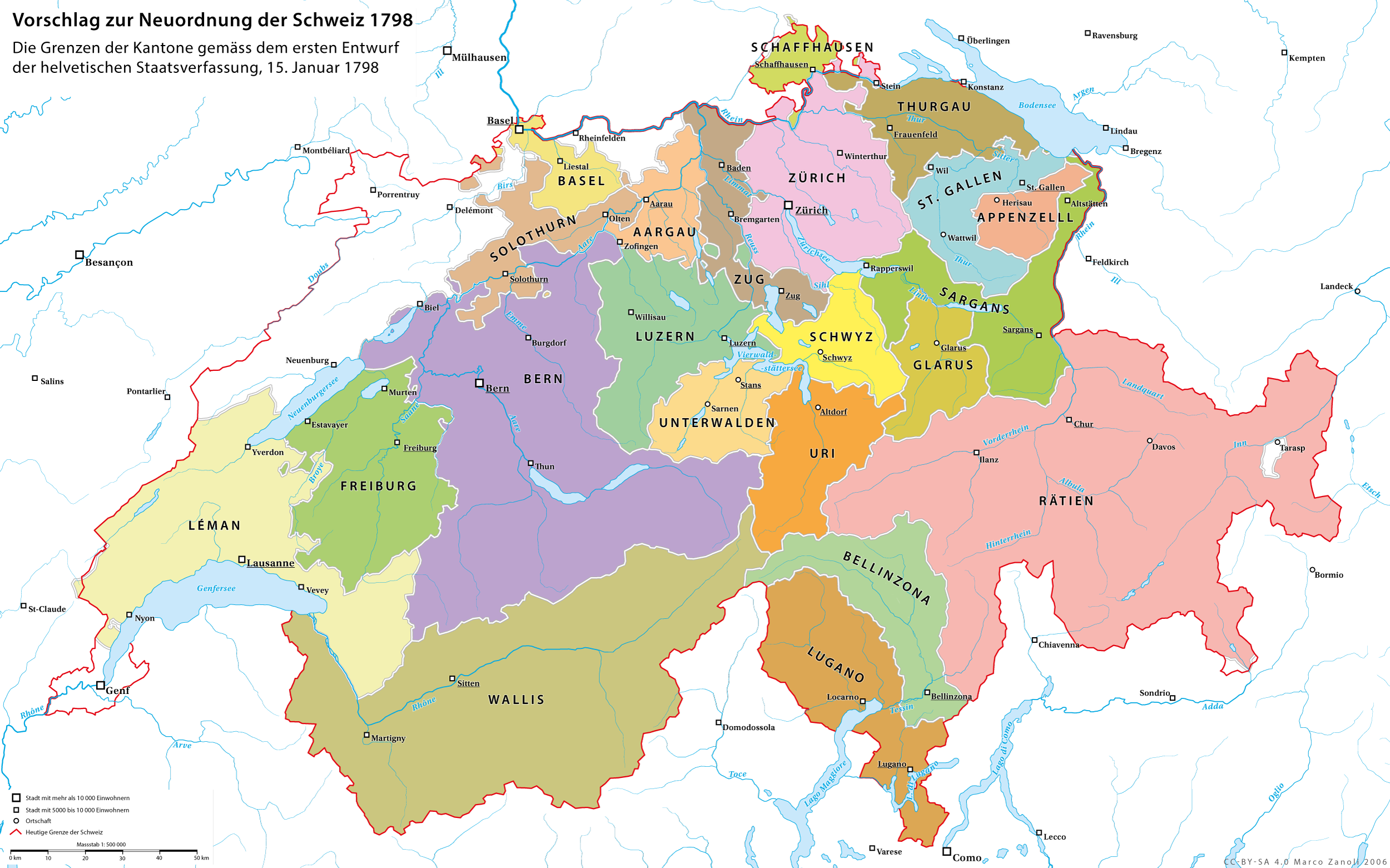
La Repubblica Elvetica il 15 gennaio 1798, con i nuovi cantoni (dipartimenti) di Sargans, Lugano, Bellinzona, Argovia, Lemano e Turgovia che avevano soppiantato i baliaggi.

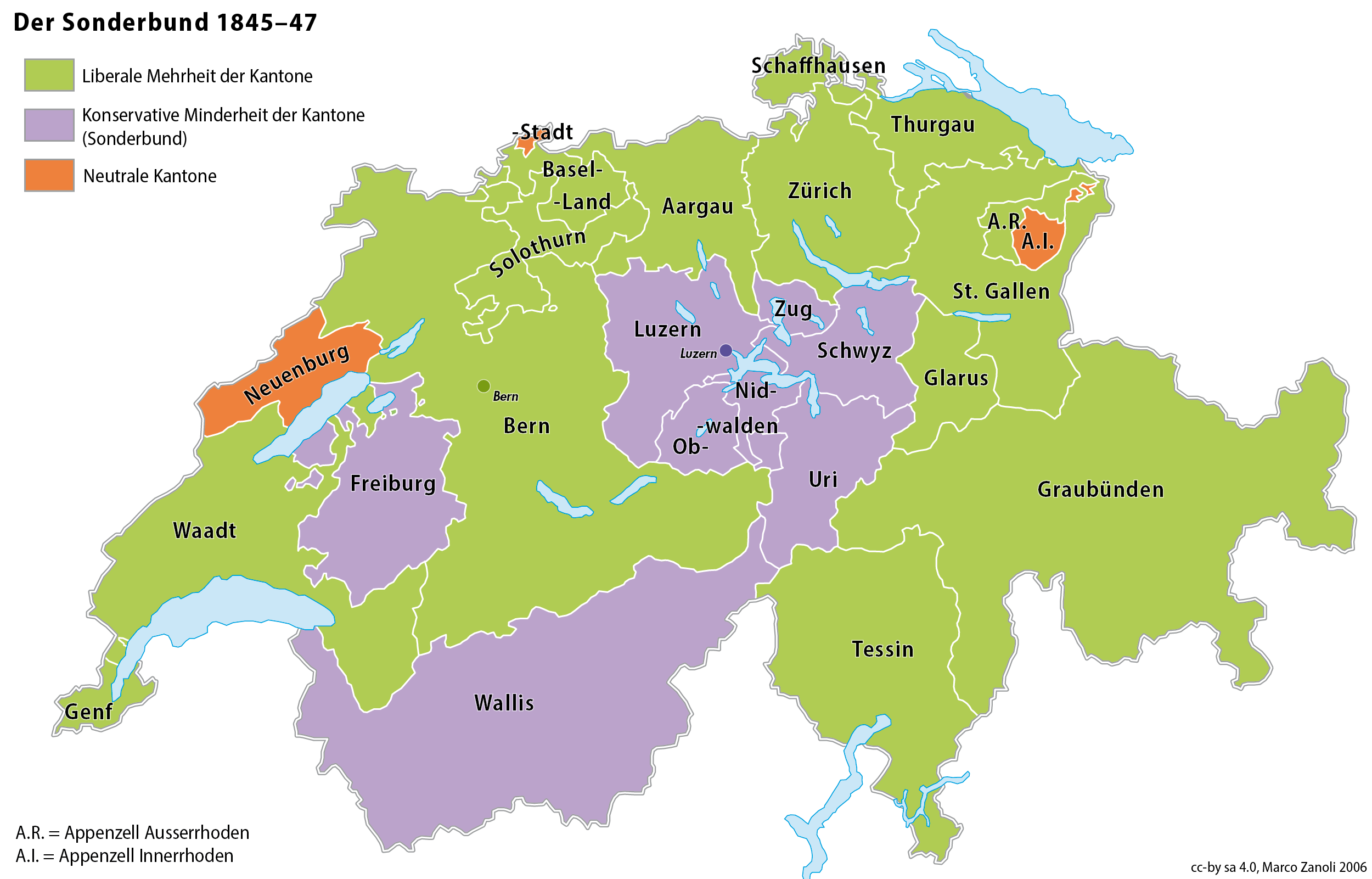
La Guerra del Sonderbund (1847): in grigio i cantoni conservatori-secessionisti, in verde i liberali-unitari, in arancione i cantoni neutrali.

Sotto l'influsso dei Lumi si verificarono numerosi cambiamenti: progressi in ambito agricolo (propagati dai fisiocratici), incremento demografico (+25% dal 1700 al 1800) e diffusione del lavoro proto-industriale a domicilio fra i contadini (Verlagssystem; filatura e tessitura del cotone, assemblaggio di orologi). La diffusione di un'economia di tipo commerciale nelle campagne portò a contrasti sempre maggiori con i patriziati urbani. Scoppiarono rivolte a Ginevra (1737 e 1782), a Berna (1749), in Valle Leventina (1755, → Rivolta della Leventina) e nella campagna zurighese (1794). Nel 1798 le truppe rivoluzionarie francesi occuparono il Giura. A Basilea la popolazione (guidata da Peter Ochs) insorse contro il patriziato e rinunciò alla sovranità sui baliaggi a sud delle Alpi (che si proclamarono Liberi e Svizzeri pochi giorni dopo, respingendo un tentativo d'invasione dei Cisalpini). Nel Vaud Frédéric-César de La Harpe proclamò la Repubblica del Lemano, separata da Berna. Insorsero il Vallese, l'Argovia, le campagne di Zurigo e di Sciaffusa. Berna si oppose alla Francia, ma venne sconfitta a Grauholz. La Svizzera venne trasformata in una repubblica unitaria, senza confini interni e divisa in dipartimenti (su modello francese): la Repubblica Elvetica. Venne abolita la differenza fra i cittadini delle campagne e quelli delle città e quella fra cantoni sovrani e baliaggi. Si formarono allora due schieramenti (che si sarebbero successivamente organizzati in partiti): da una parte i favorevoli allo Stato egualitario e liberale, dall'altra i conservatori che chiedevano un ritorno allo Stato precedente; tra il 1800 e il 1802 si susseguirono cinque colpi di stato.
Nel 1803 Napoleone, esasperato, fece ridiventare la Svizzera uno Stato confederale tramite l'Atto di Mediazione, ma conservò importanti elementi della Repubblica elvetica: gli ex baliaggi (Argovia, Ticino, Turgovia e Vaud) e l'ex alleato Grigioni vennero ammessi come cantoni a pieno titolo. Crollato il sistema napoleonico a Lipsia, la Svizzera recuperò dalla Francia i vecchi territori (con l'eccezione della Valtellina e Valchiavenna, e di Mulhouse) che vennero ammessi come cantoni: Neuchâtel, Vallese e Ginevra. Il Congresso di Vienna riconobbe inoltre le frontiere esterne della Svizzera e quelle interne tra cantoni e impose al Paese la neutralità armata permanente per sottrarlo all'influenza francese. Il movimento restauratore si arrestò nel 1830 quando il tumultuoso sviluppo industriale impose sempre nuove modifiche al vecchio quadro legislativo (la Rigenerazione). Nel 1845 i cantoni conservatori-cattolici (i Waldstätten, Vallese, Lucerna e Friburgo), scontenti per il crescente centralismo federale, costituirono una propria lega, il Sonderbund (ted. “Lega separata"). I legami fra i secessionisti e l'Austria provocarono l'intervento dell'esercito federale (→ Guerra del Sonderbund) che trionfò a Gislikon (generale G.H. Dufour) nel 1847. Nel 1848 entrò in vigore la nuova costituzione federale che trasformava la Svizzera da una Confederazione di cantoni in uno Stato federale, moderno e liberale; ponendo le basi per un'accelerazione dello sviluppo economico.

### Lo Stato federale

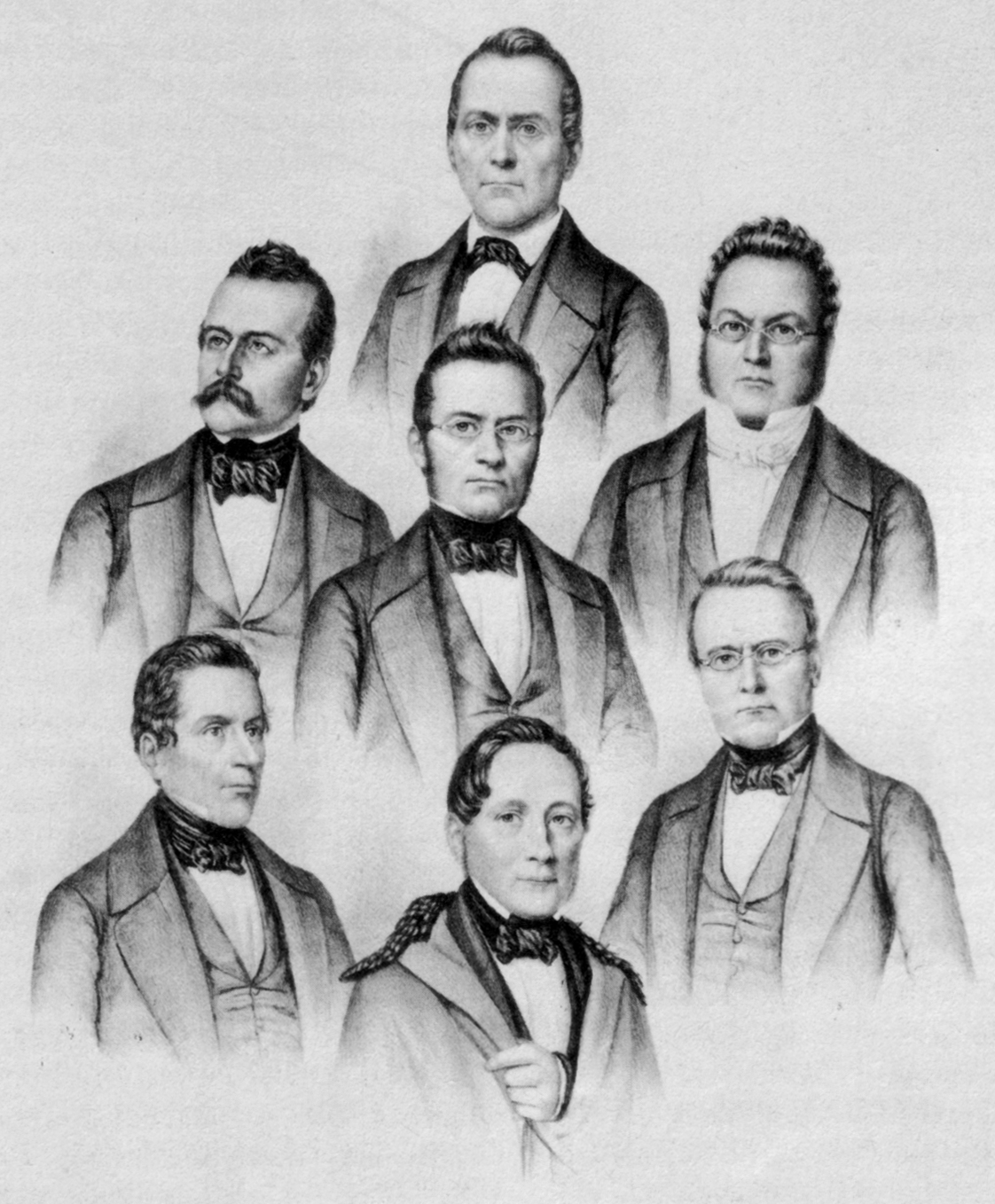
Il primo Consiglio federale eletto il 16 novembre 1848: (in senso orario dall'alto) J. Munzinger (Soletta), D.H. Druey (Vaud), W.H. Naeff (San Gallo), F. Frey-Herosé (Argovia), S. Franscini (Ticino), U. Ochsenbein (Berna) e, al centro, J. Furrer (Zurigo), primo Presidente della Confederazione.

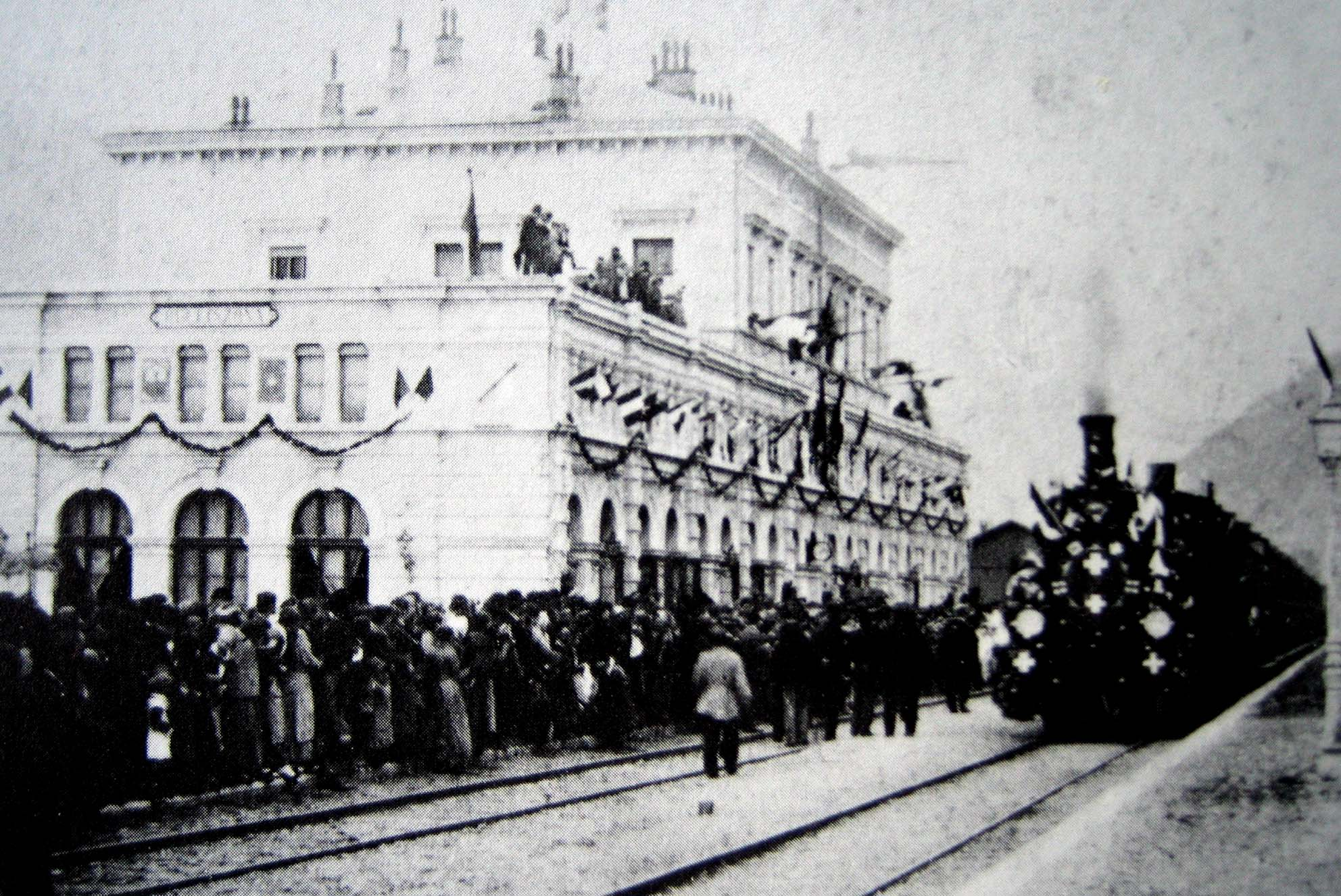
Inaugurazione della linea del Gottardo nel 1882.

Le basi per lo Stato federale moderno vennero poste all'indomani della guerra del Sonderbund. La costituzione del 1848 (in seguito rivista solo nel 1874 e nel 1999) diede alla Svizzera un governo maggiormente centralizzato: competenze fino ad allora appannaggio dei cantoni vennero delegate alla Confederazione (la difesa nazionale, la moneta, le dogane e il servizio postale). Con la creazione di uno spazio economico comune (vennero unificati pesi e misure e abolite le dogane fra cantoni), lo Stato federale si fece promotore dello sviluppo economico e la Svizzera venne radicalmente trasformata dall'industrializzazione e dalle ferrovie. Il Paese seppe sfruttare alcune buone condizioni di partenza (il basso tasso di analfabetismo tra gli adulti, le conoscenze artigianali, la coesione interna e il quadro legislativo liberale) e puntò sin dall'inizio sull'esportazione di prodotti ad alto valore aggiunto (orologi, alimentari lavorati, tessuti particolari, prodotti chimici, telai meccanici e macchinari complessi). Non più soddisfatti del solo diritto di voto (divenuto universale, per gli uomini, nel 1848), i cittadini si attivarono per ottenere maggiori strumenti democratici e ottennero che nella Costituzione fossero iscritti il diritto di lanciare un referendum (1874) e il diritto di lanciare un'iniziativa popolare (1891).
Nella seconda metà del secolo le diverse correnti politiche si organizzarono in partiti: nacquero il Partito cattolico-conservatore (oggi Partito Popolare Democratico, nel 1848), il Partito Socialista Svizzero nel 1888 e il Partito Liberale Radicale nel 1894. Come durante la Guerra franco-prussiana (1870-1871), la Svizzera si mantenne neutrale anche durante la prima guerra mondiale (1914-1918), ma il degrado delle condizioni di vita di gran parte della popolazione a causa della guerra condusse le organizzazioni operaie (riunite nel Comitato di Olten) a lanciare il primo sciopero generale nel 1918: le principali rivendicazioni (la settimana lavorativa di 48 ore e l'istituzione di un'assicurazione sulla vecchiaia) vennero rifiutate, ma l'anno seguente il Consiglio nazionale venne eletto con il sistema proporzionale e fecero il loro ingresso nel parlamento elvetico esponenti delle organizzazioni operaie, segnando la fine dell'egemonia del Partito Liberale Radicale.
Nel 1920 il Paese aderì alla Società delle Nazioni che aveva posto la sua sede proprio in Svizzera, a Ginevra. La Società riconobbe la neutralità permanente della Svizzera e la esonerò dalla partecipazione alle azioni militari. La crisi economica del 1929 determinò un aumento massiccio della disoccupazione in Svizzera e nel 1936 il franco venne svalutato per aiutare le esportazioni; l'anno successivo fu quindi possibile siglare la pace del lavoro nell'industria metallurgica (allora la più importante del paese). Il riconoscimento del Romancio come lingua nazionale (1938), la costruzione di un sistema di fortificazioni nelle Alpi (Ridotto nazionale, 1940) e l'entrata del primo esponente socialista nel Consiglio federale (1943) rafforzarono la coesione nazionale durante gli anni della seconda guerra mondiale. Tuttavia la neutralità elvetica venne messa a dura prova dagli eventi bellici: se durante i precedenti conflitti la Svizzera confinava con entrambi gli schieramenti, dopo il crollo della Francia nel giugno del 1940, la Svizzera si trovava circondata dalle forze dell'Asse. Il commercio aereo era all'epoca poco sviluppato e il Paese finì per intrattenere relazioni economiche principalmente con i paesi confinanti e segnatamente con la Germania.
Terminato il conflitto gli Alleati obbligarono la Svizzera a versare 250 milioni di franchi (circa l'1,7% del PIL elvetico di allora) per la ricostruzione dell'Europa. Nei confronti dei rifugiati la politica svizzera oscillò da una moderata apertura alla politica della barca piena (ted. vollen Boot), che portò al respingimento di parecchi profughi, anche su pressione delle autorità tedesche e italiane. Il ruolo della Confederazione durante la seconda guerra mondiale è stato indagato criticamente dalla Commissione Bergier (dal nome dello storico che ha presieduto il gruppo di lavoro) istituita dal governo federale negli anni novanta. Nel 1947 venne introdotta l'assicurazione sulla vecchiaia (Assicurazione vecchiaia e superstiti, AVS) ponendo le basi per lo stato sociale odierno. Al crescente internazionalismo dell'economia elvetica fece da contrappeso l'attaccamento popolare alla neutralità e all'isolazionismo del paese: nel 1948 gli elettori rifiutarono di aderire all'Organizzazione delle Nazioni Unite (la cui sede principale venne posta a Ginevra, nei locali della Società delle Nazioni). Nel 1959 venne eletto un secondo socialista nel Consiglio federale e per la prima volta l'assegnazione dei seggi nell'esecutivo divenne proporzionata alla forza elettorale dei quattro grandi partiti: la ripartizione (chiamata formula magica) costituì un elemento di grande stabilità e durò sino al 2004 (quando entrò in governo un secondo esponente UDC a scapito del rappresentante PPD). La stabilità politica interna accompagnò la crescita economica nella seconda metà del Novecento: il reddito pro capite crebbe più rapidamente che nel resto del continente, beneficiando anche dello sviluppo del settore finanziario. Le buone condizioni di partenza e una spesa costante permisero di mantenere all'avanguardia la ricerca elvetica, assicurando il prestigio dei prodotti esportati sui mercati esteri e attraendo nel paese ricercatori stranieri.

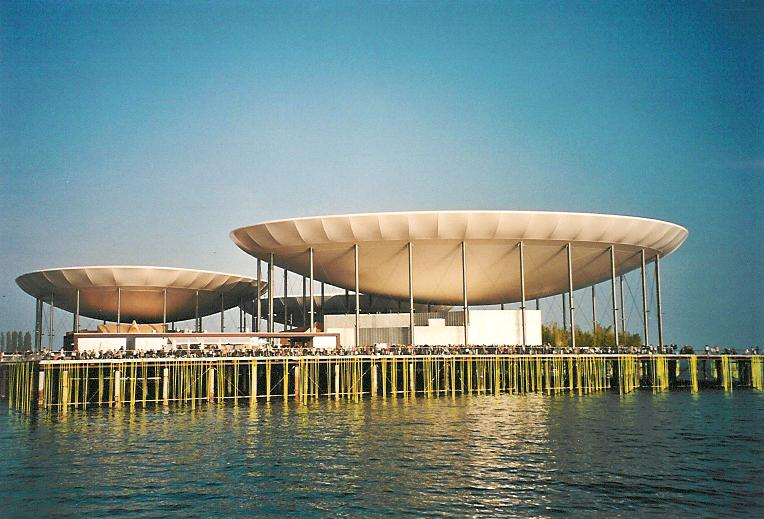
Padiglione di Expo.02 a Neuchâtel.

Nel 1971, dopo un tentativo infruttuoso nel 1959, popolo e cantoni concessero il diritto di voto anche all'elettorato femminile, i diritti politici divennero per la prima volta nel paese veramente universali. Nel 1978, dopo una serie di consultazioni popolari (a livello cantonale e federale), tre distretti francofoni del Canton Berna si separano da esso e andarono a costituire il Canton Giura, che divenne il ventiseiesimo cantone della Svizzera. Le tendenze isolazioniste riemersero nel 1986 quando in un referendum gli elettori rifiutarono di entrare nelle Nazioni Unite e nel 1992 quando il popolo bocciò l'entrata della Svizzera nello Spazio economico europeo: in quest'ultima occasione il paese si divise tra la Romandia, favorevole a un'integrazione continentale, e la Svizzera tedesca e quella italiana, che votarono invece per mantenere la totale indipendenza del Paese; la Svizzera accederà comunque al Mercato europeo comune e allo Spazio europeo di libera circolazione, a partire rispettivamente dal 2002 e dal 2008, attraverso i due accordi bilaterali con l'Unione Europea (sottoscritti nel 1999 e nel 2004, e approvati con referendum popolari nel 2000 e nel 2005). Sempre nel 1992, la Svizzera entrò invece a far parte delle maggiori organizzazioni capitalistiche mondiali: la Banca Mondiale e il Fondo monetario internazionale
Pochi anni dopo l'ottenimento del diritto di voto a livello federale, nel 1984 Elisabeth Kopp divenne la prima donna a entrare nel governo, mentre nel 1999 - dopo che nel 1990 anche l'Appenzello Interno (ultimo cantone ad adeguarsi) introdusse il suffragio femminile per decisione del Tribunale federale - Ruth Dreifuss venne eletta alla presidenza della Confederazione. Durante gli anni novanta la Svizzera ha vissuto una lunga crisi caratterizzata da bassi tassi di crescita economica e dal venir meno della fiducia dei cittadini in alcuni ambiti e settori pubblici (lo scandalo delle schedature, la vicenda degli averi ebraici, le grandi fusioni nel settore bancario, il fallimento della compagnia aerea Swissair). Con una nuova votazione popolare, questa volta con esito positivo, la Svizzera entrò ufficialmente nelle Nazioni Unite il 10 settembre 2002, lo stesso anno si tenne l'esposizione nazionale Expo.02. Con il nuovo millennio l'economia elvetica ha ricominciato a crescere con tassi superiori alla media europea. Pur continuando a osservare una stretta neutralità, si è accentuata l'internazionalizzazione dell'economia svizzera (4º paese più globalizzato secondo il Politecnico di Zurigo e l'OCSE), considerata fra le più competitive al mondo (nel 2009, nel 2010, nel 2011 e nel 2012 al primo posto) mentre il reddito pro capite, la qualità di vita nelle sue città e le opportunità offerte ai suoi cittadini sono stabilmente ai vertici delle classifiche internazionali.

## Geografia

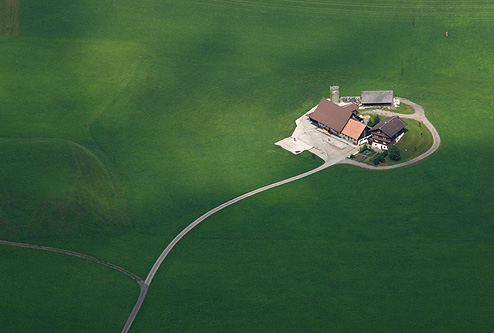
Una fattoria a Stans, nel Canton Nidvaldo. Le attività agricole e gli alpeggi coprono oltre un terzo della superficie svizzera, ma ogni secondo un metro quadrato di suolo diviene edificabile.

La Svizzera è situata tra il 46º e il 47º parallelo nord e tra il 5º e 10º meridiano est. La sua morfologia ne fa il tetto d'Europa e i fiumi che nascono in territorio elvetico sfociano in quattro diversi mari. La massima estensione nord-sud (da Bargen a Chiasso) misura 220,1 km, mentre quella est-ovest (da Chancy alla Val Monastero) misura 348,4 km. La cima più alta è la Punta Dufour a 4 634 metri s.l.m.; il punto più basso è il pelo del Lago Maggiore a 193 m. La località più elevata è Juf a 2126 m, quella più bassa è Ascona a 196 m. La Svizzera ha una frontiera di 1858 km: due terzi dei confini sono costituiti da elementi naturali (spartiacque, laghi, fiumi), il resto è segnato convenzionalmente da termini di confine.
Il confine di Stato più esteso è quello in comune con l'Italia, a sud, che misura 741 km (compresi i 7,1 km dell'enclave di Campione d'Italia). A ovest la frontiera con la Francia misura 572 km. A nord e a est la frontiera, costituita in gran parte dal corso del Reno e dal lago di Costanza, si estende per 346 km con la Germania (compresi i 16,8 km dell'enclave di Büsingen), per 165 km con l'Austria e per 42 km con il Principato del Liechtenstein. Il 23,9% della superficie svizzera è utilizzato per attività agricole e il 13% per gli alpeggi. Gli insediamenti coprono il 6,8% della superficie totale. Oltre un quarto del territorio (la parte più elevata dell'arco alpino) è inutilizzato (25,5%), mentre il restante 30,8% è coperto da foreste.

### Morfologia
Il territorio elvetico può essere diviso in tre grandi regioni tra loro differenti: le Alpi (e le loro appendici prealpine), l'Altipiano (ted. Schweizer Mittelland, fr. Plateau suisse) e la catena del Giura (latinizzato in Juria; il termine deriva forse dalla radice celtica jura ‘foresta di montagna, monte boscoso’, da cui il francoprovenzale dzor, jour). La regione alpina e le Prealpi coprono insieme il 60% del territorio svizzero (rispettivamente il 48% e il 12% del totale) e costituiscono, nel cuore d'Europa, un importante spartiacque e il punto d'incontro di due diversi climi. Il versante sud delle Alpi comprende il Canton Ticino, le valli Mesolcina, Calanca, Bregaglia, Poschiavo, Monastero e Divedro. Le tre grandi valli anteriori del Rodano (Vallese) del Reno (Surselva) e dell'Inn (Engadina) separano chiaramente il versante sud delle Alpi da quello nord. Solo in prossimità del massiccio del San Gottardo, le tre vallate si avvicinano, permettendo di valicare le Alpi con un solo passo: dalla Leventina (versante sud) alla valle della Reuss (versante nord).
A nord delle Alpi e delle Prealpi (quando si raggiunge un'altitudine inferiore ai 1500 m) si estende l'Altipiano, delimitato a nord-ovest dai rilievi del Giura, a nord-est dal Lago di Costanza e a sud-ovest dal Lago Lemano. La regione ha un'altitudine compresa fra i 400 e i 600 metri ed è interrotta da numerosi laghi. Poco a sud di Ginevra, dall'arco alpino si stacca la catena del Giura, che continua la sua estensione in territorio francese (Franca Contea). È un massiccio poco elevato, mediamente attorno ai 1000 m che delimita per 300 km l'Altipiano verso ovest e verso nord, il punto più alto - la Crête de la Neige - si trova in territorio francese a 1720 m. Due fiumi delimitano a loro volta il Giura: il Rodano a ovest e l'Aare a nord. Poco sopra, all'estremità nord-occidentale della Svizzera, si trova la città di Basilea che giace sul Bassopiano renano.

#### Orografia
In Svizzera svettano complessivamente 74 cime oltre i 4 000 metri, di cui 55 completamente nel territorio svizzero e 19 al confine con l'Italia. Le dodici cime più elevate sono tutte nelle Alpi vallesane. Il punto più elevato è rappresentato dai 4634 m sul livello del mare della Punta Dufour del massiccio del Monte Rosa, poco distante dall'Italia, mentre la montagna più alta interamente nel territorio della Confederazione è il Dom, di 4545 m s.l.m., tra Zermatt e Saas Fee. Il monte svizzero (condiviso con l'Italia) più noto al mondo è probabilmente il Cervino, anche conosciuto come Matterhorn (4478 m s.l.m.), a sud di Zermatt. Anche il gruppo composto da Eiger (3970 m s.l.m.), Mönch (4107 m s.l.m.) e Jungfrau (4158 m s.l.m.) nelle Alpi bernesi è uno dei panorami più fotografati.

### Geologia

La Creux du Van nella catena del Giura (Canton Neuchatel). Un anfiteatro roccioso (calcare del Kimmeridgiano) lungo 4 chilometri e alto 160 metri, ricordo della Glaciazione di Würm.

Differenti fenomeni geologici hanno concorso alla formazione dell'attuale paesaggio e della natura del suolo elvetico. La geologia della Svizzera è fortemente marcata dalla formazione delle Alpi (Orogenesi alpina). Geologicamente le Alpi sono montagne giovani: pur essendo costituite in massima parte da rocce del Mesozoico, sono sorte solo nel Cenozoico. Nel tardo Cretaceo avvenne una prima collisione fra la placca africana e quella euroasiatica (fase Eo-Alpina). In un secondo tempo (Oligocene e Miocene) la spinta fra le due placche portò in superficie gli strati che si erano depositati sul fondo della Tetide durante il Triassico e il Giurassico (arenarie, marne, calcari e argille). Dai rilievi sgorgarono i primi fiumi che depositarono nel mare materiale di erosione, formando la molassa. In un'ultima fase (coincidente con il Pliocene) la collisione generò l'innalzamento della catena del Giura, portando in superficie anche gli strati di molassa.
Ai nostri giorni continua la convergenza delle due placche facendo proseguire l'innalzamento delle Alpi (dal millimetro al centimetro annui), bilanciato però dall'attività erosiva. La Svizzera si ritrova oggi su una zolla tettonica relativamente calma, anche se la città di Basilea è stata distrutta da un sisma il 18 ottobre 1356 (forse il principale evento sismico dell'Europa centrale). Le regioni geologicamente più attive sono la Fossa Renana e il Vallese. Riguardo alla natura del suolo, partendo da nord, il Giura è costituito da pieghe calcaree, cui si sovrappongono nell'Altipiano (sino al Rigi) gli strati sovrapposti (non piegati) di molassa. Scomparsa la Molassa, riaffiora il calcare nelle Alpi settentrionali (Alpi calcaree del Nord). Le Alpi centrali (Bristen, San Gottardo) sono costituite da un massiccio granitico e nella falda pennidica (Sopraceneri) da gneiss, micascisti e dolomie. Ricompare il calcare nelle Prealpi meridionali (Sottoceneri) con gneis, dolomie, porfiriti e marmi.

### Idrografia

#### Fiumi
Reno (Aar)
     Rodano (Doubs, Arve, Venoge)
     Po (Ticino, Diveria, Poschiavino, Mera)
     Adige (Rio Ram)
     Danubio (Inn)

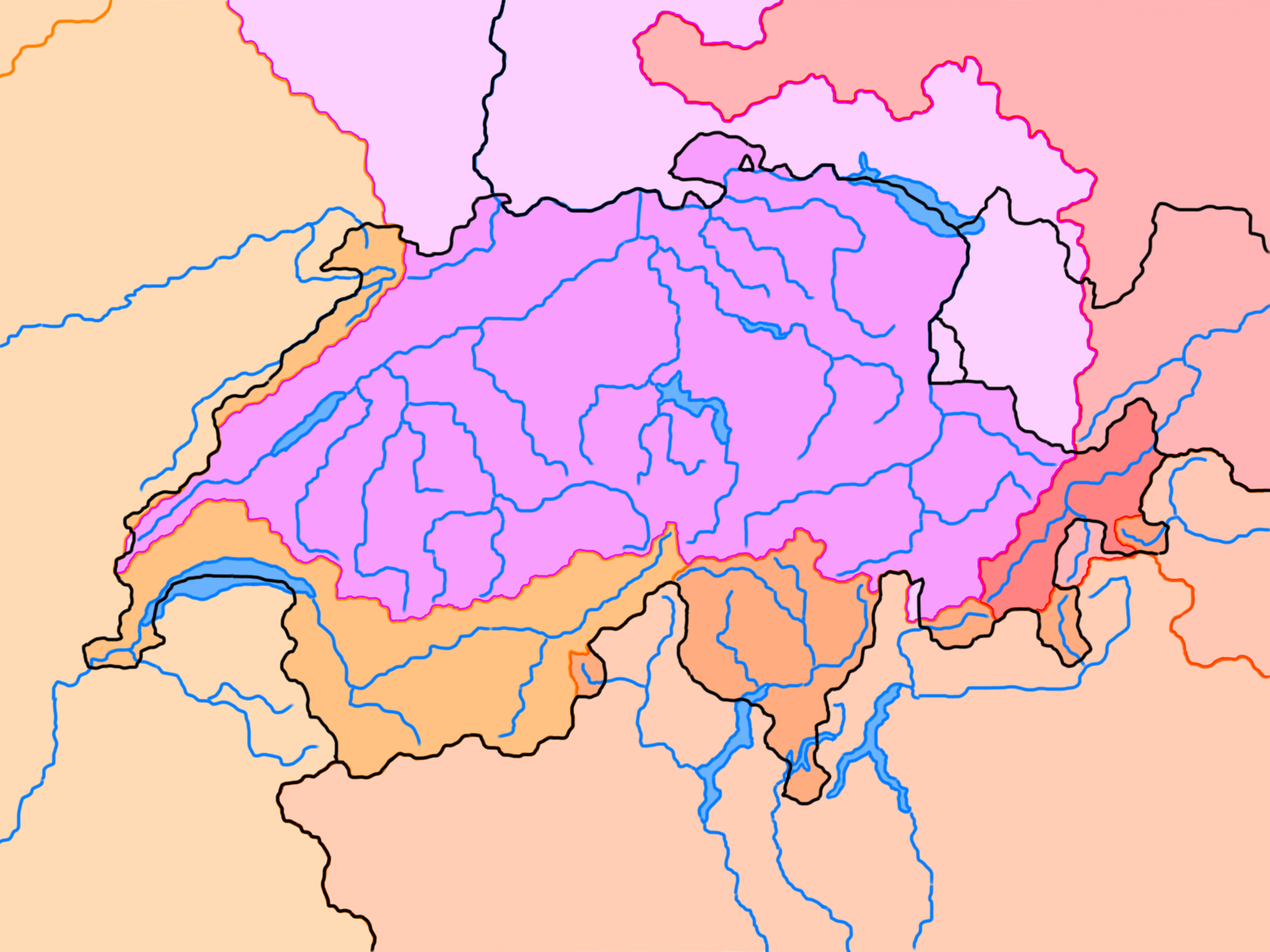
I bacini idrografici della Svizzera:
Reno (Aar)
Rodano (Doubs, Arve, Venoge)
Po (Ticino, Diveria, Poschiavino, Mera)
Adige (Rio Ram)
Danubio (Inn)

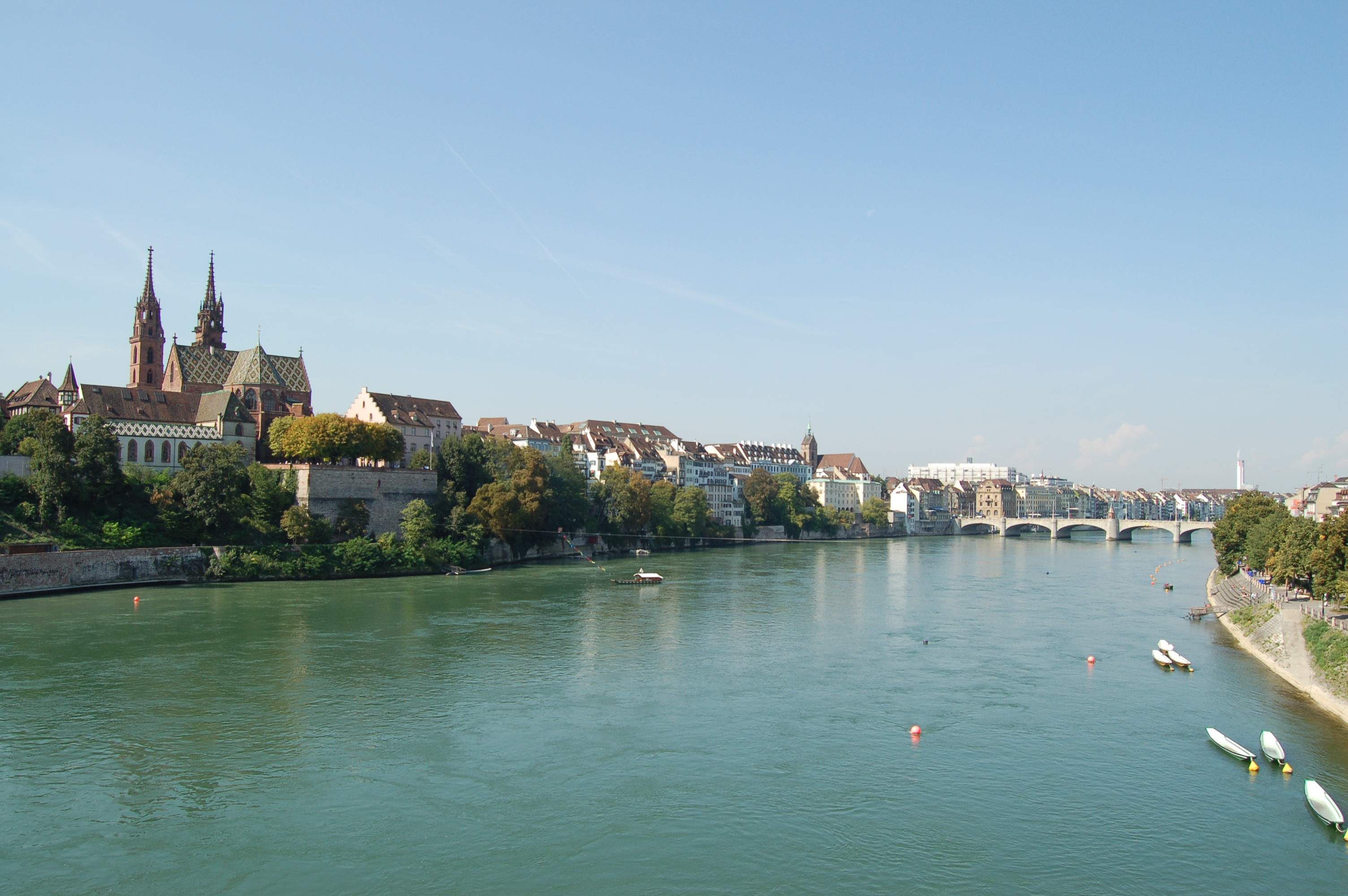
Il Reno a Basilea come porta d'accesso all'Europa.

I maggiori fiumi svizzeri, tra cui i grandi fiumi europei Reno e Rodano, nascono dal massiccio del San Gottardo, che dà alla luce anche il Ticino, che scorre verso sud, e la Reuss, che forma a nord il lago dei Quattro Cantoni. Il corso d'acqua più lungo nel territorio svizzero è il Reno, lungo 375 km, seguito dal suo affluente Aar con 295 km e dal Rodano con 264 km. Il bacino idrografico del Reno e dell'Aar, suo affluente, raccoglie il 68% delle acque svizzere e le conduce nel Mare del Nord. Il 18% delle acque, raccolte dal Rodano e dal Doubs, confluisce nel Mediterraneo occidentale. Il 9,6% confluisce invece nell'Adriatico (il 9,3% attraverso il Ticino e il Po e lo 0,3% attraverso il Rio Ram e l'Adige). Il 4,4% delle acque, raccolte interamente dall'Inn, confluisce nel Mar Nero attraverso il Danubio.
La prossimità di alte vette rende i fiumi elvetici pericolosi durante vari mesi dell'anno (a causa della fusione delle nevi in primavera o delle forti precipitazioni in autunno), nel 1877 è stata perciò approvata la Legge federale sulla polizia delle acque. Le grandi correzioni fluviali erano però cominciate decenni prima. Tra il 1711 e il 1714 venne incanalato il Kander (deviandolo verso il lago di Thun); tra il 1807 e il 1822 è stato corretto il corso della Linth; tra il 1865 e il 1885 il Rodano (tra Briga e il lago Lemano); tra il 1868 e 1878 l'Aar (deviato nel lago di Bienne); tra il 1888 e il 1914 il Ticino (→ Piano di Magadino) e la Maggia; infine tra il 1892 e il 1923 è stato corretto il corso del Reno tra Coira e il lago di Costanza.

#### Laghi

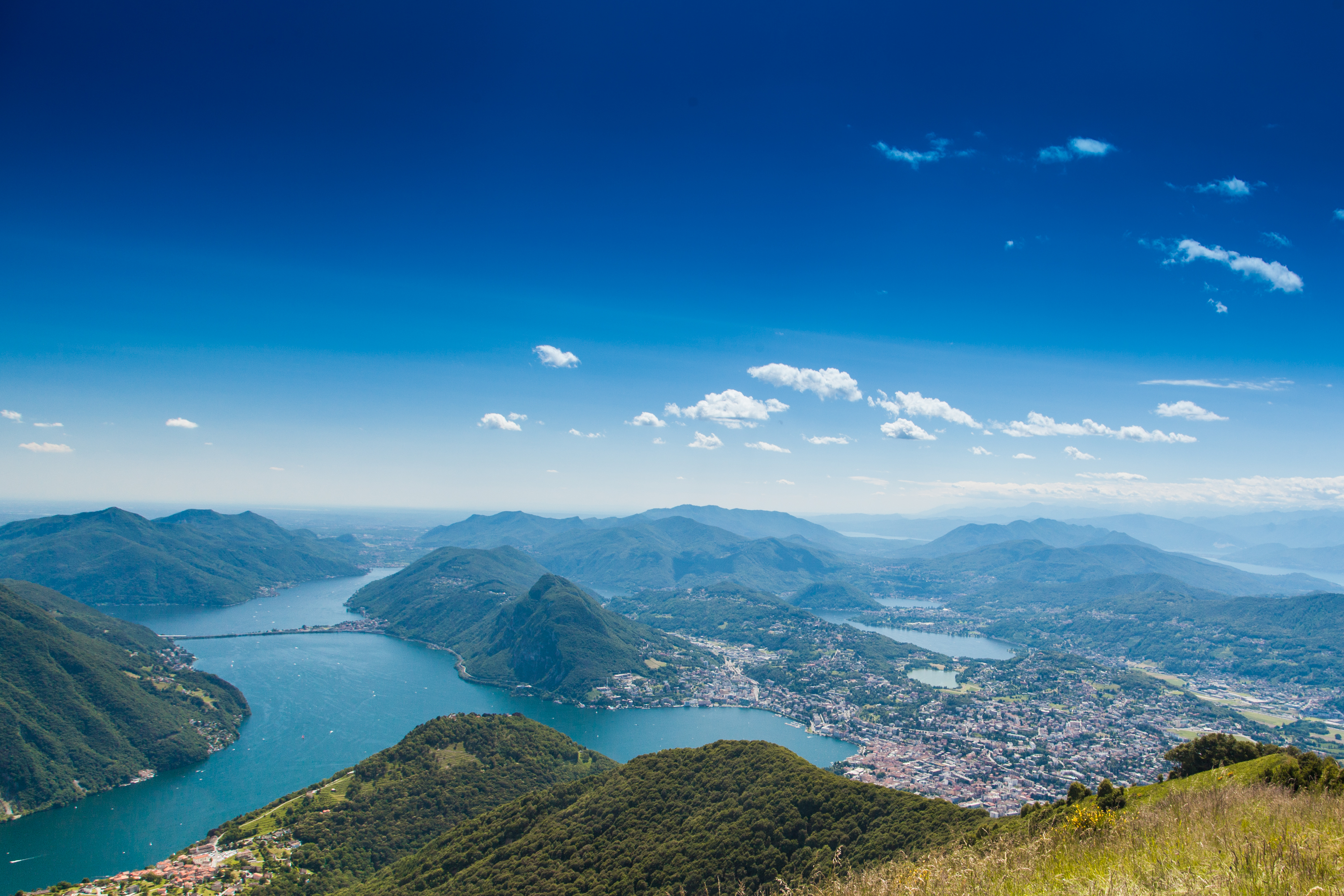
Lago Ceresio (Canton Ticino)

A causa della sua struttura topografica e dell'eredità lasciata dalle glaciazioni, il territorio svizzero ospita circa 1 500 laghi; per la maggior parte si tratta di piccoli laghi di montagna (→ Lago glaciale). Nel suo insieme, circa il 3,7% del territorio è coperto da acque, ma a formare questa superficie concorrono in massima parte pochi grandi laghi. Lo specchio d'acqua con la maggior estensione in Svizzera è il lago Lemano, al confine con la Francia (580,03 km², di cui il 60% in territorio svizzero), formato dal Rodano, sulle cui rive si trovano Ginevra e Losanna. Con i suoi 536 km² (di cui il 23,73% in territorio elvetico) il lago di Costanza (ted. Bodensee), al confine con Austria e Germania e formato dal Reno, è solo leggermente meno esteso. A sud delle Alpi, il Lago di Lugano (o Ceresio) e il lago Maggiore (o Verbano) sono posti al confine con l'Italia. I laghi più grandi completamente in territorio elvetico sono: il lago di Neuchâtel (215,20 km²), il lago dei Quattro Cantoni (ted. Vierwaldstättersee, 113,72 km²) e il lago di Zurigo (88,17 km²).

### Clima
Nonostante la sua posizione all'interno del continente europeo, il clima del paese è influenzato dall'Atlantico. Le correnti d'aria provenienti da occidente portano sui cieli svizzeri aria umida e mite, in modo da raffreddare il clima in estate e di mantenerlo temperato in inverno. Le precipitazioni sono abbondanti durante tutti i mesi dell'anno. Le regioni che si trovano a sud delle Alpi sono influenzate dal clima mediterraneo e registrano inverni più caldi che al nord. Le valli alpine risultano riparate dalle forti precipitazioni e alcune hanno un clima più secco delle regioni circostanti (2000 mm di acqua all'anno nelle Prealpi contro i circa 650 dell'Engadina e i 550 del Vallese). La variazione di temperatura nelle diverse località svizzere è influenzata soprattutto dall'altitudine. Sull'Altipiano (Mittelland) le temperature vanno da 1 °C in gennaio ai 17 °C in luglio. Nel Sud del Ticino sono mediamente superiori di 1 o 2 °C. Sopra i 1 500 di altitudine le temperature oscillano dai -5° in gennaio agli 11 °C in luglio. Una singolarità del clima alpino è costituita dal favonio (Föhn): vento che spira in direzione nord-sud al sud delle Alpi (e in senso inverso al nord delle stesse) creando delle zone miti e asciutte nei mesi invernali.

## Società

### Demografia

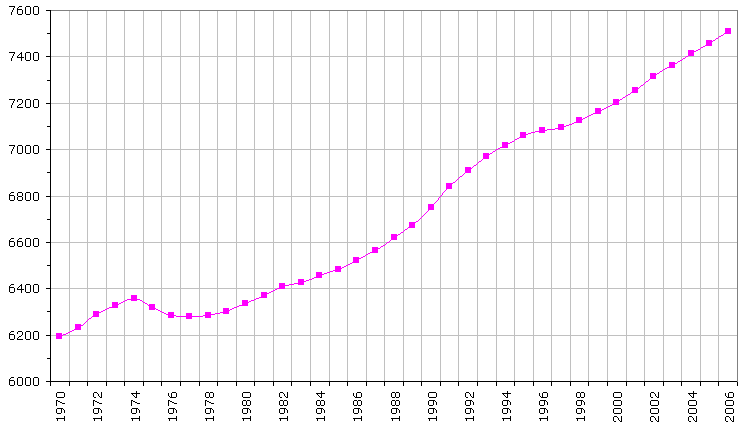
Andamento della popolazione della Svizzera dal 1970 al 2006

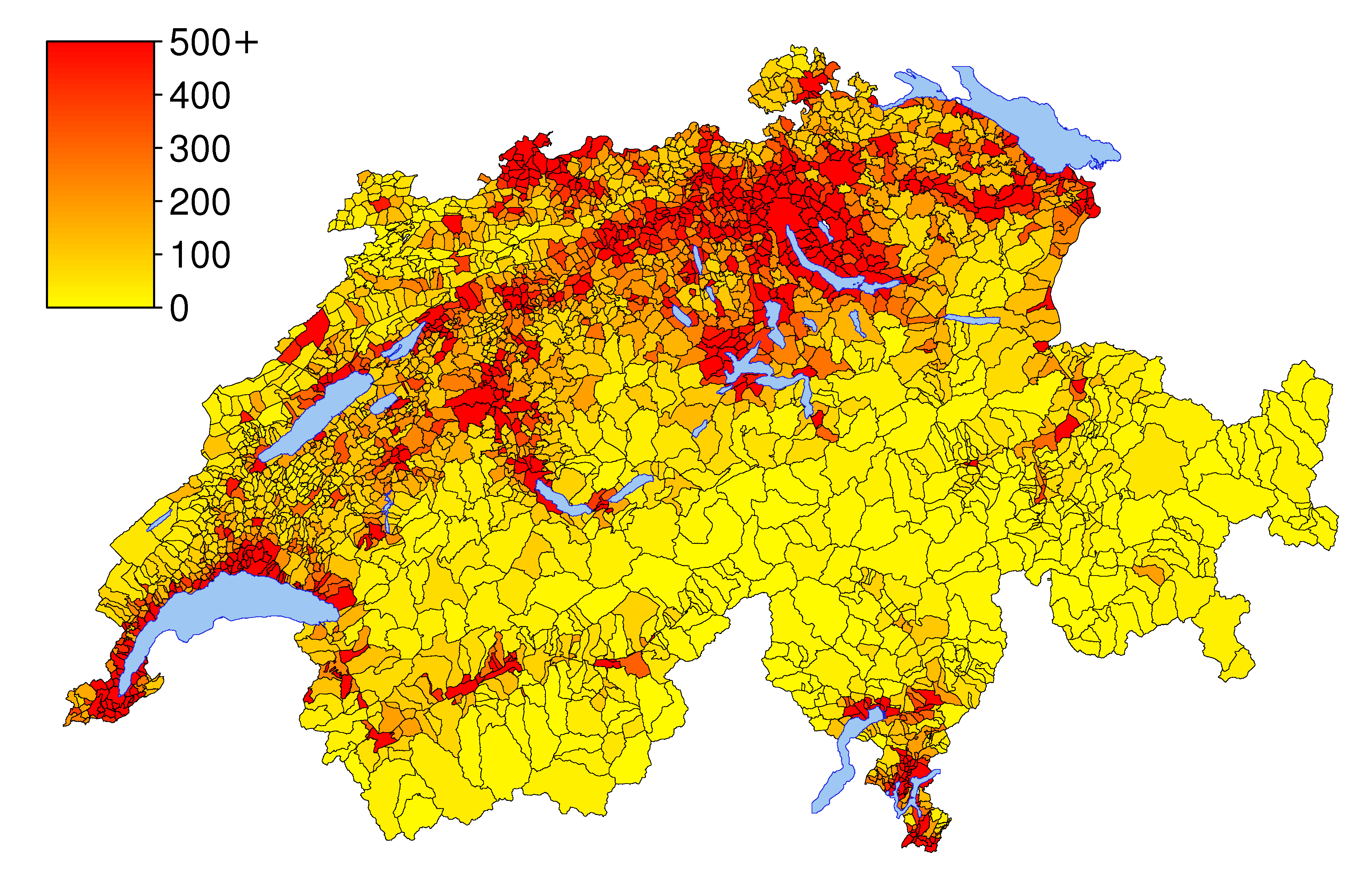
Densità della popolazione (abitanti per chilometro quadrato nel 2007).

Con 198 abitanti per chilometro quadrato, la Svizzera è senz'altro un paese densamente abitato. La popolazione tuttavia non si distribuisce in maniera uniforme sul territorio: è riscontrabile, al contrario, una notevole differenza fra un cantone e l'altro (dai 27 ab./km² dei Grigioni, ai 5 045 di Basilea città). La maggior parte della popolazione risiede sull'Altipiano (ted. Schweizer Mittelland, fr. Plateau suisse) dove, sul 30% della superficie elvetica, si concentrano i due terzi degli abitanti; qui si raggiunge una densità media di 450 abitanti per chilometro quadrato. Una densità poco più elevata si registra anche all'estremità meridionale del Paese, nei distretti di Lugano (468 ab./km²) e di Mendrisio (454 ab/km²).
Il primo censimento federale venne eseguito nel 1850: si contarono 2'392'740 abitanti. Per gli anni precedenti sono presenti solo delle stime. Si calcola che la popolazione del Paese raddoppiò una prima volta tra il 1400 e il 1700 (passando da 0,6 a 1,2 milioni), raddoppiò una seconda volta tra il 1700 e il 1850 (da 1,2 a 2,4 milioni) e raddoppiò una terza volta tra il 1850 e il 1950 (da 2,4 a 4,8 milioni). A partire dal 1950 l'incremento si è fatto ancora più rapido: annualmente la popolazione è cresciuta di 71400 unità nel decennio 1950-1960 e di 84000 unità nel decennio 1960-1970. A partire dal 1970, l'aumento è continuato, ma con un ritmo meno elevato: 9500 unità all'anno nel decennio 1970-1980, 31640 all'anno nel decennio 1980-1990, 44969 all'anno nel decennio 1990-2000 e 53741 all'anno nell'ultimo decennio (2000-2010). Nella prima metà del Novecento le ragioni dell'aumento vanno ricercate nell'incremento naturale, nell'allungamento della speranza di vita (43 anni nel 1880; 80,5 nel 2007) e nell'abbattimento della mortalità infantile (134‰ nel 1904; 19‰ nel 1964; 9‰ nel 1980; 4,4‰ nel 2009). Nella seconda metà del Novecento (dato il tasso di fecondità di 1,2 figli per donna, inferiore alla soglia di sostituzione) l'incremento è invece da attribuire unicamente all'immigrazione.

#### Immigrazione

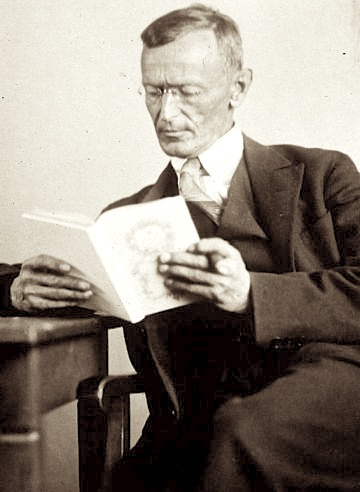
Hermann Hesse in un'immagine del 1927: immigrato in Svizzera dalla Germania nel 1912, diede un contributo fondamentale alla letteratura e ricevette il premio Nobel per la letteratura nel 1946

La Svizzera è una terra d'immigrazione da lunga data: nel 1830 gli immigrati rappresentavano il 2,1% della popolazione, cresciuti al 18,3% nel 1913. Da allora il numero è rimasto, in termini percentuali, praticamente costante. Nel 2012 gli stranieri rappresentavano circa il 22,7% della popolazione, facendo della Svizzera il paese europeo con la più alta presenza di immigrati dopo il Lussemburgo. Annualmente viene naturalizzato circa un decimo della popolazione straniera (ma la tendenza è in aumento: le naturalizzazioni sono triplicate dal 1992 al 2005). Nel 2005 circa un terzo della popolazione residente era immigrato o discendente di immigrati. Secondo i dati del 2012, la maggior parte degli stranieri proviene dall'Italia (16,2% → Italo-svizzeri), dalla Germania (15,7%), dal Portogallo (13,0%), dalla Francia (5,6%), dalla Serbia (5,4%) e dalla Spagna (3,8%). Nel 2009 43400 residenti avevano acquisito la cittadinanza svizzera.
A coloro che emigrano in Svizzera per ragioni economiche, vanno aggiunti circa 16000 richiedenti l'asilo, pari allo 0,21% della popolazione: una percentuale - tradizionalmente - più alta di quella dei paesi vicini. In passato la Svizzera ha offerto asilo politico a interi gruppi di persone in fuga da situazioni particolari. Durante la seconda guerra mondiale la Svizzera accolse oltre 51000 profughi civili (pari all'1,2% della popolazione svizzera di allora: 14000 dall'Italia, 10400 dalla Francia, 8000 dalla Polonia, 3250 dall'Unione Sovietica, 2600 dalla Germania e 2200 apolidi; complessivamente 21000 erano ebrei). Nel 1956 vennero accolti 56000 rifugiati provenienti dall'Ungheria, nel 1968 circa 11000 rifugiati provenienti dalla Cecoslovacchia, nel 1973 oltre 8000 rifugiati provenienti dal Cile e altri 8000 provenienti dal Sud-est asiatico. Nel 1981 2500 provenienti dalla Polonia. A partire dagli anni 1990 il flusso si è intensificato: la Svizzera ha accolto circa 30000 rifugiati bosniaci in fuga dalla guerra in Bosnia ed Erzegovina e 53000 kosovari in fuga dalla guerra del Kosovo A partire dal 2000 la principale comunità di rifugiati è quella eritrea..
Oltre agli stranieri che trasferiscono il loro domicilio in Svizzera, nel Paese entrano giornalmente centinaia di migliaia di lavoratori frontalieri dai Paesi confinanti. Nel 2012 i frontalieri registrati erano 264741. Oltre la metà proveniva dalla Francia (138542), dall'Italia (61801), dalla Germania (55311), dall'Austria (8120) e da altri paesi europei (967). La maggior parte dei frontalieri si concentra nella regione lemanica (89017), nella Svizzera nord-occidentale (66074) e nel Canton Ticino (55879).
Al 2021, il 39% dei residenti in Svizzera aveva un background migratorio.

#### Emigrazione

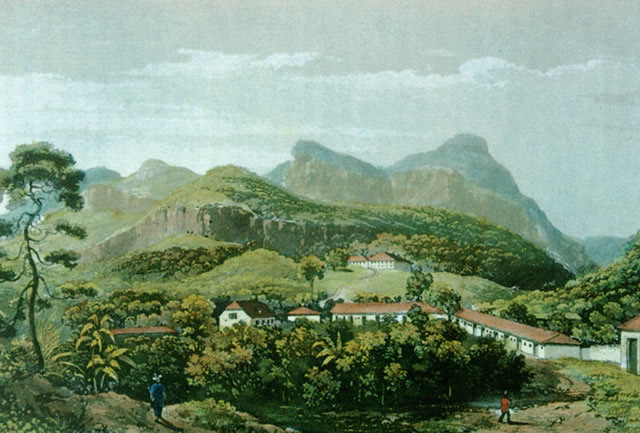
Nova Friburgo, tra il 1819 e il 1830. La città venne fondata da 261 famiglie svizzere provenienti da Friburgo, cui si aggiunsero, nel 1824, altri 400 coloni tedeschi.

Fino al 1900 il saldo migratorio svizzero era passivo: coloro che lasciavano la Svizzera erano più numerosi di quelli che vi arrivavano. Tradizionalmente, prima che la Costituzione del 1848 lo proibisse, il mestiere più praticato dagli svizzeri all'estero era quello del mercenario: si calcola che dal 1400 al 1848 oltre due milioni di svizzeri combatterono nelle guerre europee. Tra la metà del XIX secolo e la prima guerra mondiale emigrarono dalla Svizzera circa 400000 persone. La maggior parte si diresse verso gli Stati Uniti d'America, il Brasile, l'Argentina, l'Uruguay, l'Australia e il Sudafrica.
Accanto all'emigrazione economica, avvenne a partire dal XVI secolo la fuga da persecuzioni religiose. In particolare furono gli anabattisti nel XVI secolo a dover abbandonare la Svizzera. Alla fine del XVII secolo, una nuova ondata di persecuzioni investì la comunità mennonita: nel 1693 Jakob Ammann, fondatore della comunità Amish, e i suoi seguaci dovettero rifugiarsi prima sulle Alpi quindi, nel 1720, in Pennsylvania e successivamente nell'Indiana dove hanno potuto conservare le loro peculiarità sino a oggi. Per designare gli svizzeri emigrati all'estero, si parla di "Quinta Svizzera" (dopo le quattro realtà linguistiche nazionali). I cittadini svizzeri che risiedono all'estero sono circa 700000 (quasi il 10% degli svizzeri che vivono in patria): la maggior parte di essi risiede in Francia (179106), negli Stati Uniti d'America (74966), in Germania (74966), in Italia (48638), in Canada (38866), nel Regno Unito (28861), in Spagna (23802), in Australia (22757), in Argentina (15624), in Brasile (14653), in Israele (14251) e in Sudafrica (9035).

### Religioni
Chiesa ca...Chiese nazionali prot...Altre chiese p...Chiese ortodosseAltre comuni...Comunità ...Comunità ...Comunità...Comunit...Altre re...Sconosci...NessunaChiesa cattolica romanaChiese nazionali protestantiAltre chiese protestantiChiese ortodosseAltre comunità cristianeComunità musulmane e islamicheComunità induisteComunità buddisteComunità di confessione ebraicaAltre religioniSconosciutaNessuna
     Cattolici (35.1%)
     Evangelici riformati (23.1%)
     Altri protestanti (2.7%)
     Cristiani ortodossi (2.5%)
     Altri cristiani (0.5%)
     Musulmani (5.4%)
     Induisti (0.6%)
     Buddhisti (0.5%)
     Ebrei (0.2%)
     Altre religioni (0.2%)
     Senza indicazione (1.2%)
     Senza confessione (27.8%)

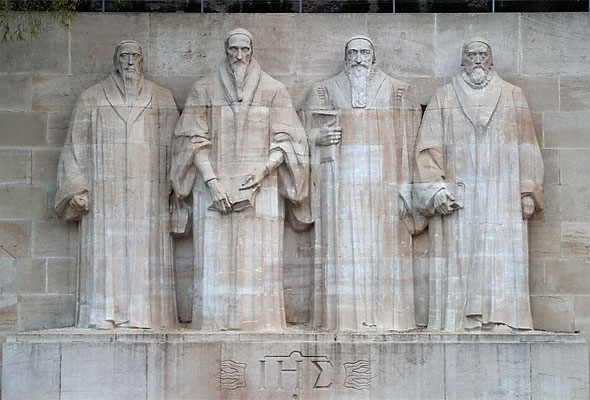
Il Muro dei Riformatori a Ginevra

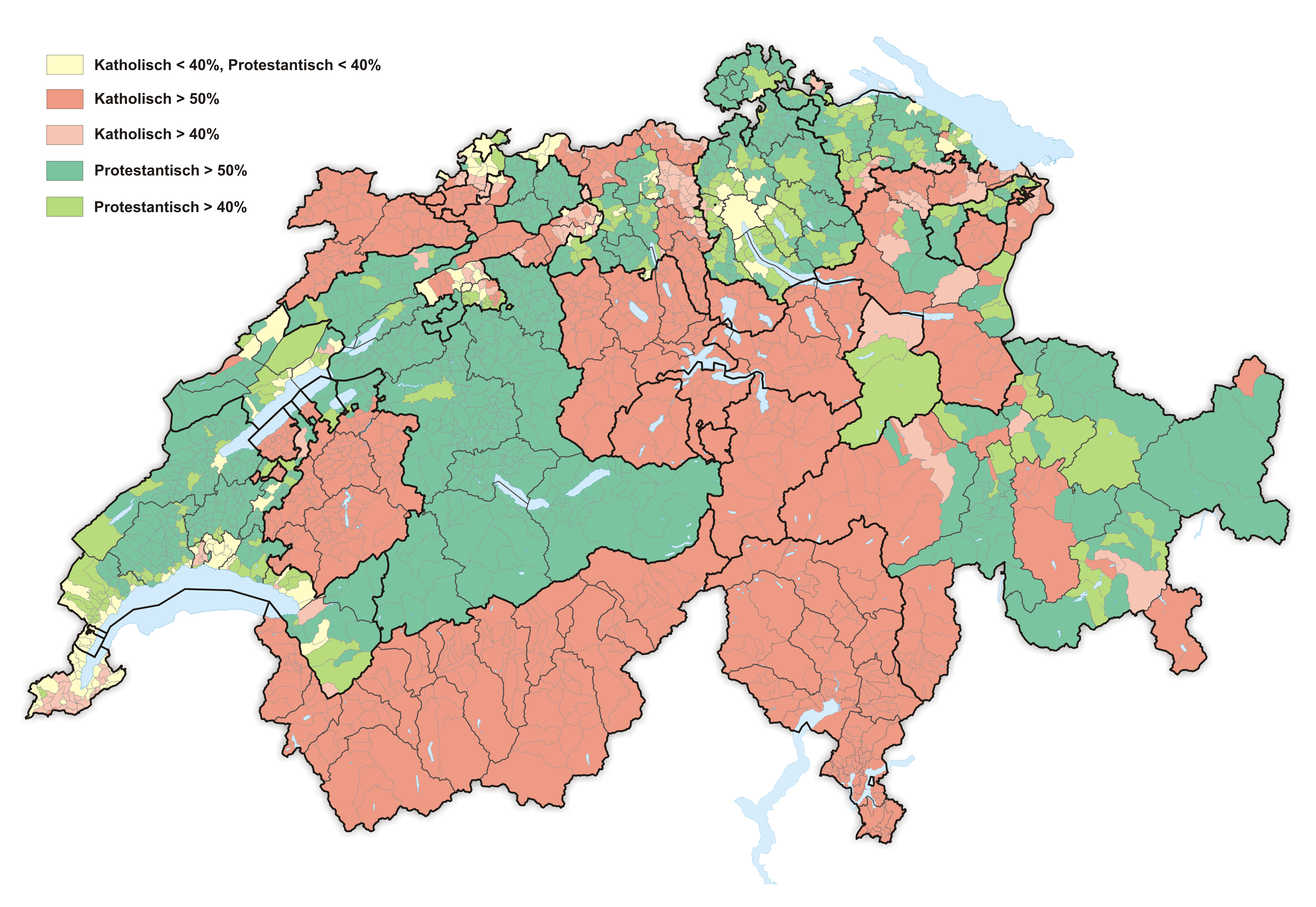
Mappa religiosa della Svizzera

A livello federale la Svizzera non ha una religione di Stato. La libertà di culto è garantita dall'Articolo 49 della Costituzione federale del 1874, mentre la Costituzione del 1999 prevede, all'Articolo 15, la libertà di credo e di coscienza.
Nel 2018, in Svizzera il 37,2% (3182082 persone) della popolazione totale sono membri della Chiesa cattolica, e il 24,7% (2109360 persone) sono membri della Chiesa evangelica riformata.
Dal 2000 (l'ultimo censimento realizzato nel modo classico) non esistono più dati relativi alla religione della popolazione totale. Ma dal 2010 una rilevazione strutturale è realizzata ogni anno dall'Ufficio federale di statistica.
Secondo la rilevazione strutturale del 2018 il panorama religioso svizzero è piuttosto variegato: la religione maggiormente praticata è quella cattolica che raccoglie, tuttavia, meno della metà dei credenti dai 15 anni in su, il 35,2%. Alla Chiesa evangelica riformata aderisce il 23,1%, e altri cristiani costituiscono il 5,6% della popolazione dai 15 anni in su. L'Islam è la terza religione per numero di credenti: il 5,3% della popolazione dai 15 anni in su. La comunità ebraica (presente sul territorio elvetico prima della costituzione della Svizzera) è concentrata oggi soprattutto nelle città, dove è organizzata in comunità: rappresenta lo 0,2% della popolazione dai 15 anni in su. Secondo l'Ufficio federale di statistica, il 28,0% della popolazione dai 15 anni in su non aderisce ad alcuna religione e l'1,4% non fornisce alcuna indicazione.
Si discostano dai dati ufficiali quelli raccolti nel 2005 dall'Eurobarometro. Secondo l'istituto europeo: il 48% dei cittadini afferma di “credere nell'esistenza di Dio”, il 39% sostiene di credere “in una sorta di spirito o di una forza vivente”, mentre il 9% ha dichiarato di “non credere né nell'esistenza di un Dio né in quella di uno spirito vivente.”

### Lingue

#### Lingue nazionali e ufficiali

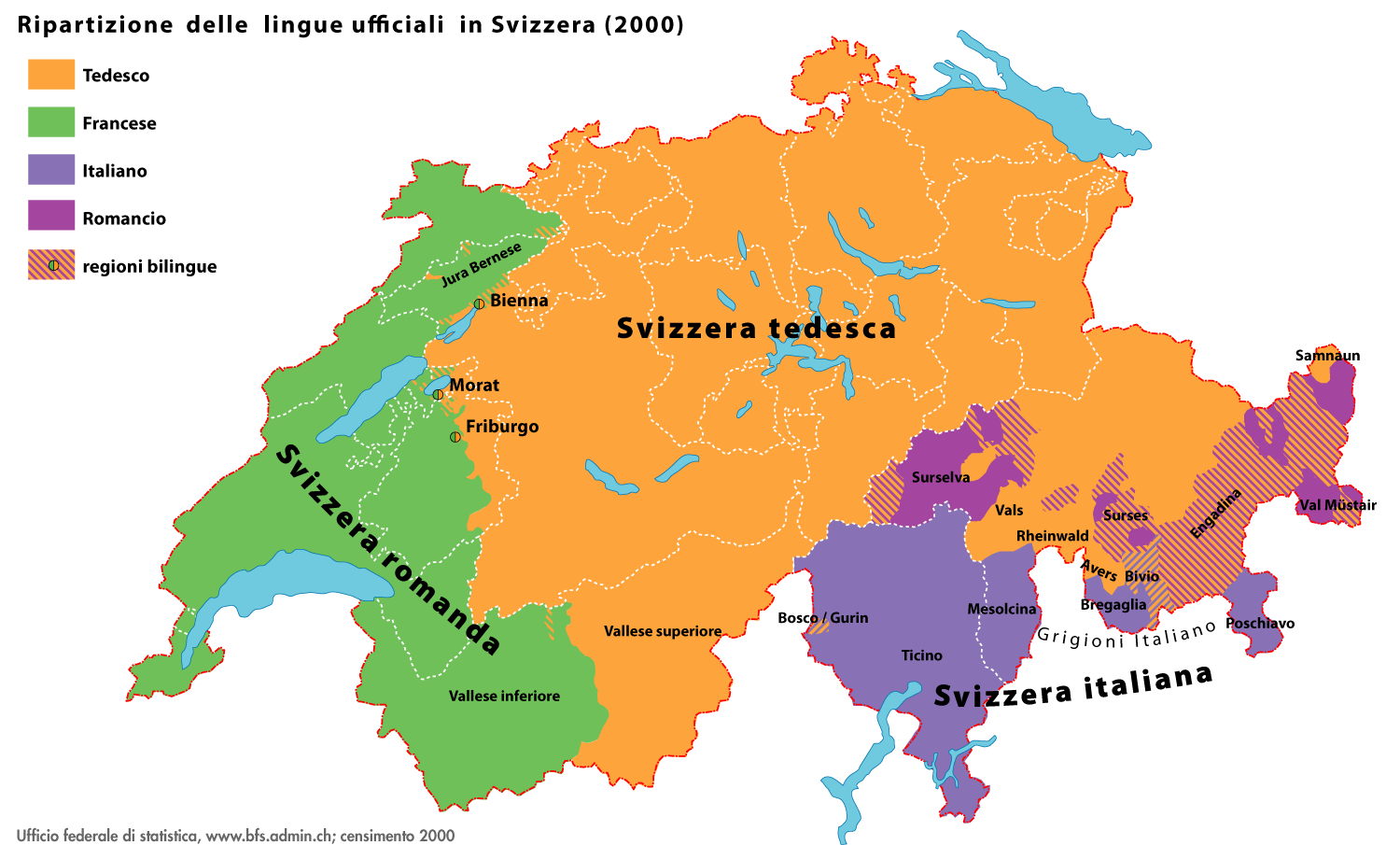
Mappa linguistica della Svizzera

Le principali lingue parlate in Svizzera sono quattro, ossia, in ordine per numero di locutori: il tedesco, il francese, l'italiano e il romancio. Le prime tre lingue sono definite nazionali e ufficiali a livello federale. Dal 1938 anche il romancio è lingua nazionale e dal 1999 lingua ufficiale "nei rapporti [della Confederazione] con le persone di lingua romancia"; ogni documento ufficiale deve essere disponibile in tedesco, francese e italiano, mentre se ne fornisce una versione in romancio solo su richiesta. Il tedesco, il francese e l'italiano hanno lo stesso status all'interno dell'amministrazione federale, ma nonostante ciò il tedesco rappresenta la lingua dominante in ambito burocratico.
L'organizzazione del sistema scolastico è lasciata ai singoli cantoni; l'insegnamento viene quindi impartito nella lingua o nelle lingue ufficiali del cantone mentre è obbligatorio lo studio di almeno un'altra delle tre lingue nazionali. Ogni cittadino svizzero ha il diritto di potersi rivolgere alle istituzioni nazionali in una delle lingue nazionali e di ricevere risposta in tale lingua. Questo plurilinguismo non vale a livello dei cantoni e dei comuni in cui ogni territorio decide indipendentemente sulle questioni linguistiche a livello locale. Il tedesco svizzero standard presenta dei tratti distintivi che lo differenziano del tedesco standard dei Paesi vicini. Mentre l'apprendimento di una delle altre lingue nazionali a scuola è importante, la maggior parte degli svizzeri impara l'inglese per comunicare con gli svizzeri che parlano altre lingue, in quanto viene percepito come un mezzo neutro di comunicazione. L'inglese funge spesso da lingua franca de facto.
I confini fra i cantoni svizzeri non ricalcano quasi mai i confini linguistici: vi sono al contrario cantoni plurilingui. Diciassette cantoni sono germanofoni, quattro francofoni, uno italofono. Il canton Vallese, il canton Friburgo e il canton Berna sono bilingui tedesco e francese. Il canton Grigioni è l'unico trilingue: tedesco, italiano e romancio. Nel 2013, il tedesco era parlato dal 64,5% degli svizzeri, il francese dal 22,6% (in 7 cantoni), l'italiano dall'8,3% e il romancio dallo 0,5%. Il 21,0% della popolazione parla una lingua non nazionale. Queste percentuali includono, infatti, i residenti nel Paese senza cittadinanza elvetica (23,8% della popolazione alla fine del 2013). Se si tiene invece conto solo dei cittadini svizzeri, la ripartizione linguistica, secondo i dati censuali dell'anno 2000, era la seguente: germanofoni 72,5%, francofoni 21,0%, italofoni 4,3%, romanciofoni 0,6%, altri 1,6%.
La percentuale delle lingue non nazionali parlate come prima lingua nelle case svizzere è aumentata da meno dell'un per cento del 1950 al 21% per cento nel 2012, per lungo tempo a spese del tedesco. Le lingue principali dei residenti svizzeri dal 1950 al 2012, in percentuali, sono le seguenti:
| Anno | Tedesco | Francese | Italiano | Romancio | Altre |
| ---- | ------- | -------- | -------- | -------- | ----- |
| 2012 | 64,9    | 22,6     | 8,3      | 0,5      | 21,0  |
| 2000 | 64,2    | 20,0     | 6,8      | 0,5      | 8,5   |
| 1990 | 64,6    | 19,3     | 8,0      | 0,6      | 7,6   |
| 1980 | 65,7    | 18,6     | 9,3      | 0,8      | 5,5   |
| 1970 | 65,3    | 18,7     | 11,1     | 0,8      | 4,0   |
| 1960 | 69,4    | 18,9     | 9,5      | 0,9      | 1,4   |
| 1950 | 72,1    | 20,3     | 5,9      | 1,0      | 0,7   |

| Lingua materna | Lingua materna |  | percentuale | percentuale |
| -------------- | -------------- |  | ----------- | ----------- |
| tedesco        | tedesco        |  | 64,9%       | 64,9%       |
| francese       | francese       |  | 22,6%       | 22,6%       |
| italiano       | italiano       |  | 8,3%        | 8,3%        |
| romancio       | romancio       |  | 0,5%        | 0,5%        |

#### Lingue senza riconoscimento ufficiale

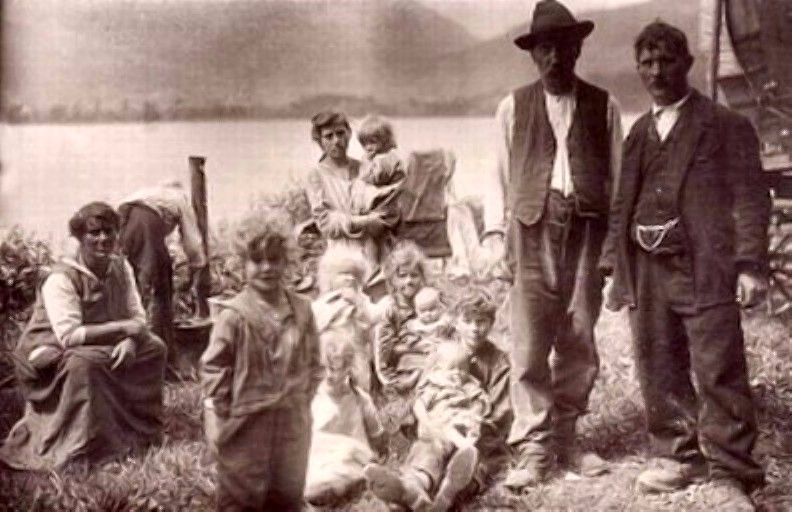
Famiglia jenisch sul lago di Lauerz, canton Svitto, 1928

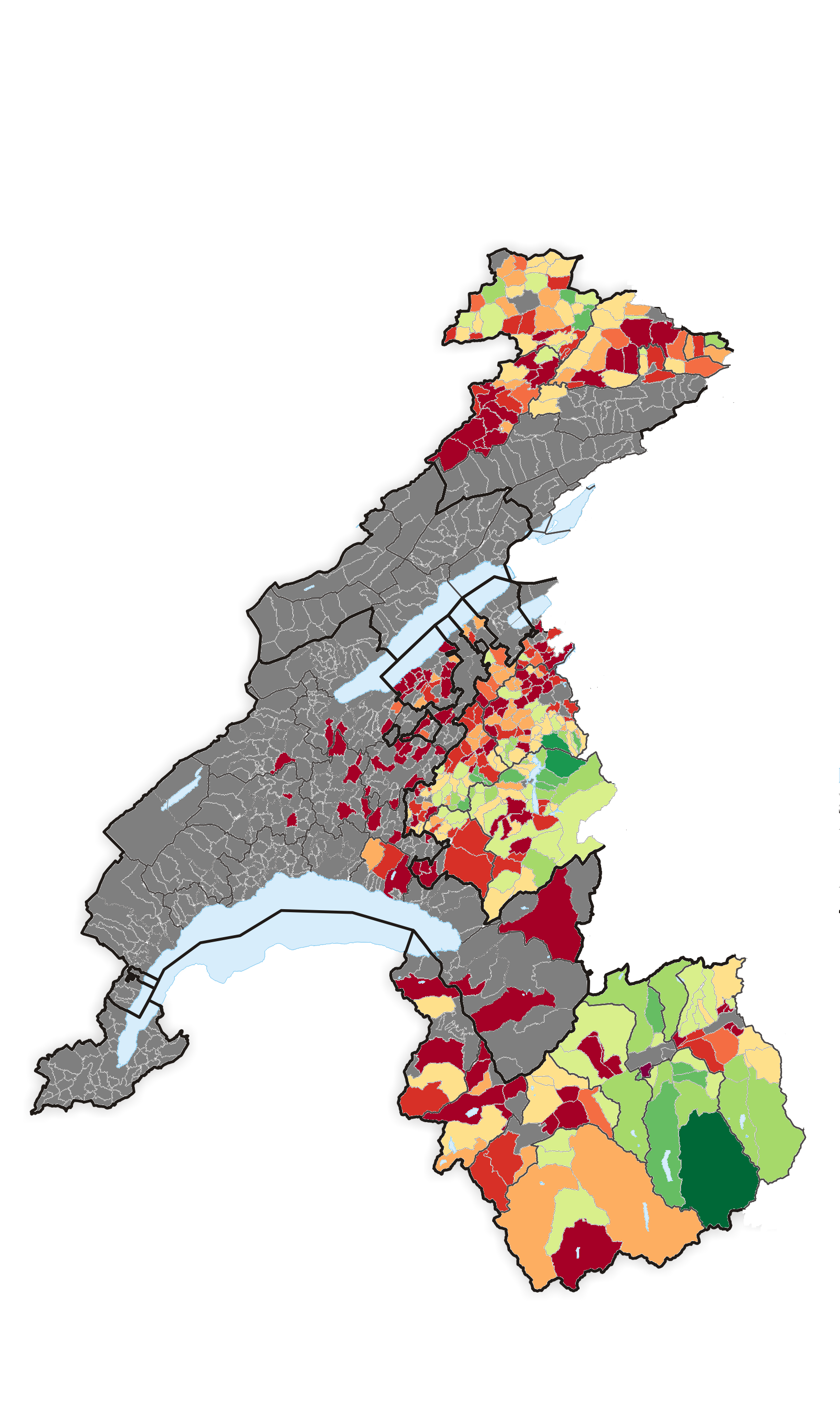
Utilizzo del francoprovenzale e del francoconteese nella Svizzera romanda nel 1967

Gli svizzeri tedeschi comunicano tra di loro usando in stragrande maggioranza un gruppo di dialetti tedeschi alemanni, spesso definiti unitariamente "svizzero tedesco". L'uso dello svizzero tedesco si intensificò nel XX secolo a causa della volontà degli svizzeri tedeschi di differenziarsi dai tedeschi di Germania in seguito alla spinta pangermanista che coinvolse il mondo di lingua tedesca fra la fine del XIX secolo e il periodo nazista. In conseguenza di tale processo lo svizzero tedesco si è rapidamente affermato anche nel mondo dei mass-media a partire dalla seconda metà del XX secolo; nel XXI secolo viene utilizzato automaticamente in quasi tutti i registri linguistici del parlato, a eccezione degli ambiti più formali, dove domina il tedesco standard. A Samnaun il dialetto locale è di tipo bavarese.
In alcune zone rurali della Svizzera romanda, in particolare nel canton Vallese, nel canton Giura e nel canton Friburgo, sono ancora parlati il francoprovenzale e francoconteese, idiomi denominati dai propri locutori "patois"; questi idiomi hanno conosciuto vaste regressioni a partire dal XVII secolo di fronte all'avanzata della lingua francese, in particolare per effetto delle politiche di stigmatizzazione attuate dal sistema educativo dei cantoni romandi tra il XIX e il XX secolo. A partire dagli anni 1970 vi furono le prime iniziative di sensibilizzazione e nacquero i primi progetti per la tutela degli idiomi regionali romandi, primo tra tutti nel canton Giura, che, dopo la sua nascita come cantone, affermò nella propria costituzione l'obbligo della sua tutela; infatti, fu il primo cantone a introdurre corsi scolastici facoltativi per il patois. Gli idiomi patois sono oggi parlati prevalentemente da anziani e mantenuti a livello associazionistico e folcloristico. L'unica comunità dove il locale patois mostra una certa vitalità è nel comune di Evolène, nel canton Vallese.
Nel Canton Ticino e nel Grigioni italiano sono molto diffuse nella comunicazione quotidiana varietà lombarde, tra le quali il ticinese, parlato nel Sopraceneri e nel Moesano, il comasco, parlato nel Sottoceneri, il poschiavino e il bregagliotto (varianti del dialetto valtellinese parlate nelle valli omonime del cantone dei Grigioni). Il lombardo, riconosciuto dall'UNESCO come lingua regionale, non è riconosciuto dal cantone Ticino come lingua ufficiale, ma è sostenuto da varie iniziative cantonali tra le quali il Centro di dialettologia e di etnografia che ha pubblicato un dizionario, un lessico e una raccolta dei documenti orali.
Accanto ai dialetti presenti nelle tre regioni linguistiche, nel corso dei secoli, gli jenisch elaborarono una lingua propria, lo jenisch, imparentato con un dialetto tedesco tardomedievale (il rotwelsch). Lo jenisch è parlato in Svizzera da circa 35000 persone (100000 nell'intera Europa centrale). Il serbocroato, parlato dall'1,5% della popolazione residente in Svizzera, e l'albanese, sono parlati dai numerosi immigrati e loro discendenti provenienti dai Paesi dell'ex Jugoslavia (soprattutto Serbia, Croazia, Bosnia ed Erzegovina, Macedonia del Nord e Kosovo).

## Ordinamento dello Stato
La base della Confederazione è la Costituzione del 1848, che è stata modificata nel 1874 ed è rimasta inalterata fino alla votazione del 1999  quando il popolo adottò una magna charta totalmente rinnovata.
Tra gli stati moderni, la Svizzera è il solo dove a forme di governo tipiche della democrazia rappresentativa si affiancano significative forme tipiche della Democrazia diretta.

### Assemblea federale
L'assemblea federale è costituita da due camere aventi gli stessi poteri, il Consiglio nazionale e il Consiglio degli Stati, le quali esercitano il potere legislativo. Il consiglio nazionale conta 200 membri i quali rappresentano il popolo. Il consiglio degli stati ha 46 membri, e rappresenta i cantoni.
Il parlamento svizzero non è composto da politici professionisti. Le camere federali si riuniscono quattro volte all'anno per tre settimane. Questo permette ai parlamentari di lavorare tra una sessione e l'altra. Nonostante i problemi che comporta il sistema dei politici part-time ("di milizia"), vi è una forte opposizione popolare a una sua eventuale modifica, poiché è convinzione comune che nella situazione attuale i parlamentari siano più vicini ai problemi dei cittadini elettori e che, facendo anch'essi parte del mondo del lavoro, possano portare la loro esperienza professionale all'interno delle discussioni parlamentari.

### Consiglio federale
Il potere esecutivo è esercitato dal Consiglio federale.
Esso è composto da sette membri i quali vengono eletti ogni quattro anni dalle camere riunite e, durante il loro mandato, essi non possono in nessun caso essere sfiduciati dal parlamento, ma possono dimettersi in qualsiasi momento.
Il consiglio federale è un organo collegiale: Questo significa che esso decide un indirizzo politico unitariamente, e che ogni decisione presa al suo interno verrà difesa verso l'esterno dall'unanimità dei componenti.
Esso si riunisce per le sedute ordinarie ogni mercoledì, sebbene siano tuttavia possibili sedute straordinarie o riunioni di diversi giorni a porte chiuse per discutere argomenti importanti. Le riunioni del consiglio vengono moderate dal Presidente del Consiglio federale, il quale viene eletto dal parlamento per un anno, generalmente a rotazione tra i membri del Consiglio. Esso è tuttavia primus inter pares, ed ha solo compiti di rappresentanza verso l'estero.
Del consiglio Federale fanno attualmente parte membri dei principali quattro partiti svizzeri: l'Unione democratica di Centro, il Partito socialista, il partito Liberale-Radicale e il Partito di Centro (ex partito cattolico).

#### Cancelleria federale
La Cancelleria federale è il dipartimento esecutivo del consiglio federale. Esso è guidato dal cancelliere federale.
I compiti della cancelleria sono la coordinazione e la preparazione degli affari di governo e il collegamento del consiglio federale con le due camere. In ciò, il cancelliere federale partecipa attivamente alle riunioni del consiglio federale e può egli stesso proporre richieste.

### Tribunali federali
Il Tribunale federale a Losanna, il Tribunale penale federale a Bellinzona e il Tribunale amministrativo federale a San Gallo rappresentano il potere giudiziario. Sino al 2004 esistevano solo il tribunale federale di Losanna e il Tribunale federale delle assicurazioni a Lucerna, che erano però costantemente sotto pressione a causa dell'alto numero di cause. Per ovviare a ciò, furono istituiti gli ultimi due tribunali, rispettivamente nel 2004 e nel 2007. Nel 2006 il tribunale di Lucerna fu declassato, e da allora a Lucerna ci sono due corti distaccate da Losanna.

#### Tribunale federale di Losanna
Il Tribunale federale di Losanna è composto da 30 giudici federali, 15 giudici sostitutivi e 15 giudici sostitutivi straordinari. I suoi compiti consistono nel garantire l'applicazione del diritto e nel far sì che i Cantoni e la confederazione non oltrepassino le proprie prerogative. È il tribunale di ultima istanza per quanto riguarda liti fra cittadini, cantoni e la confederazione, e fra le sue decisioni possono essere appellate solo quelle per cui è competente la corte europea per i diritti dell'uomo.

### Suddivisione amministrativa

Bandiera marittima svizzera.

La Svizzera politicamente è una federazione di 26 stati chiamati cantoni, è stata una confederazione solo fino al 1848. Da quell'anno, pur mantenendo il nome di Confederazione, si è trasformata in una repubblica federale. Tradizionalmente è sempre stata divisa in cantoni, termine tuttora ufficialmente e correntemente usato per indicare i vari stati, poiché la maggioranza di essi sono coestensivi con gli omonimi cantoni tradizionali (per esempio Repubblica e Cantone del Ticino, République et Canton de Neuchâtel). Appenzello Esterno e Interno, Basilea Città e Campagna, Nidvaldo e Obvaldo erano, fino alla revisione della Costituzione del 1º gennaio 2000, ufficialmente chiamati semicantoni. A seguito della revisione, la Costituzione li definisce a loro volta cantoni, ma essi continuano tuttavia a disporre di mezzo voto ciascuno nelle votazioni in cui è richiesta la maggioranza dei cantoni e dispongono di un solo rappresentante ciascuno al Consiglio degli Stati, contro i due degli altri Cantoni.
Cantoni della Confederazione svizzera
- Argovia
- Appenzello Interno
- Appenzello Esterno
- Basilea Città
- Basilea Campagna
- Berna
- Friburgo
- Ginevra
- Glarona
- Grigioni
- Giura
- Lucerna
- Neuchâtel
- Nidvaldo
- Obvaldo
- Sciaffusa
- Svitto
- Soletta
- San Gallo
- Turgovia
- Ticino
- Uri
- Vallese
- Vaud
- Zugo
- Zurigo

### Enclavi
Büsingen am Hochrhein e Campione d'Italia sono enclavi estere in Svizzera. Il comune tedesco di Büsingen, che confina a nord con il Canton Sciaffusa e a sud con i cantoni Zurigo e Turgovia, appartiene allo spazio doganale svizzero. Campione d'Italia è racchiuso all'interno del Canton Ticino, sul lago di Lugano; dal momento che il lago è zona extraterritoriale e alcune sue coste appartengono alle province italiane di Como e Varese, il territorio di Campione d'Italia non rientra nello spazio doganale svizzero. Dal 1º gennaio 2020, in attuazione della direttiva UE 2018/0124 del 14 maggio 2018, Campione d'Italia è entrato nell’area doganale europea; in virtù di ciò, il confine comunale è sorvegliato congiuntamente dalle forze di polizia italiane e svizzere.

### Città principali

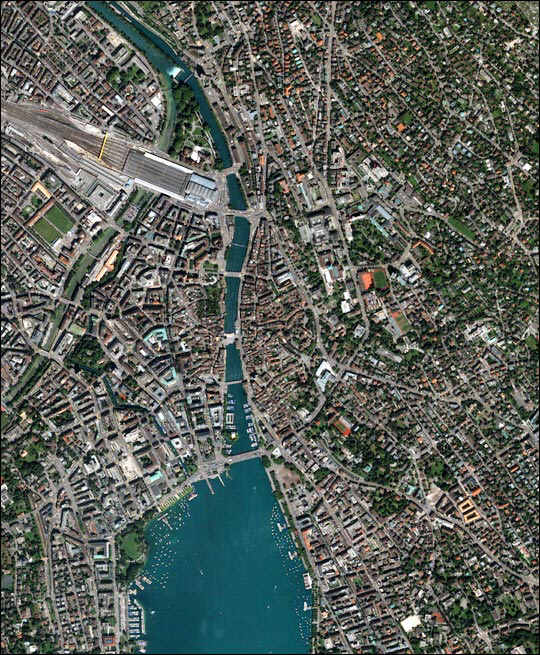
Vista del centro di Zurigo da un satellite NASA

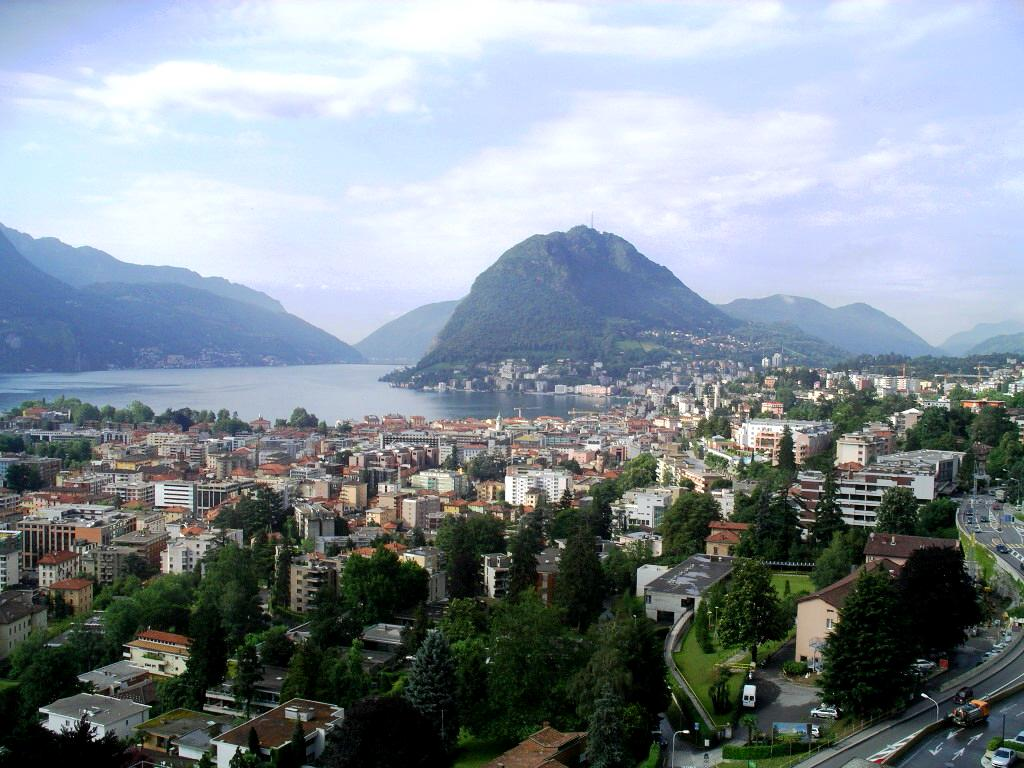
La città di Lugano e il Monte San Salvatore

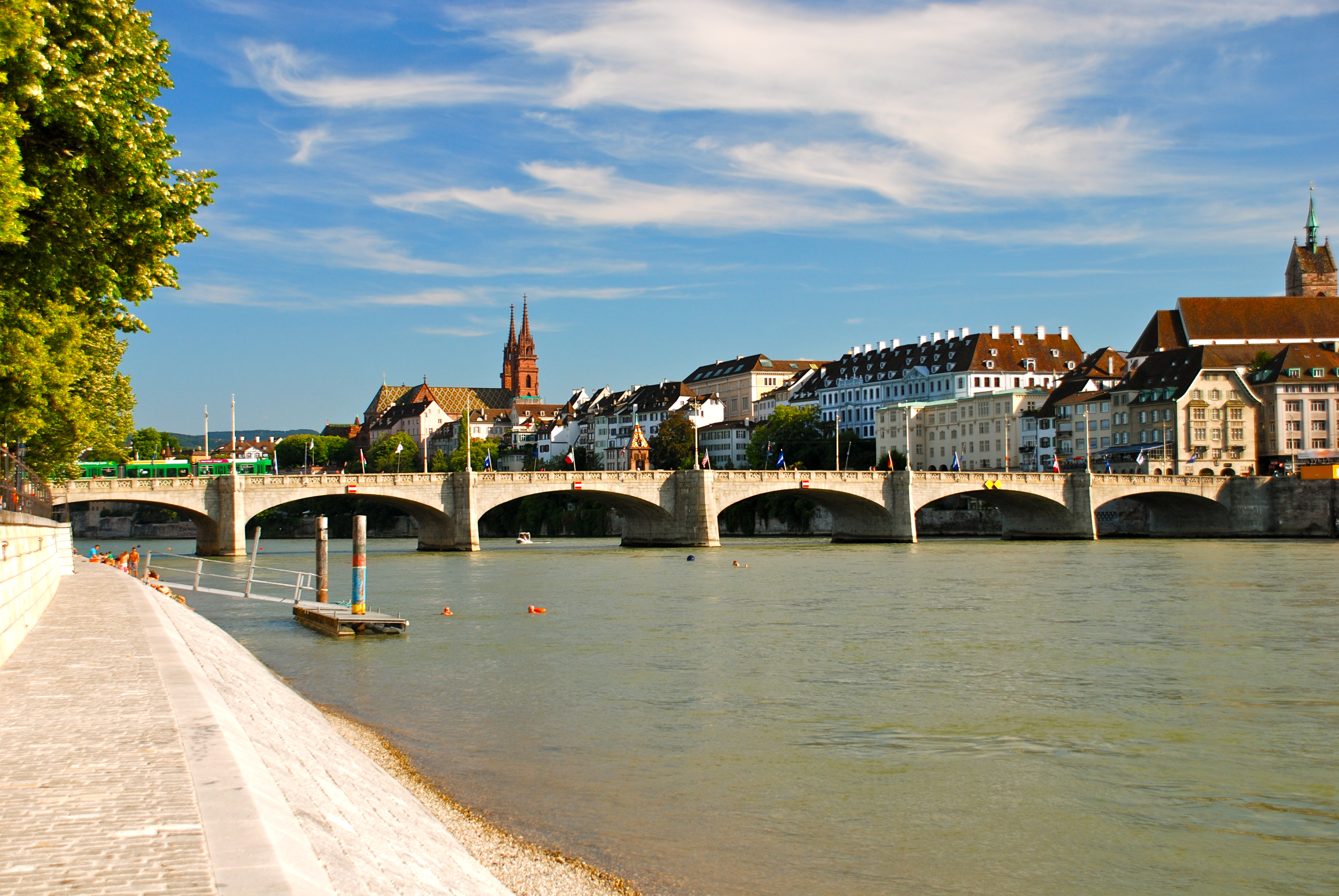
La città di Basilea, vista dalle sponde del Reno

Le due principali aree metropolitane svizzere, centri demografici ed economici, sono la regione di Zurigo e quella del lago di Ginevra (detta Arco Lemanico) che comprende le città di Ginevra e Losanna. Le due aree contengono entrambe circa 2 milioni di abitanti. Altre grandi città sono Basilea e Berna che svolgono un ruolo maggiore nell'industria e nell'amministrazione.
Lugano è il centro urbano più importante sul versante sud delle Alpi svizzere. Si distinguono anche, se non per il numero di abitanti ma per le loro posizioni particolari, le città di La Chaux-de-Fonds a oltre 1 000 metri di altitudine nell'arco del Giura e quella di Davos che, a 1 560 metri di quota, può essere considerata la città più elevata d'Europa.
I comuni più estesi sono Scuol (438 chilometri quadrati), Glarona Sud (430 chilometri quadrati), Davos (284 chilometri quadrati) e Bagnes (282,6 chilometri quadrati).
| Stemma | Città       | Popolazione (ab.) | Superficie (km²) | Densità (ab./km²) | Distretto       | Cantone       |
| ------ | ----------- | ----------------- | ---------------- | ----------------- | --------------- | ------------- |
|        | Zurigo      | 400 028           | 91,88            | 4 289             | Zurigo          | Zurigo        |
|        | Ginevra     | 191 964           | 15,93            | 12 050            | —               | Ginevra       |
|        | Basilea     | 174 793           | 22,75            | 7 546             | —               | Basilea Città |
|        | Berna       | 140 288           | 51,60            | 2 591             | Berna-Altipiano | Berna         |
|        | Losanna     | 133 521           | 41,37            | 3 042             | Losanna         | Vaud          |
|        | Winterthur  | 101 745           | 67,93            | 1 498             | Winterthur      | Zurigo        |
|        | Lucerna     | 81 057            | 37,40            | 2 089             | Lucerna         | Lucerna       |
|        | San Gallo   | 75 310            | 39,41            | 1 844             | San Gallo       | San Gallo     |
|        | Lugano      | 68 473            | 75,80            | 903               | Lugano          | Ticino        |
|        | Biel/Bienne | 53 667            | 21,21            | 2 414             | Biel/Bienne     | Berna         |

### Istituzioni

#### Università
È al 1460 che risale la fondazione della più antica università svizzera: l'Università di Basilea: L'Università è stata fondata in collegamento con il Concilio di Basilea, Ferrara e Firenze. L'atto di fondazione, sotto forma di bolla papale da parte di Papa Pio II il 12 novembre 1459, vide la cerimonia ufficiale di apertura il 4 aprile 1460. Nel 2025 sono presenti dieci università cantonali (Basilea, Berna, Friburgo, Ginevra, Neuchâtel, Losanna, Lucerna, Svizzera italiana, San Gallo e Zurigo) e due politecnici federali (Losanna e Zurigo).

#### Ordinamento scolastico

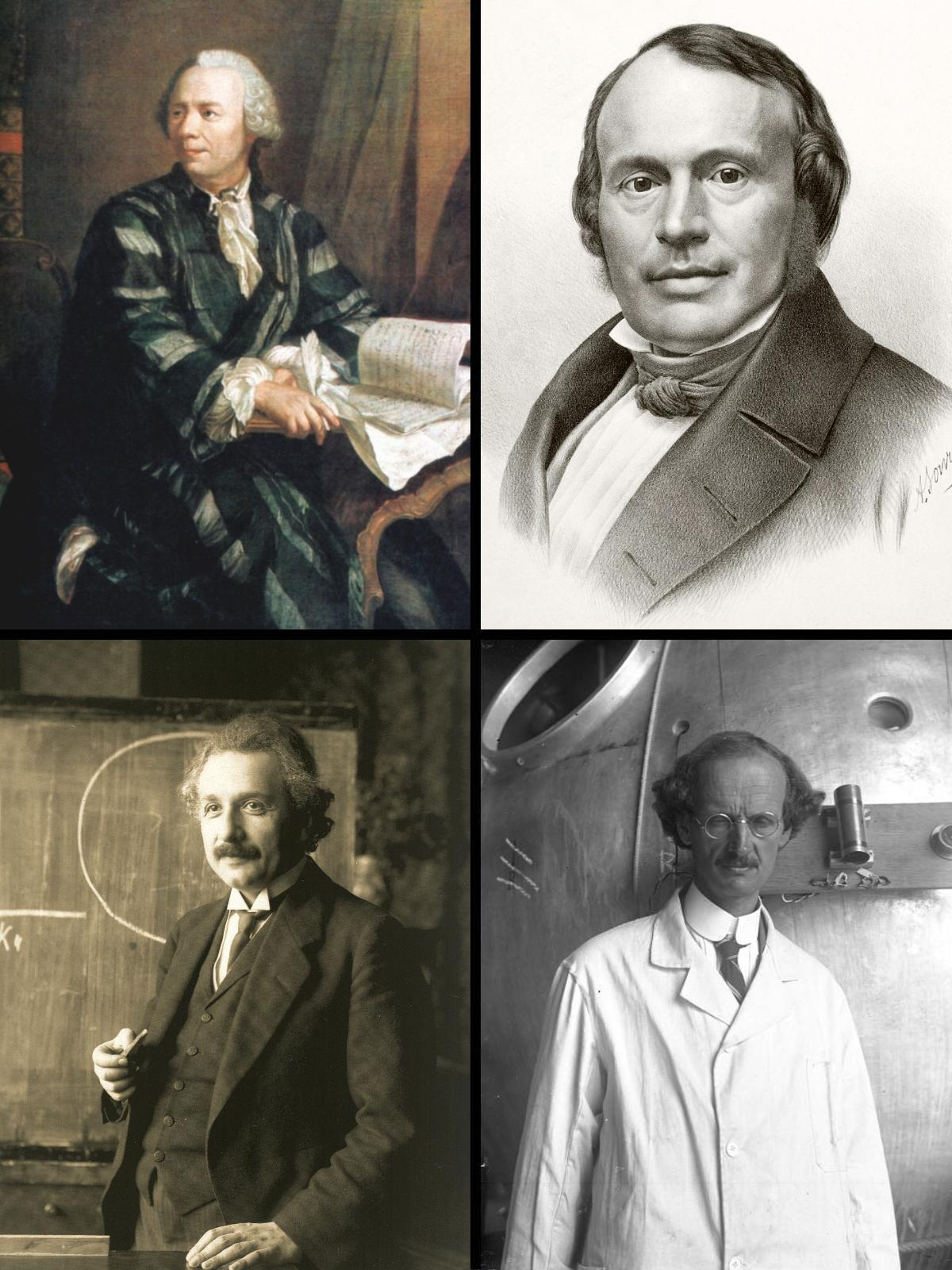
Alcuni degli scienziati che hanno maggiormente contribuito nelle loro discipline:
Leonhard Euler (matematica)
Louis Agassiz (glaciologia)
Albert Einstein (fisica)
Auguste Piccard (aeronautica)

L'istruzione in Svizzera è organizzata in diverse maniere perché la costituzione delega l'autorità per il sistema scolastico ai cantoni. Ci sono scuole pubbliche e private, tra cui molte scuole internazionali rinomate, ma la maggioranza degli studenti frequenta le istituzioni pubbliche. La scuola dell'obbligo ha una durata di 11 anni in tutti i cantoni e comincia a circa 4 anni, è divisa tra scuola dell'infanzia, scuola elementare e secondaria I. Tradizionalmente, la prima lingua straniera nelle scuole è sempre stata una delle altre lingue nazionali, anche se di recente (2002) l'inglese è stato introdotto come prima lingua straniera in alcuni cantoni. Alla fine della scuola dell'obbligo la maggioranza degli studenti sceglie di proseguire gli studi con la scuola secondaria II, che ha una durata di tre o quattro anni. Altri scelgono la via della formazione professionale.

#### Forze armate
(Niccolò Machiavelli - Il Principe, cap. XII)

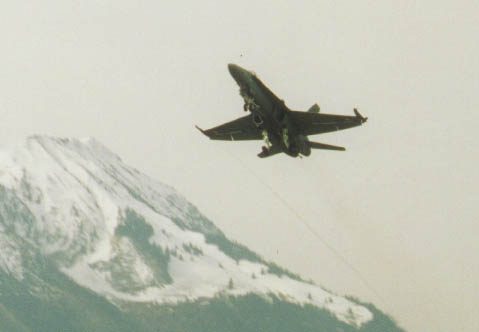
F/A-18 Hornet delle forze aeree svizzere

L'esercito svizzero (ted. Schweizer Armee, fr. Armée suisse, rom. Armada svizra) è composto dalle forze terrestri e dalle forze aeree (ted. Schweizer Luftwaffe, fr. Forces aériennes suisses, rom. Aviatica militara svizra). Senza sbocco al mare, la Svizzera non possiede una marina militare, benché vengano impiegate imbarcazioni militari per il pattugliamento dei laghi frontalieri.
La particolarità dell'esercito svizzero è il sistema di milizia. I soldati professionisti (istruttori militari e soldati di guardia alle ambasciate svizzere in alcuni Paesi) costituiscono solo il 5% del personale militare. Il resto è formato da cittadini tra i 20 e i 34 anni di età (in certi casi fino ai 50 anni). Agli Svizzeri viene proibito di servire in eserciti stranieri, fatta eccezione per la Guardia Svizzera Pontificia.
La struttura del sistema di milizia implica per il soldato il mantenimento al suo domicilio dell'equipaggiamento personale, incluso il noto coltellino militare e l'arma personale (solitamente il fucile d'assalto SIG-550). L'obbligo di servizio riguarda tutti i cittadini svizzeri maschi; le donne possono servire su base volontaria. I coscritti ricevono l'ordine di marcia generalmente verso i 19 anni. Il reclutamento avviene su base distrettuale. Ogni anno 24 000 nuove reclute vengono addestrate per un periodo di tempo compreso tra le 18 e le 21 settimane. Il modello Esercito XXI è stato adottato per votazione nel 2003, e ha sostituito il precedente Esercito 95: la riforma ha comportato una riduzione degli effettivi da 400 000 a 210 000 unità, delle quali 130 000 in servizio attivo e 80 000 riservisti.
L'esercito svizzero è nel complesso poco costoso: nel 2010 la Confederazione ha speso circa 4,141 miliardi di franchi per la difesa, che rappresentano lo 0,8% del PIL svizzero. Nell'Esercito svizzero il grado di generale viene attribuito solo in caso di guerra, quando il Consiglio federale dichiara la mobilitazione. Dopo la guerra del Sonderbund, quando venne eletto generale Guillaume-Henri Dufour, sono state dichiarate tre altre mobilitazioni: in occasione della guerra franco-prussiana nel 1870 (venne eletto generale Hans Herzog), all'inizio della prima guerra mondiale (generale Ulrich Wille) e nel settembre 1939, in seguito all'attacco alla Polonia da parte della Germania (generale Henri Guisan). In ossequio alla sua neutralità la Svizzera non partecipa ai conflitti militari esteri, militi disarmati possono tuttavia essere impiegati in missioni di pace: soldati svizzeri svolgono, per esempio, missioni di sorveglianza al confine fra le due Coree. Nel 1992 e 2007 si sono verificate — in entrambi i casi per sbaglio — due invasioni accidentali del Liechtenstein.
Nel 2010 il Servizio di Informazione Strategico (SND in tedesco, SRS in francese) e il Servizio di Analisi e Prevenzione (DAP in tedesco, SAP in francese) sono stati raggruppati nel Servizio delle attività informative della Confederazione (ted. Schweizer Nachrichtendienste, fr. Services de renseignements suisse). I compiti del servizio di informazione sono: le indagini sul terrorismo e sulla proliferazione di armi non convenzionali, la prevenzione di attacchi contro le infrastrutture e la raccolta di informazioni sensibili. Dal 2000 il Dipartimento militare gestisce anche il sistema di intercettazioni Onyx. Ricevitori per l'ascolto e il vaglio del traffico di informazioni sono posizionati nella località di Zimmerwald (BE), Heimmenschwand-Buchholterberg (BE) e Leuk (VS).

## Politica

### Politica interna

#### Democrazia diretta
In Svizzera la democrazia ha forma sia diretta sia rappresentativa. La fusione delle due forme non è una caratteristica unica della Svizzera, ma rispetto agli altri paesi ciò è accentuato.
I cittadini possono sia proporre leggi sia respingere leggi già approvate dal parlamento.
Sono presenti numerosi metodi per consultare il popolo, a livello federale, a seconda della questione:
- Iniziativa popolare per la revisione totale della Costituzione federale. 100 000 aventi diritto di voto possono proporre la revisione totale della Costituzione e tale revisione è obbligatoriamente sottoposta al Popolo per approvazione.
- Iniziativa popolare per la revisione parziale della Costituzione federale elaborata. 100 000 aventi diritto di voto possono chiedere la revisione parziale della Costituzione presentando un progetto di legge elaborato; tale revisione è sottoposta al voto del Popolo e dei Cantoni.
- Referendum obbligatorio. Devono essere approvate dal voto del Popolo e dei Cantoni le modifiche della Costituzione, i trattati internazionali, gli aumenti o le diminuzioni d'imposte, l'introduzione di nuove imposte e le leggi federali dichiarate urgenti.
- Referendum facoltativo. Se 50 000 aventi diritto di voto od otto Cantoni (repubbliche federate della Svizzera) ne fanno richiesta sono sottoposti al voto del Popolo: le leggi federali, le leggi federali dichiarate urgenti (con durata di validità superiore a un anno), i decreti federali e i trattati internazionali.

#### Amministrazione pubblica
A livello federale l'amministrazione pubblica svizzera risulta divisa in sette dipartimenti (ministeri), alla guida dei quali si trovano i sette consiglieri federali:
- Albert Rösti (UDC) al Dipartimento federale dell'ambiente, dei trasporti, dell'energia e delle comunicazioni
- Elisabeth Baume-Schneider (PS) al Dipartimento federale dell'interno;
- Ignazio Cassis (PLR) al Dipartimento federale degli affari esteri;
- Guy Parmelin (UDC) al Dipartimento federale dell'economia, della formazione e della ricerca.
- Martin Pfister (AdL) al Dipartimento federale della difesa, della protezione della popolazione e dello sport;
- Karin Keller-Sutter (PLR-LR) al Dipartimento federale delle finanze e presidente;
- Beat Jans (PS) al Dipartimento federale di giustizia e polizia.

Sempre a livello federale il potere legislativo è esercitato da due camere, il Consiglio Nazionale e il Consiglio degli Stati. I cantoni svizzeri mantengono gran parte della loro sovranità. In alcuni piccoli cantoni (Appenzello, Glarona e Untervaldo) è ancora in vigore la pratica della Landsgemeinde: l'assemblea dei cittadini si riunisce all'aperto e vota per alzata di mano.
Il budget dell'amministrazione pubblica viene deciso dal Parlamento che, in caso di aumento delle imposte, deve obbligatoriamente sottoporre la richiesta al popolo svizzero attraverso un referendum. Nel 2009 nelle casse federali sono entrati circa 63 027 milioni di franchi e sono stati spesi circa 58 552 milioni di franchi (la differenza è stata accantonata per ridurre ulteriormente il debito pubblico).

### Politica estera

La sede delle Nazioni Unite a Ginevra. Prima dell'ONU, la città aveva ospitato la sede della Società delle Nazioni dal 1º novembre 1920.

La politica estera della Svizzera è improntata da cinque secoli (dal 1515) alla neutralità. Questo non ha impedito di sviluppare, soprattutto negli ultimi anni, una politica estera attiva, tesa ad appianare le divergenze fra stati terzi ("i buoni uffici"), a promuovere attivamente i diritti umani e a garantire le basi naturali della vita (l'impegno per lo sviluppo e l'affermazione di un sistema ambientale internazionale). Oltre a ospitare la sede delle Nazioni Unite, la Svizzera è la patria e la sede di due grandi organizzazioni internazionali: la Croce Rossa, fondata a Ginevra, e il World Wildlife Fund (WWF), fondato a Zurigo, ma con sede a Gland, nel Canton Vaud. Nel 1960 la Svizzera ha dato vita all'Associazione europea di libero scambio (AELS), ne è tuttora membro insieme con la Norvegia, il Liechtenstein e l'Islanda. Nel 1963 la Svizzera ha aderito al Consiglio d'Europa e nel 1975 all'Organizzazione per la Sicurezza e la Cooperazione in Europa (OSCE). Membro anche dell'Organizzazione per la Cooperazione e lo Sviluppo Economico (OECD), nel 1992 la Confederazione è entrata a far parte del Fondo Monetario Internazionale (FMI) e nella Banca Mondiale (WB). Il 10 settembre 2002, con l'approvazione popolare, la Svizzera è entrata a far parte dell'Organizzazione delle Nazioni Unite (ONU), come centonovantesimo Stato.

#### La Svizzera e l'Unione europea
In generale la Svizzera affronta la politica europea, così come quella estera, con prudenza e pragmatismo. Dopo il fallimento di alcuni referendum su un'eventuale adesione (ma con margini molto ristretti: il primo di questi, sullo Spazio economico europeo nel 1992, venne respinto dal 50,3% dei votanti), la Svizzera ha scelto una via basata su accordi bilaterali con l'Unione europea. Nel 2000 un importante pacchetto di 7 accordi, rispettivamente su libera circolazione delle persone, trasporto aereo, trasporti terrestri, agricoltura, ostacoli tecnici al commercio, appalti pubblici e ricerca, ha avuto l'avallo popolare. Questo pacchetto di 7 accordi è tenuto insieme dalla cosiddetta clausola ghigliottina, ossia che se uno solo dei 7 accordi viene messo in discussione, cade l'intero pacchetto. Nel giugno del 2005 la Svizzera ha aderito agli accordi di Schengen, negoziandone l'attuazione pratica in modo da mantenere controlli saltuari alle frontiere, e reclamando un eventuale diritto di rescissione.
Il 25 settembre 2005, un altro referendum ha esteso l'accordo della libera circolazione delle persone ai 10 Paesi entrati nell'UE nel 2004 (il referendum riguardava solo questo accordo, in quanto gli altri 6 si erano già automaticamente estesi ai nuovi Paesi).
Il 26 novembre 2006, sulla scia delle trattative bilaterali in corso, un ulteriore referendum ha permesso l'approvazione della "Legge federale sulla cooperazione con i Paesi dell'Est": tale legge funge da base legale per il versamento di un miliardo di Franchi svizzeri (650 milioni di Euro), che avviene a tappe nell'arco di 10 anni, dal 2006 al 2016, a sostegno dello sviluppo sociale ed economico dei 10 Paesi che hanno aderito all'UE nel 2004. Il 12 dicembre 2008 la Confederazione è entrata nell'area Schengen come 25º Paese. Da allora non vi è più nessun controllo alla frontiera per le persone, mentre sono stati mantenuti i controlli per le merci. L'8 febbraio 2009 il popolo svizzero è stato chiamato a rispondere attraverso un referendum alla domanda se allargare l'accordo sulla libera circolazione delle persone anche alla Romania e alla Bulgaria e al rinnovo dello stesso accordo con gli altri stati Europei; il risultato è stato positivo con il 59,6% di preferenze.

## Economia

### Condizioni economiche

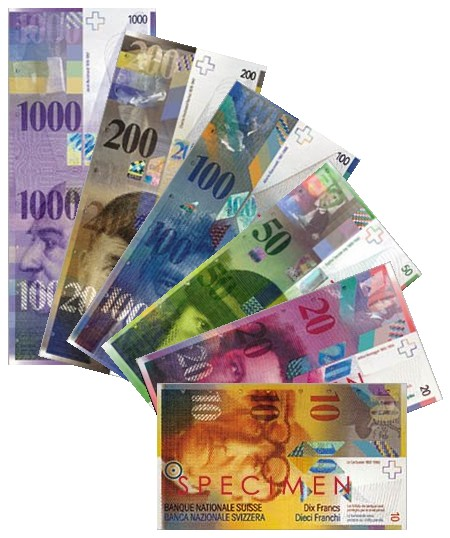
Il design delle banconote svizzere fino a 2019: il franco svizzero cominciò a circolare nel 1848, nel 2010 era la sesta moneta più utilizzata al mondo.

La Svizzera è una stabile e moderna economia di mercato. Detiene il primato della libertà economica in Europa (2010) e il primato della competitività a livello mondiale (2009, 2010 e 2011). Fino alla prima rivoluzione industriale, l'economia elvetica si basava quasi unicamente sull'agricoltura, come nella larghissima maggioranza degli altri stati europei. Tuttavia le novità in campo tessile provenienti dal Regno Unito trovarono terreno molto fertile, questo permise al paese di diventare uno degli Stati più industrializzati d'Europa. Dall'industria tessile nacquero quella meccanica (iniziatasi con la produzione di telai meccanici) e quella chimica (nata dalla produzione di coloranti per i tessili). La Svizzera, nonostante le ridotte dimensioni del mercato interno, riuscì a cavalcare la seconda rivoluzione industriale: dall'industria meccanica nacque successivamente la meccanica di precisione, mentre dall'industria chimica nacque quella farmaceutica. Parallelamente, anche su pressione dei paesi vicini, la Svizzera si impegnò nella costruzione di linee ferroviarie che attraversavano il paese. La necessità di finanziare questi grandi progetti infrastrutturali stimolò la nascita delle grandi banche Bankverein (sorta nel 1854 dopo varie fusioni, era una delle antesignane della Schweizerischer Bankverein - Società di Banca Svizzera) e Credit Suisse (fondato nel 1856 su iniziativa di Alfred Escher con il nome di Schweizerische Kreditanstalt). Nel 1912 venne fondata la Schweizerischer Bankgesellschaft - Unione di Banche Svizzere, nata dalla fusione tra Bank in Winterthur e Toggenburger Bank. La fusione tra Unione di Banche Svizzere (UBS) e Società di Banca Svizzera (SBS) per creare l'odierna UBS avvenuta nel 1998 segnò una grande svolta nella storia dell'economia svizzera e della banca, che finalmente poteva competere con i leader mondiali di private banking, investment banking, private equity e wealth management.

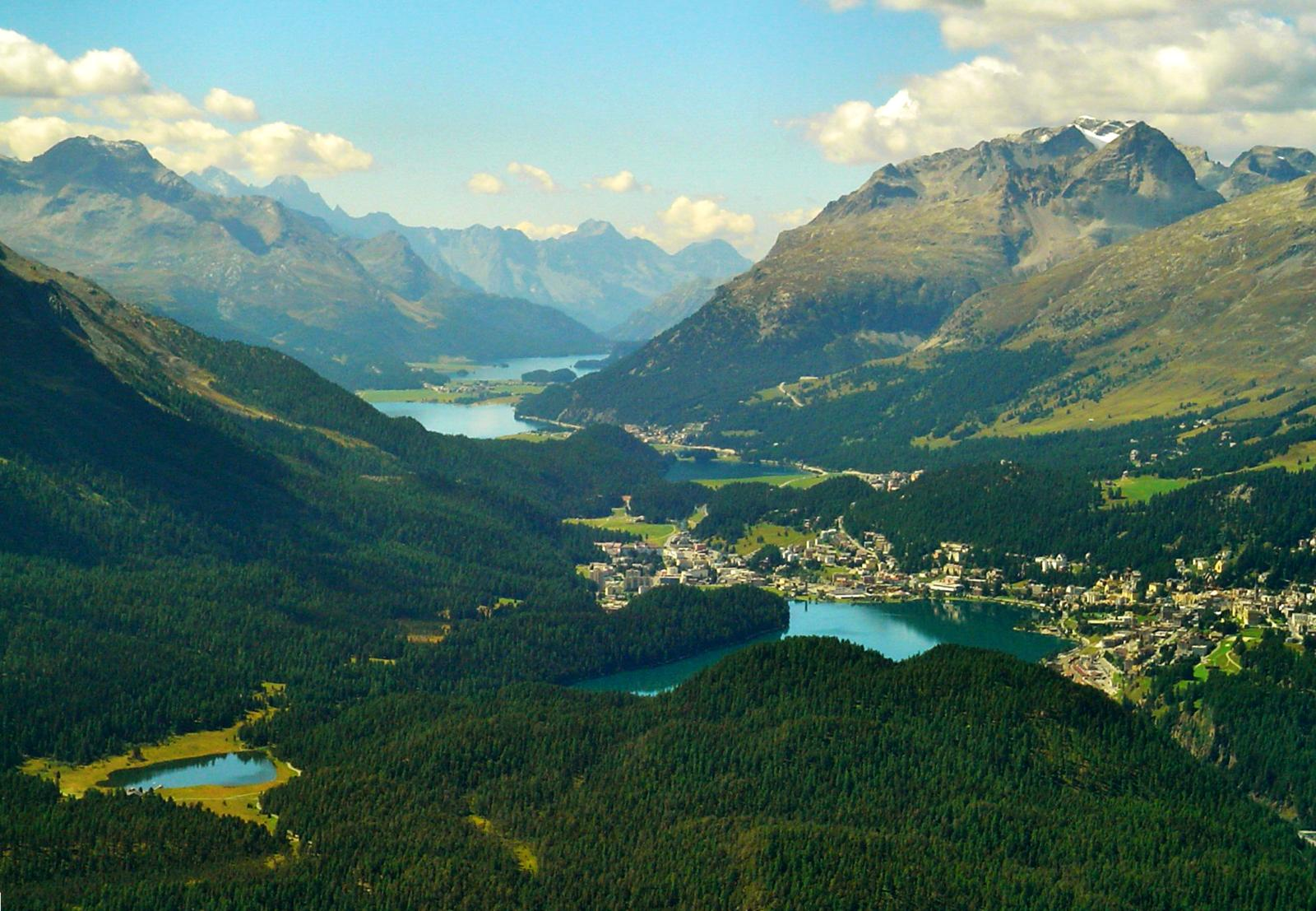
St. Moritz in Engadina, con il Lago. Il turismo costituisce una fonte di reddito importante per le regioni di montagna.

A Zurigo vi è la sede della borsa Svizzera, il SIX Swiss Exchange, che ricopre un ruolo molto importante in campo internazionale, soprattutto nel settore finanziario e nel commercio dell'oro. Con una capitalizzazione di circa 1 100 miliardi di dollari americani, il SIX Swiss Exchange è la quindicesima borsa del pianeta e la quinta in Europa (dopo l'Euronext, Londra, Madrid e Francoforte). Alla neutralità e all'isolazionismo politico della Svizzera fa da contrappeso la forte integrazione della sua economia con quella mondiale (in particolare con l'Unione europea). Le imprese svizzere, in parte grazie alla stabilità politica del paese, si sono internazionalizzate, soprattutto nella seconda metà del Novecento. Oggi la Svizzera annovera parecchie e dinamiche imprese transnazionali: Nestlé (alimentari), ABB (tecnologia per l'energia), Holcim (cemento), UBS e Credit Suisse (banche), Swatch e Rolex (orologi), Swiss Life e Swiss Re (assicurazioni), Novartis, Hoffmann-La Roche e Actelion (farmaci), Logitech (informatica), Lonza (biotecnologie), Synthes (ingegneria biomedica), Syngenta (fertilizzanti), Glencore (minerali). Inoltre, nonostante le ridotte dimensioni, la Svizzera si trova al centro dei grandi flussi monetari mondiali: nel 2010 è stata, in termini assoluti, il sesto Paese per investimenti effettuati all'estero (911,5 miliardi di dollari) e il decimo per investimenti esteri ricevuti (576,2 miliardi di dollari);; in termini pro-capite è al primo posto.

### Energia

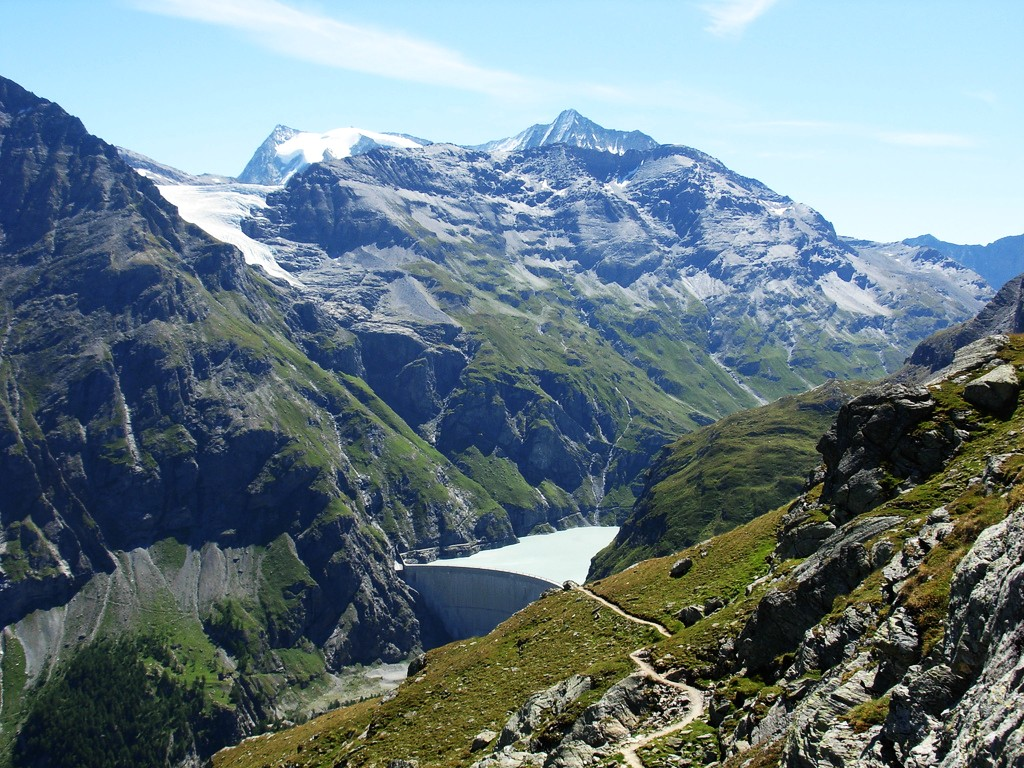
La diga di Mauvoisin nel Vallese. L'energia di origine idroelettrica costituisce circa 55% dell'energia elettrica in Svizzera

Lo sviluppo dell'economia energetica è stato analogo al resto dell'Europa. Ci sono tre periodi nella storia dello sfruttamento energetico. Prima della metà del XIX secolo, l'economia energetica era circoscritta all'ambito locale e impiegava soprattutto legname (industria del legno, carbonaia) e biomassa (lavoro umano e animale), risorse quindi in gran parte rinnovabili. In maniera limitata venivano anche sfruttate l'energia eolica per la navigazione e quella idrica, la torba e, dal XVIII secolo, anche il carbone indigeno. Dal 1860 per un secolo, la società industriale usava il carbone come principale fonte energetica, che doveva importare in grandi quantità.
Dal 1940 prese piede l'uso dell'energia idroelettrica, venne sfruttata grazie a centrali fluviali e alle prime grandi dighe, tra le quali alcune superiori ai 200 metri di altezza: Mauvoisin (1957), Grande Dixence (1961), Luzzone (1963) e Vogorno (1965); occupò comunque una percentuale limitata rispetto al carbone per quanto riguarda i consumi. Dopo gli anni 1960, la società dei consumi coprì il proprio fabbisogno energetico principalmente con il petrolio e il gas naturale e in misura minore con l'energia idroelettrica e il carbone e più tardi anche con l'energia nucleare (Gösgen, Leibstadt). La decisione di munirsi di centrali nucleari era stata determinata, durante il periodo della guerra fredda, dalla necessità di produrre uranio arricchito per la produzione di ordigni nucleari, atti alla difesa del paese da parte di paesi aggressori.
Con l'occasione, furono pure approntati rifugi antiatomici, al fine di dare rifugio e accoglienza, limitati però a solo il 30% della popolazione medesima.
In seguito alla crisi petrolifera e al crescente inquinamento dell'ambiente si è ricorso anche a fonti energetiche alternative, sebbene in un modo limitato. I due assi portanti della politica energetica svizzera sono diventati la promozione delle energie rinnovabili e l'incoraggiamento dell'efficienza energetica.
Nel 2011, il governo svizzero si è prefissato di arrivare nel 2050 a una riduzione del 100% della produzione di energia nucleare, sostituendola con fonti pulite, senza però fissare obiettivi intermedi graduali.

### Trasporti

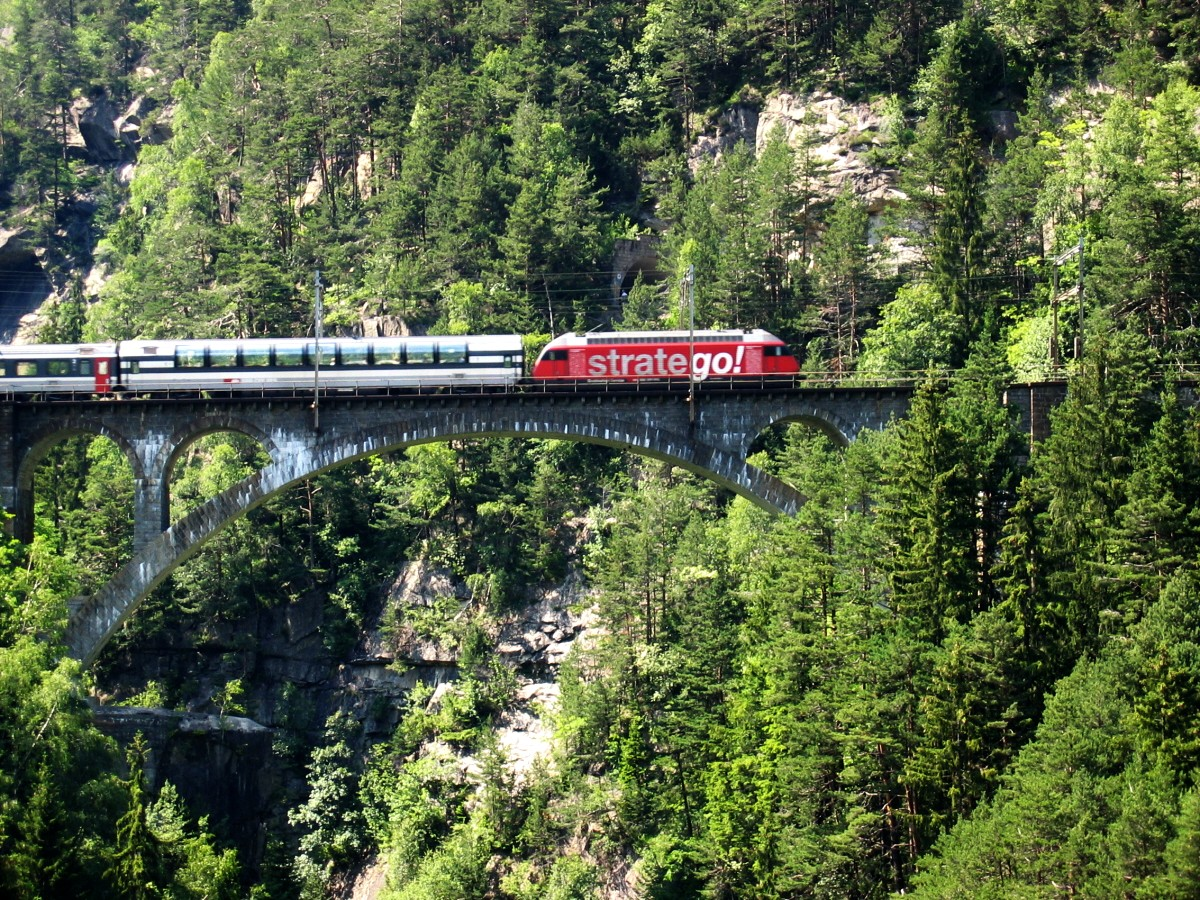
Un Intercity sulla linea del Gottardo.

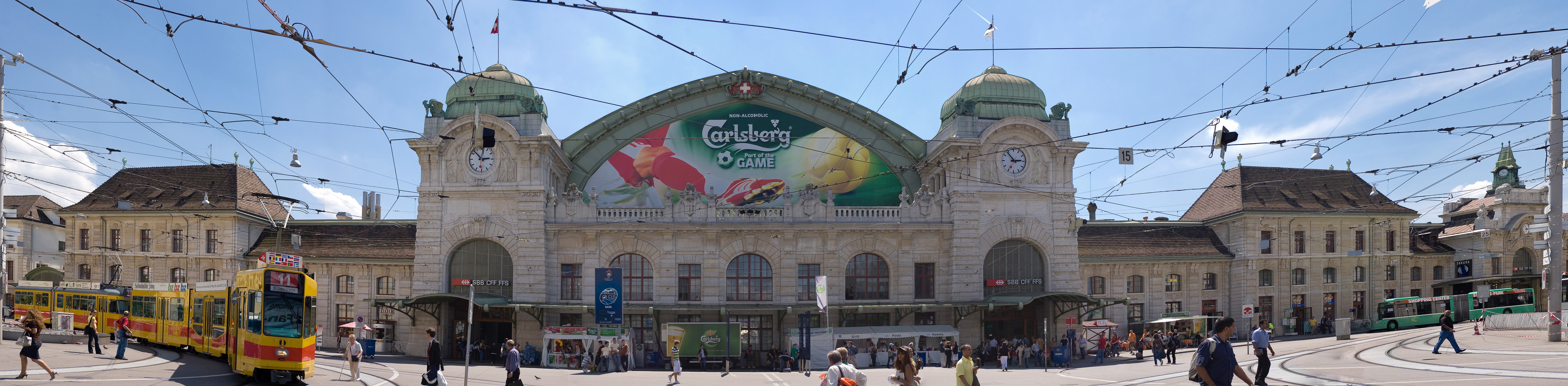
La stazione di Basilea (FFS) è la prima stazione internazionale d'Europa.

La rete di trasporti in Svizzera è molto ben sviluppata: le ferrovie coprono in modo capillare tutto il territorio. Gli autopostali collegano innumerevoli stazioni alle località più discoste. Il tariffario è unificato tra treni, autobus, battelli, funivie, ecc. Da una biglietteria automatica delle Ferrovie Federali Svizzere è possibile selezionare la maggior parte delle destinazioni, anche se fanno capo ad altre imprese di trasporti. Un sistema d'orario cadenzato fu istituito già negli anni settanta-ottanta.
Dal 2004, oltre all'apertura della ferrovia Mattstetten-Rothrist, tra Berna e Zurigo, un sistema di nodi in corrispondenza dei principali centri ha migliorato la connettività tra le regioni, nell'ambito del programma di ammodernamento chiamato Ferrovia 2000. La maggior parte dei treni di lunga percorrenza entrano in stazione nei 10 minuti precedenti o successivi l'ora in punto. È quindi possibile ripartire nei 10/15 minuti seguenti verso destinazioni regionali e locali. Sulle linee principali i treni transitano ogni mezz'ora. Attualmente è allo studio la cadenza di 15 minuti sulle linee principali (Ginevra-Losanna-Berna-Zurigo-San Gallo).
Nel 1998 è cominciata la realizzazione del progetto AlpTransit con la costruzione della galleria di base del San Gottardo (la più lunga al mondo, con i suoi 57 km), la quale, inaugurata ufficialmente il 1º giugno 2016 (in anticipo rispetto ai tempi previsti) alla presenza delle Autorità politiche nazionali e internazionali, ha dato il via al passaggio di treni merci. Dall'11 dicembre 2016 circolano ufficialmente anche i treni viaggiatori che da Bellinzona a Lucerna, in direzione Zurigo e Basilea risparmiano oltre mezz'ora, avvicinando ulteriormente il sud al nord dell'Europa. Il progetto comprende anche la galleria di base del Lötschberg di 34,6 km (linea Basilea-Milano via Berna-Sempione-Domodossola, vedi ferrovia Berna-Thun, Thunerseebahn, ferrovia del Lötschberg, ferrovia Briga-Domodossola), terza più lunga del mondo, inaugurata nel 2007 e la galleria di base del Monte Ceneri di 15,4 km, aperta al traffico alla fine del 2020, la quale ha ridotto ulteriormente i tempi di percorrenza da Milano a Zurigo, accorciando la tratta da Lugano a Bellinzona sulla ferrovia del Gottardo. Su richiesta del Canton Ticino è attiva anche la bretella Locarno-Lugano che, attraverso la galleria del Ceneri, serve anche a smaltire il traffico regionale ticinese, riducendo i tempi di percorrenza del tratto tra le due località da 55 a 22 minuti. Le NTFA (nuove trasversali ferroviarie alpine) sono un progetto molto dispendioso che è nato con l'intento di trasferire la maggior parte degli autocarri che attraversano il paese su rotaia e ridurre di conseguenza il traffico e l'inquinamento stradale.

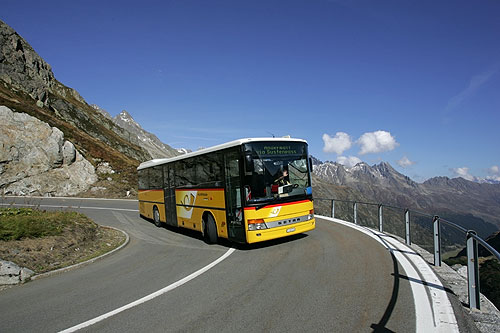
Autobus (chiamato Autopostale in Ticino) sulla strada del passo del Susten. Nelle regioni di montagna i trasporti possono diventare attrazioni turistiche.

Secondo le cifre pubblicate a fine 2006 dall'Ustra (Ufficio federale delle strade) sono in servizio 1758,2 km di strade e semiautostrade (vedi autostrade e semiautostrade in Svizzera), ciò che corrisponde circa al 93% della rete pianificata. I tratti ancora in costruzione per ordine di importanza sono: A9 tra Sierre e Briga, in Vallese; A16 "Transgiurassiana" Tavannes (BE) - Delémont (JU) - confine francese presso Boncourt (JU); A5 circonvallazione di Biel/Bienne (BE).
Per assicurare l'approvvigionamento di materie prime estere durante i due conflitti mondiali, la Svizzera si dotò di una piccola flotta mercantile. Le basi giuridiche per l'esistenza della bandiera svizzera sul mare sono state create durante la seconda guerra mondiale da una decisione del Consiglio federale del 9 aprile 1941. Benché gli impegni per costituire una marina mercantile risalgano già agli inizi dell'esistenza della Confederazione nel 1848, il 9 aprile 1941 è considerato come la data di nascita della flotta nazionale. Nel 1957 il diritto di emergenza del settore marittimo è stato sostituito dalla legge federale sulla navigazione marittima sotto bandiera svizzera. Pur non disponendo di un accesso diretto al mare, la Svizzera possiede una flotta mercantile composta di 23 navi per una capacità totale di trasporto di un milione di tonnellate circa, costituendo così la più grande flotta navale degli Stati senza sbocco sul mare.

### Poste e telecomunicazioni
Il servizio postale è garantito essenzialmente da La Posta Svizzera (ted. Die Schweizerische Post, fr. La Poste Suisse, rom. La Posta Svizra), principale erede della Posta federale, creata il 1º gennaio 1849. Oggi La Posta, con sede a Berna, è un'azienda di diritto pubblico gestita con criteri d'efficienza (nel 2007 ha conseguito un utile di 909 milioni di franchi, 825 milioni nel 2008), detiene il monopolio degli invii postali fino a 100 grammi. La sua rete di 2500 uffici postali copre capillarmente il territorio elvetico e gli enclavi di Campione e di Büsingen. La divisione PostMail assicura il servizio postale interno, con un servizio separato per le imprese; PostLogistics si occupa dell'invio di merci, operando principalmente con le aziende; PostFinance offre servizi di pagamento; mentre Swiss Post International si occupa degli invii all'estero. I principali fornitori di servizi di telecomunicazione sono Swisscom, una società anonima (presente nello SMI) controllata dalla Confederazione (che detiene il 52% del capitale azionario) e UPC Svizzera; entrambi offrono connessione internet basata su fibra ottica su gran parte del territorio nazionale. Oltre ai servizi di telefonia (Natel) assicura le connessioni internet a banda larga (DSL, dal 2007, VDSL e, dal 2012, VDSL2) su gran parte del territorio nazionale.

### Settori economici

#### Industria orologiera

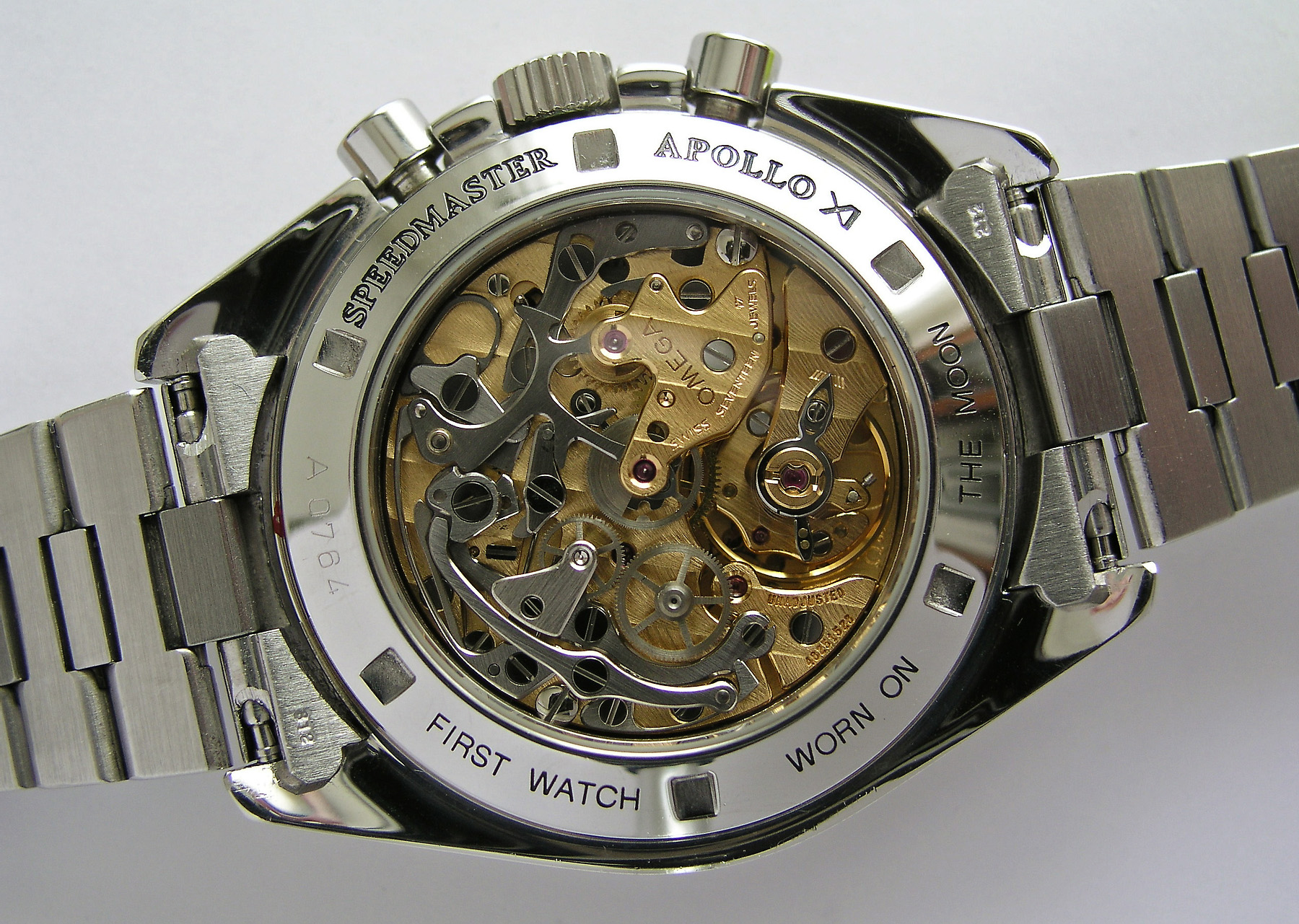
L'Omega Speedmaster, noto per essere stato portato dagli astronauti durante le missioni lunari Apollo. Oggi la Svizzera produce metà del valore degli orologi del mondo.

L'industria orologiera svizzera è radicata tradizionalmente nella svizzera romanda, portata in terra elvetica dai profughi ugonotti in fuga dalle persecuzioni cattoliche in Francia. Inizialmente la lavorazione avveniva a domicilio, nelle case, soprattutto nel Canton Neuchâtel: qui dai 3 000 ai 4 000 artigiani fabbricavano orologi e strumenti di precisione (e la loro produzione si avvantaggiò notevolmente dal blocco napoleonico che escluse dal continente i concorrenti prodotti inglesi). Anche a Ginevra il settore orologiero conobbe una forte espansione, rivolgendosi alla produzione di piccoli orologi da donna e di carillon e arrivando a occupare circa 2 800 orologiai, orefici e gioiellieri. Negli anni trenta dell'Ottocento, gli operai ginevrini presero la via delle officine specializzate come la Vacheron & Constantin, meccanizzata a partire dal 1839 e attrezzata per produrre pezzi intercambiabili di orologi, quasi una seconda rivoluzione industriale che riguardava l'intero settore orologiero.
Durante gli anni sessanta e settanta l'esportazione di orologi svizzeri ha subito un forte rallentamento a causa della concorrenza giapponese (che aveva messo sul mercato precisissimi orologi digitali al quarzo). Le principali ditte erano: Casio, Seiko, Citizen, Orient, Kentex, Zumona e BISM.
All'inizio degli anni ottanta un imprenditore svizzero-libanese, Nicolas Hayek, rilanciò l'industria orologiera svizzera creando la Swatch. L'assemblaggio era completamente automatizzato e il prodotto finito risultava meno caro del 20%. Lo Swatch ebbe un immediato successo e rilanciò (diffondendo nuovamente l'immagine di un'industria elvetica di precisione) anche le imprese orologiere svizzere che continuavano a produrre orologi in maniera artigianale, come Mondaine (gli orologi delle FFS). Swatch Group rimane la principale impresa produttrice di orologi, mentre il gruppo Richemont (proprietaria, fra gli altri, del brand Cartier) è la principale azienda attiva nel commercio di beni di lusso e di orologi. Entrambi sono presenti nello Swiss Market Index e rappresentano il 4,2% dell'indice.

#### Industria alimentare

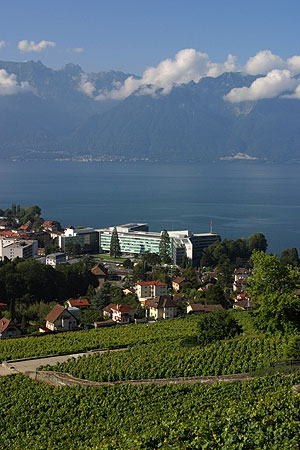
Sede della Nestlé a Vevey, nel Canton Vaud

La Svizzera cominciò precocemente a esportare prodotti alimentari lavorati: formaggi (Gruyère ed Emmentaler), concentrati di carne (dadi da cucina), carne in scatola, minestre liofilizzate, latte in polvere, alimenti a base di latte per neonati. Nel 1938 la Nestlé (fondata nel 1866 dal chimico Henri Nestlé e dedita alla produzione di latticini) mise a punto un procedimento per liofilizzare il caffè, creando, appunto, il Nescafé. Il prodotto ebbe un'immediata diffusione nei paesi vicini e nel 1942 l'esercito americano lo adottò (inserendolo nella "Razione K") e ne decretò il successo. Nestlé è la più grande azienda alimentare a livello mondiale e rappresenta da sola il 23,4% dello SMI.
Nel 1886 a Lenzburg venne fondata la Conservenfabrik Henckell & Zeiler specializzata nel commercio delle marmellate, dei succhi di frutta e della frutta sciroppata. Nel 1910 il nome dell'impresa venne cambiato in Hero e da quella data l'azienda intraprese una rapida espansione all'estero (è presente in oltre 50 paesi).

#### Cioccolato svizzero

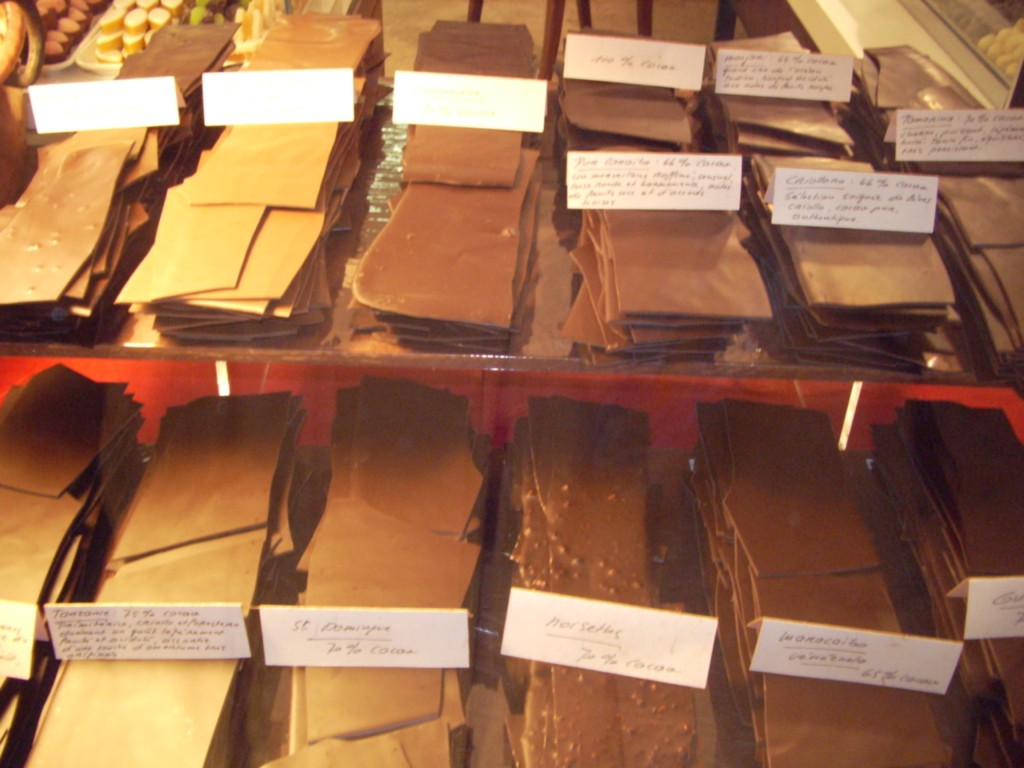
Cioccolato svizzero

Forse l'aspetto più distintivo dell'industria alimentare svizzera è la produzione del cioccolato. Nel 1697 il sindaco di Zurigo, Heinrich Escher, fece una vacanza in Spagna, dove assaggiò la cioccolata (giunta da poco dalle Americhe) e ne rimase estremamente colpito.
La prima fabbrica di cioccolato in Svizzera venne aperta da François-Louis Cailler nel 1819 a Corsier, presso Vevey. Nel 1826 Philippe Suchard impiantò una seconda fabbrica di cioccolata a Serrières. Poi ne seguirono altre. Sempre a Vevey si iniziò a mescolare il cacao con il latte, il principale prodotto della regione e nel 1875 Daniel Peter perfezionò il procedimento, creando il cioccolato al latte. A Berna Rodolphe Lindt, con un nuovo procedimento (chiamato concaggio), produsse, nel 1879, il cioccolato fondente e ancora a Berna Jean Tobler aprì nel 1867 il suo primo stabilimento, Tobler & Cie, nel quale il figlio Theodor, nel 1908, creò il Toblerone. Fra il 1890 e il 1920 l'industria svizzera del cioccolato conobbe una fortissima espansione: poco meno di tre quarti del cioccolato veniva esportato.

#### Industria chimica e farmaceutica

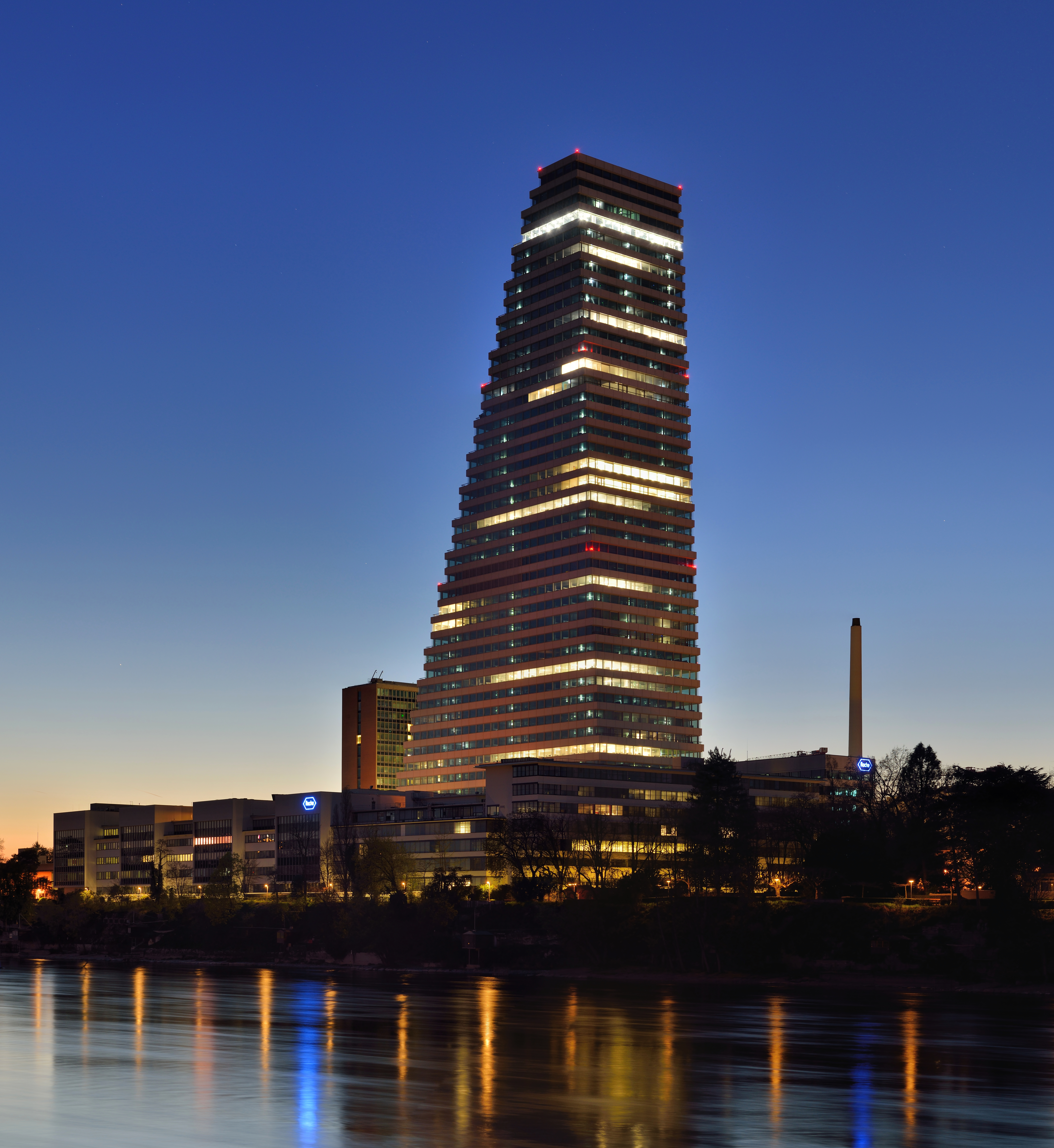
La torre Roche (edificio più alto del Paese) a Basilea.

L'epicentro dell'industria chimica e farmaceutica svizzera è la città di Basilea. Inizialmente le principali produzioni di Basilea erano i tessuti e i nastri di seta. Proprio per soddisfare le esigenze di questo settore, nacquero le industrie chimiche: dopo la scoperta dei coloranti artificiali alla fine degli anni cinquanta dell'Ottocento, due modeste imprese della città cominciarono a produrne per rifornire la locale industria, ma la concorrenza dei già affermati Konzerns tedeschi spinse le piccole imprese elvetiche a specializzarsi in prodotti esotici e di prezzo elevato, un settore nel quale conquistarono praticamente il monopolio mondiale. Questo costituì la base della moderna industria farmaceutica basilese, che nel 1895 era, per dimensioni, solo un quinto di quella della Germania, ma equivaleva a quella di tutti gli altri paesi europei messi insieme.
Nel 1882 le imprese attive in ambito chimico e farmaceutico si riunirono nella SGCI (Schweizerische Gesellschaft für Chemische Industrie), la Società Svizzera per l'Industria Chimica, oggi parte di Economiesusse (associazione mantello delle industrie elvetiche). Il settore chimico e farmaceutico conta 67 000 collaboratori. La maggior parte è impiegata nella ricerca e nello sviluppo. Circa un terzo di quanto viene prodotto dal settore, viene esportato. Le principali aziende sono: Novartis, Roche e Actelion (che assieme rappresentano circa un terzo dello Swiss Market Index).

#### Biotecnologie
Una potente industria di chimica di base e una consolidata industria meccanica orientata alla fabbricazione di oggetti di precisione forniscono le basi dell'attuale industria biotecnologica svizzera. Le industrie attive nel settore delle biotecnologie sono raggruppate nell'associazione Swiss Biotech Association (SBA). Le imprese hanno sede in aree apposite create in collaborazione con la Confederazione e i Cantoni: Biovalley Basel (regione di Basilea e di Soletta, dove sono presenti circa 900 aziende biotecnologiche), Greater Zürich Area (regione di Zurigo), BioAlps (arco lemanico fra Ginevra e Losanna), Biopolo Ticino (Lugano-Manno, dove sono attive: Cerebios Pharma, 3A Medica, Telormedix, Swiss Stem Cell Bank, Mondo Biotech, Micromacinazione, Isolation Solutions, Helsin). Le imprese attive nel settore biotecnologico sono 229: 91 fornitori (biotech suppliers) e 138 aziende il cui core business è la biotecnologia (core biotech companies). Nel 2005 il settore impiegava 14 440 addetti e registrava un fatturato di 5 961 milioni di franchi. Nel 2010, con 19 000 addetti, il fatturato è salito a 9 200 milioni di franchi; facendo della Svizzera il paese con il più alto numero di aziende biotecnologiche in rapporto agli abitanti. Le principali imprese elvetiche del settore sono: Lonza (Basilea) e Synthes (Soletta).

#### Industria meccanica

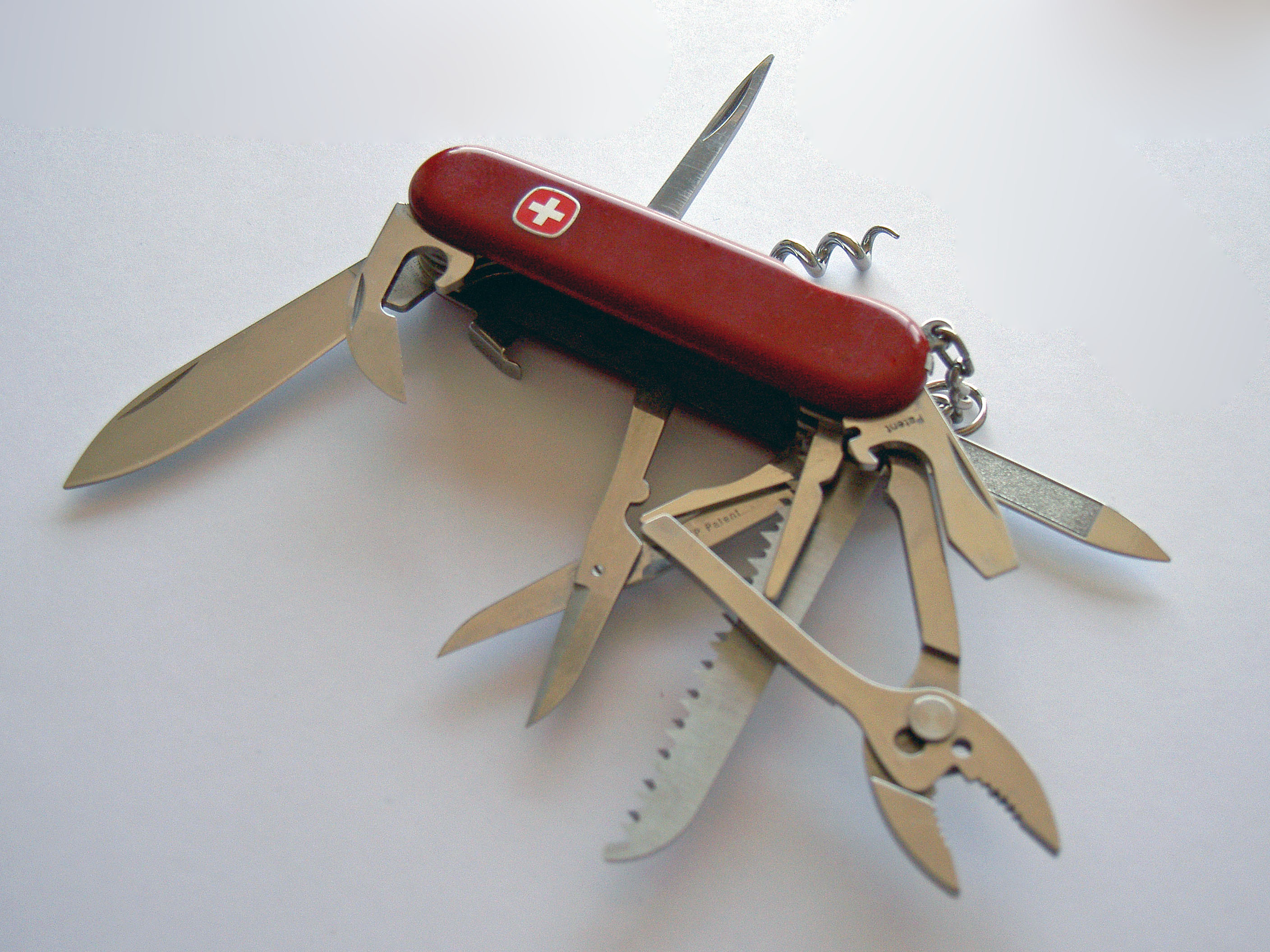
Fra i prodotti più conosciuti dell'industria di precisione vi è il coltellino svizzero. Si riconosce per il colore rosso del manico, che oltre a richiamare la bandiera svizzera lo rende facilmente visibile se cade nella neve.

Con l'acronimo mem o SwissMem, si designano le imprese elvetiche attive nei settori delle macchine, dell'elettronica e dei metalli. Nella seconda metà dell'Ottocento la Svizzera ha cominciato a produrre telai meccanici per il fabbisogno dell'industria tessile (localizzata essenzialmente nella parte orientale del Paese). Da qui è nata la meccanica svizzera di precisione rivolta prevalentemente verso due settori: la produzione di macchine utensili e, successivamente, verso l'elettromeccanica. Le due principali imprese del settore sono la ABB (tecnologie per l'energia) e la Schindler (ascensori).
Nei settori aerospaziale e della difesa è attiva la RUAG (acronimo di RüstungsUnternehmen-AktienGesellschaft) fondata nel 1989, raggruppando aziende già attive negli stessi settori. I due principali comparti sono: Ruag Aerospace (concentrata sulla produzione di vettori spaziali e di aerei) e Ruag Defence (componenti elettroniche per simulazioni, munizioni militari e automezzi militari). L'impresa ha sede a Berna: gli stabilimenti si trovano nell'Altipiano svizzero, ma vi sono sedi distaccate in Germania, Austria e Svezia.
Nel 1952 è stata fondata a Zugo la Crypto Ag, impresa dedita alla produzione di sistemi per cifrare e decifrare messaggi. L'impresa (di piccole dimensioni) si avvale di tecnologie elettroniche per la produzione dei medesimi sistemi di sicurezza, utilizzati in 130 paesi. Nel 1981 ad Apples, nel canton Vaud, da una startup del Scuola politecnica federale di Losanna, è nata la Logitech, dedita alla produzione di periferiche per computer, l'impresa fabbrica circa un terzo dei mouse del pianeta. L'impresa si è presto internazionalizzata, con stabilimenti a Fremont (California) e Suzhou (Cina), ma mantiene a Losanna la sua sede principale.

#### Piazza finanziaria
La finanza svizzera ha due protagonisti: il settore bancario e quello assicurativo. Storicamente la prima piazza finanziaria svizzera è stata Ginevra: oggi è seconda dopo Zurigo, mentre Lugano è la terza piazza del paese. A Basilea si trova invece la Banca dei regolamenti internazionali, la più antica istituzione finanziaria internazionale.

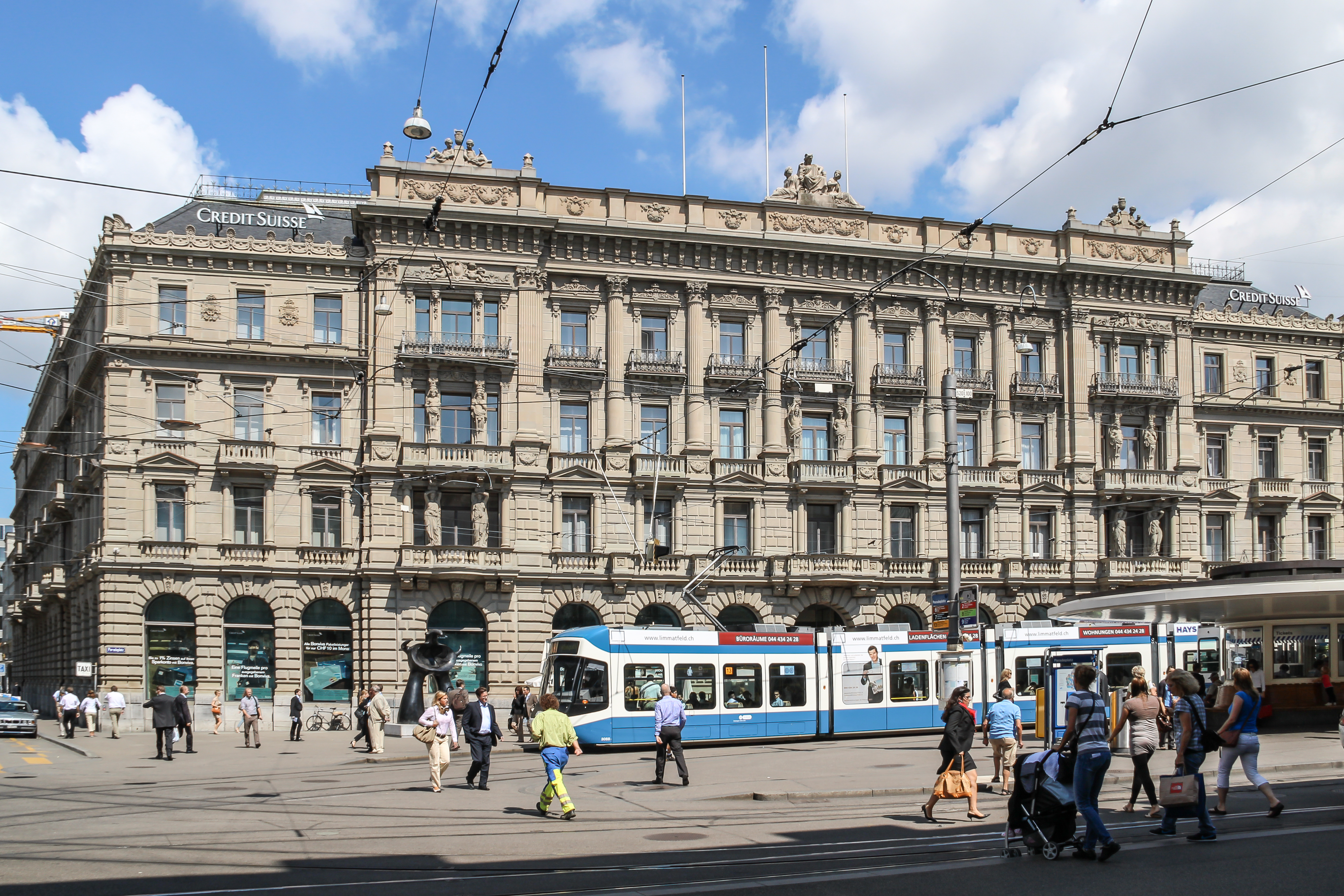
Credit Suisse - Zürich

Agli inizi del Settecento il ruolo internazionale della piazza bancaria ginevrina era ben superiore alle piccole dimensioni della repubblica. La città divenne un centro di emissione di prestiti stranieri (sardi tra il 1742 e il 1752, danesi nel 1760, austriaci nel 1765) e dal 1770 si concentrò sul debito francese mantenendo uno stretto legame con Parigi, dove erano presenti i suoi banchieri (per esempio Jacques Necker, nominato Controllore generale delle finanze francesi nel 1776). L'appartenenza all'orbita francese persistette anche dopo l'adesione di Ginevra alla Svizzera nel 1814 (fino a questa data Ginevra era un alleato della Confederazione, non un cantone vero e proprio). Le grandi banche ginevrine erano nate tutte a cavallo dei due secoli: Ferrier e Darier & Cie venne fondata nel 1795, Henry Entsch & Cie nel 1796, J.G. Lombard & J.-J. Lullin nel 1798, De Candolle Mallet & Cie nel 1805.
Il settore bancario elvetico soffrì agli inizi di un vistoso dualismo: da un lato le banche private, concentrate essenzialmente sulla gestione dei grandi patrimoni, dall'altro le casse di risparmio cantonali e locali. Le grandi banche d'affari arrivarono tardi, al seguito del tumultuoso sviluppo ferroviario. In quel frangente si ebbe l'ascesa della piazza finanziaria zurighese.
Le banche svizzere hanno in gestione 11 300 miliardi di franchi. Dopo gli Stati Uniti (con 49 200 miliardi in gestione) e la Gran Bretagna (13 400 miliardi), la Svizzera è la terza piazza finanziaria al mondo.. Nel settore bancario sono impiegate circa 120 000 persone Le principali banche elvetiche sono UBS e Credit Suisse (rivolte e presenti soprattutto all'estero nelle maggiori piazze finanziarie mondiali); Raiffeisen (che conta 350 filiali giuridicamente autonome), la Banca Coop e la Banca Migros (tutte cooperative bancarie rivolte al mercato interno); Julius Bär e Wegelin & Co (attive nella pura gestione patrimoniale). Per rispondere alle esigenze delle amministrazioni cantonali sono inoltre attive 24 banche cantonali (generalmente controllate dai Cantoni); mentre l'emissione della moneta, il supporto alle finanze della Confederazione e il collocamento delle obbligazioni federali spettano alla Banca Nazionale Svizzera, che ha sede sulla Piazza federale a Berna.
Accanto alle banche, la Svizzera ha sviluppato un robusto settore assicurativo. Innanzitutto per soddisfare la domanda interna: nel 2004 il cittadino medio svizzero spendeva circa il 22% del proprio budget in assicurazioni (collocando la Svizzera tra i primi posti nel mondo). Molte di queste assicurazioni sono obbligatorie: quella sulla vecchiaia (AVS), sulla disoccupazione (AD), sull'invalidità (AI) e l'assicurazione malattia (la Cassa malati) per le prestazioni sanitarie. La maggior parte dei residenti possiede un'assicurazione di responsabilità civile e una sulla mobilia domestica: entrambe non sono obbligatorie ma fortemente consigliate. Tuttavia, nonostante la forte domanda interna, anche il settore assicurativo elvetico si è molto internazionalizzato, oggi circa il 70% del volume dei premi viene realizzato all'estero. Le grandi assicurazioni svizzere si sono quindi specializzate nel settore riassicurativo (assicurazioni per case di assicurazione). Le principali case riassicurative sono: Zurich Financial Services, Swiss Life (fondata a Zurigo nel 1857 da Conrad Widmer e da Alfred Escher) e Swiss Re (fondata a Zurigo dalla casa assicurativa Helvetia nel 1863), tutte molto attive sui mercati internazionali.

### Commercio estero
L'economia svizzera si è molto internazionalizzata soprattutto nella seconda metà del Novecento, diventando la quarta economia "più cosmopolita" a livello mondiale (dopo Singapore, Hong Kong e i Paesi Bassi). Lo stock di capitali svizzeri investiti all'estero ammontava, nel 2007, a 740 miliardi di franchi, pari al 145% del prodotto interno lordo svizzero (per fare un confronto: nei Paesi Bassi il rapporto era del 111%). Questi investimenti davano lavoro a 2,4 milioni di persone. Le esportazioni svizzere si rivolgono per il 20,6% alla Germania, per il 10,1% agli Stati Uniti d'America, per l'8,6% alla Francia, per l'8,5% all'Italia, per il 4,8% alla Gran Bretagna, per il 4,1% alla Spagna e per il 3,9% al Giappone. Oltre un terzo delle importazioni proviene dalla Germania (33,9%), quindi dall'Italia (11,7%), dalla Francia (10,1%), dai Paesi Bassi (5,2%) e dall'Austria (4,4%).
Per supplire alle ridotte dimensioni del mercato interno e assicurare sbocchi commerciali alle imprese elvetiche, la Svizzera ha concluso numerosi accordi di libero scambio; dispone di una rete di 24 accordi di libero scambio con 33 paesi. Il principale accordo è quello fra la Svizzera e i 27 paesi che compongono l'Unione europea, quindi accordi con la Norvegia, l'Islanda, l'Ucraina e l'Albania. In corso di negoziazione quello con la Russia. Nel Medio oriente la Svizzera ha stipulato accordi di libero scambio con Marocco, Egitto, Israele, Giordania, Arabia Saudita, Emirati Arabi Uniti, Qatar, Bahrain, Kuwait e Oman; sono ancora in corso invece i negoziati per un accordo di libero scambio con l'Algeria. In Africa la Svizzera dispone di un accordo di libero scambio con l'Unione doganale dell'Africa meridionale (SACU) che comprende il Sudafrica, la Namibia, il Botswana, il Lesotho e l'eSwatini. In America la Svizzera ha stipulato accordi con il Canada, il Messico, la Colombia, il Perù e il Cile; mentre non sono ancora in vigore gli accordi di libero scambio appena conclusi con Brasile, Argentina, Uruguay e Paraguay. In Estremo oriente, la Svizzera ha stipulato accordi di libero scambio con il Giappone, la Corea del sud e Singapore. E proprio l'Asia è il continente più promettente, sono infatti in corso negoziati con l'India, la Thailandia, l'Indonesia e la Cina (quest'ultimo sarebbe il primo accordo di libero scambio fra la Cina e uno Stato europeo). Alle imprese elvetiche, quindi, pur operando da un piccolo paese, si presenta un mercato con oltre un miliardo di potenziali consumatori.

### Turismo

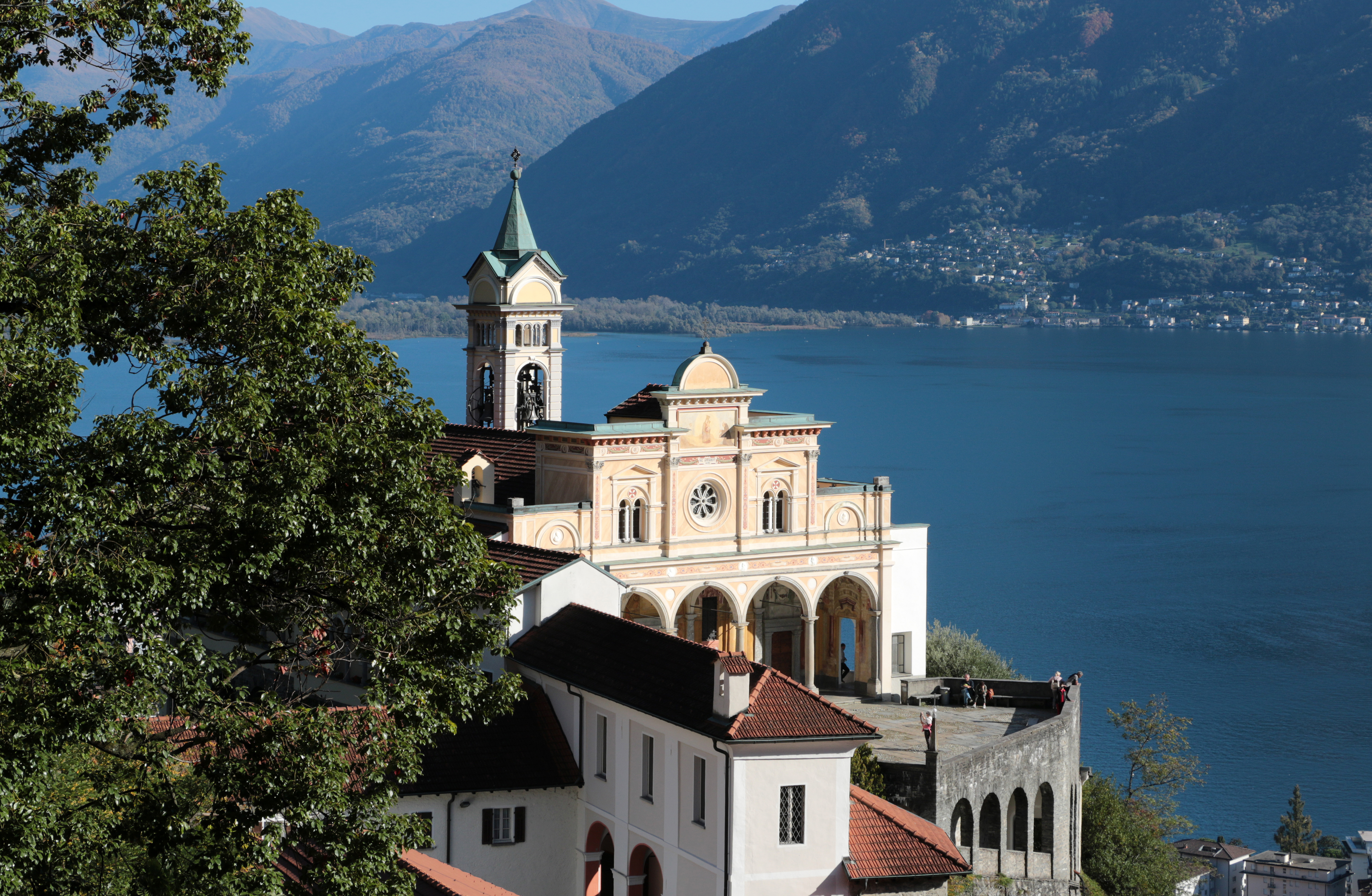
Santuario della Madonna del Sasso a Orselina (distretto di Locarno)

Il turismo in Svizzera è molto sviluppato ed è legato principalmente alla montagna sia per quanto riguarda l'alpinismo, lo sci alpinismo e l'escursionismo sia per quanto riguarda gli sport invernali nelle sue maggiori località sciistiche, rinomate in tutta Europa e sede di competizioni anche a livello mondiale: Zermatt, Wengen, Adelboden, Veysonnaz, Crans-Montana, Sankt Moritz, Gstaad, Davos, Saas-Fee, Lenzerheide.
Altre importanti località turistiche sono Lugano e Locarno in Canton Ticino.

## Ambiente

### Flora e fauna

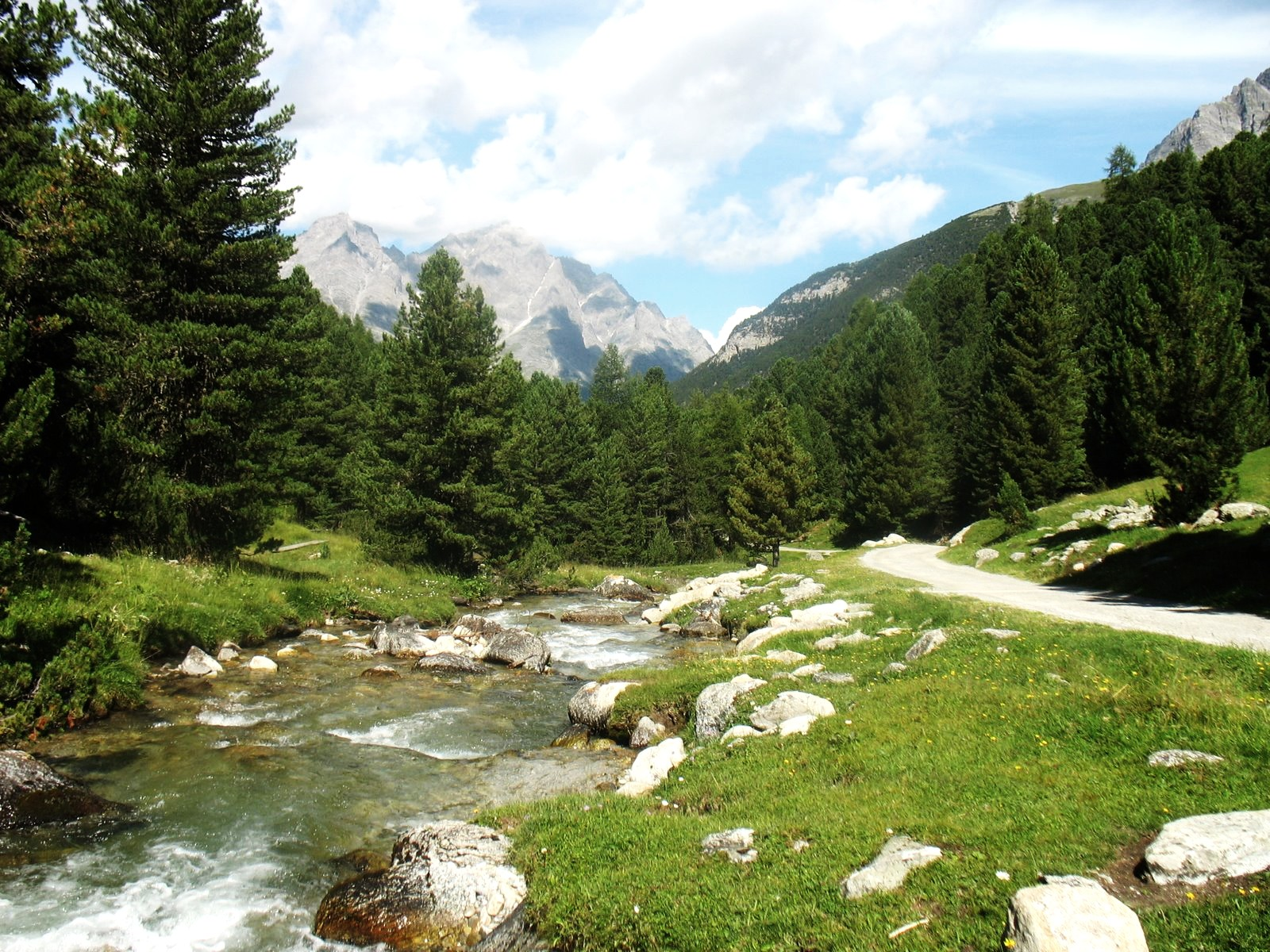
La God da Tamangur (rom.), letteralmente "La foresta là dietro": il bosco di pini cembri più alto d'Europa, a, nella Val S-Charl, Canton Grigioni.

Il 30% circa della superficie del paese è ricoperta da boschi. Sulle Alpi dominano le conifere (abeti, pecci, larici e pini cembri). I boschi alpini hanno l'importante funzione di trattenere gli smottamenti, impedire le frane e permettere una filtrazione più equilibrata dell'acqua piovana nel terreno. Sull'Altipiano, nel Giura e sul versante sud delle Alpi (al di sotto dei 1000 m) dominano invece le latifoglie. Nel 2007 le foreste svizzere coprivano una superficie di 1,25 milioni di ettari, con una ripartizione ineguale fra una regione e l'altra: se il versante meridionale delle Alpi è particolarmente ricco, l'Altipiano, con il suo intenso popolamento, è molto meno boscoso. Nel Ticino, in particolare, vi sono ancora importanti selve castanili, che rivestivano negli anni passati un fondamentale ruolo economico per la popolazione. Tra il 1994 e il 2005 la superficie boschiva è aumentata complessivamente del 4,9%: stabile sull'Altipiano (0%), 0,9% nel Giura, 2,2% nelle Prealpi, 9,1% nelle Alpi e del 9,8% a sud delle Alpi. Il volume totale dei boschi si è elevato a 420 milioni di metri cubi. La parte del territorio non boschiva né coperta dagli insediamenti è tenuta a pascolo oppure è coltivata: principalmente orzo, avena, frumento, mais, patate, barbabietole e alberi da frutto: meli nella parte orientale (destinati in gran parte alla produzione del mosto) e ciliegi nella Svizzera centrale. Nella Svizzera romanda, lungo il Reno e nel Canton Ticino riveste un'importanza sempre maggiore la coltivazione della vite (9 000 aziende, 13 000 ettari di vigneti, 120 milioni di litri di vino, per la metà bianco).

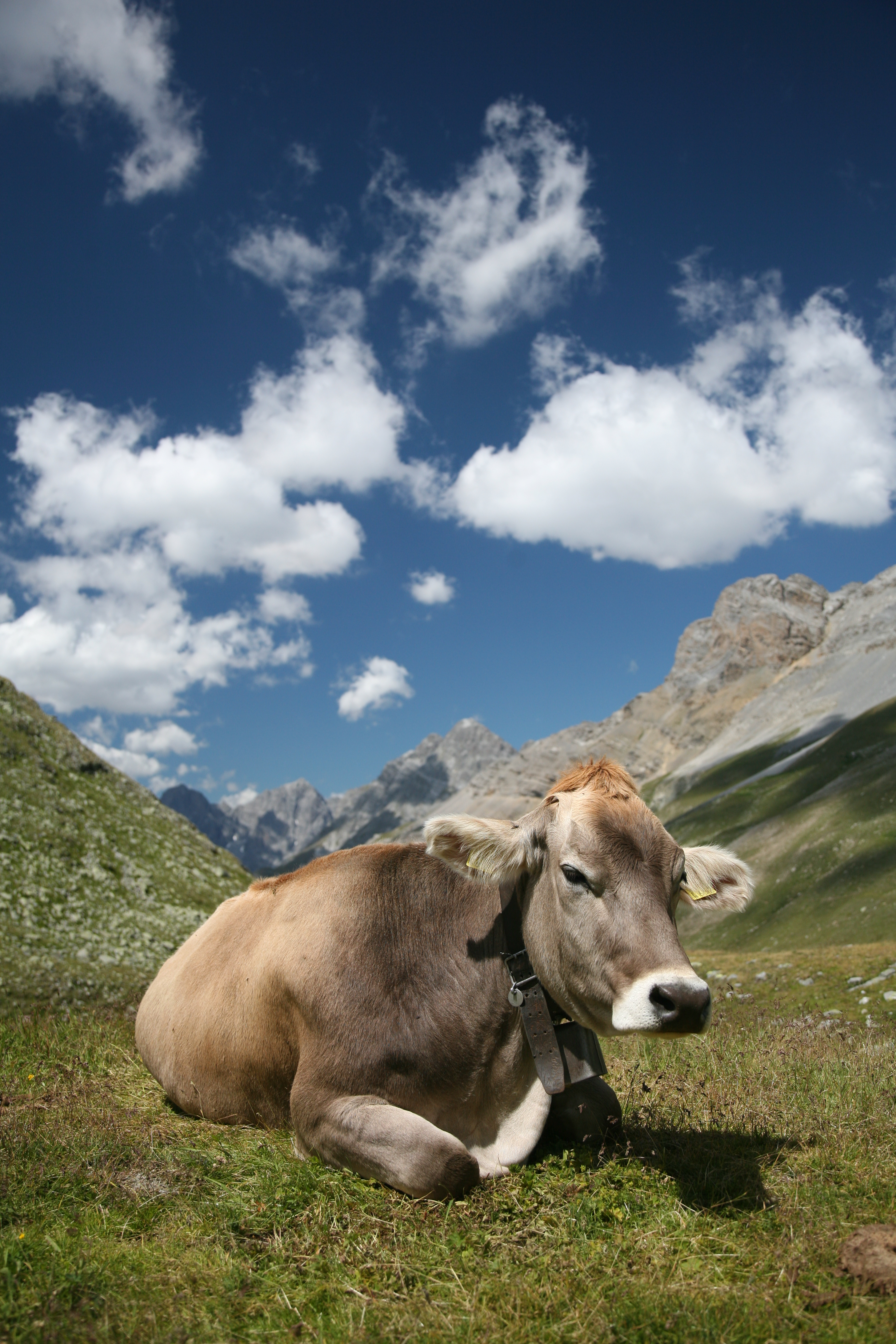
Una "Bruna alpina" (Brauvieh) pascola sulle Alpi, con il tipico campanaccio.

La fauna svizzera varia notevolmente soprattutto in rapporto all'altitudine. Anche se si incontrano alcune specie endemiche, la fauna di montagna è comune a tutto l'arco alpino. In Svizzera vivono circa 83 specie di mammiferi. I grandi predatori sono scomparsi nell'ultimo secolo; tuttavia l'importanza dei predatori per il mantenimento di un ecosistema sano è stata presto compresa e oggi linci, lupi e orsi bruni sono protetti. La lince è stata reintrodotta artificialmente, i lupi sono migrati dalla Francia, mentre nella parte sudorientale del Cantone dei Grigioni è riapparso, nel 2005, l'orso bruno, migrato probabilmente dal Trentino o dalla Slovenia. Le volpi rosse, i gatti selvatici e le martore non sono mai scomparsi e - anche se in numero ridotto - sono ancora visibili. La lontra europea è invece scomparsa nel 1990, ma è riapparso il castoro (insediatosi soprattutto lungo la Thur). Il cervo nobile (Cervus elaphus) è presente soprattutto nei Grigioni. Al di sopra del limite di vegetazione arborea si incontra il capriolo (Capreolus capreolus). La lepre bianca (Lepus timidus) è visibile sino ai 3 000 metri ben al di sopra del limite boschivo: in inverno ha un manto bianco che si ricopre di chiazze brune nei mesi caldi. Il roditore alpino più diffuso è la marmotta (Marmota marmota), difficile da sorprendere, ma facile da ascoltare grazie al suo inconfondibile fischio acuto.
Il camoscio (Rupicapra rupicapra) è diffuso sia sulle Alpi sia nella catena del Giura, la densità più alta (forse la più elevata d'Europa) è probabilmente in Engadina. Ad altitudini ancora superiori (fino ai 4 000 metri) vivono gli stambecchi (Capra ibex): i due branchi più numerosi sono stati avvistati sul Piz Albris (Pontresina) e nella Val des Bagnes (Canton Vallese), raramente scendono sino al limite di vegetazione arborea. Tra i pennuti, i più grandi sono l'aquila reale (Aquila chrysaetos) e il gipeto barbuto (Gypaetus barbatus). Nel Giura l'uccello più tipico è il gallo cedrone (Tetrao urogallus) di cui si sente il richiamo, simile a uno schiocco, nelle mattine di primavera. Ingente il patrimonio zootecnico, che garantisce due terzi del reddito dell'agricoltura svizzera (e i bovini da soli costituiscono metà del reddito). Nel paese vengono allevati soprattutto bovini: ve ne sono oltre 1,7 milioni, principalmente razze da latte: la Pezzata rossa, la Simmental e la Bruna alpina. Ogni anno circa 750 000 capi di bestiame raggiungono i circa 10 000 alpeggi in alta quota. Si contano anche 400 000 pecore (importanti per la gestione e la cura dei pascoli ripidi), 60 000 capre (principalmente Saanen, Camosciata, Toggenburgo e Nera verzaschese), circa un migliaio di suini e 6,3 milioni di volatili (per un terzo galline ovaiole).

### Biodiversità
Sul territorio svizzero sono presenti circa 10 000 specie vegetali e poco meno di 40 000 specie animali. La biodiversità è generalmente elevata nelle zone montagnose, nelle foreste e sulle superfici verdi delle zone abitate. Tuttavia, sulla maggior parte del territorio utilizzato intensamente, come gran parte dell'Altipiano, la biodiversità diminuisce. Solo raramente il numero di specie è in aumento e questo è dovuto alla colonizzazione da parte di specie già diffuse, un fenomeno che comporta, secondo l'Ufficio federale dell'ambiente, "la semplificazione e la banalizzazione degli habitat". È stato monitorato lo stato di salute di circa il 20% delle specie (piante, animali e funghi). Circa un terzo delle specie monitorate risulta essere a rischio e potenzialmente minacciato di estinzione. In particolare è a rischio il 79% delle specie di rettili e il 70% di quelle degli anfibi. Nel 1982 è stata istituita ad Aarau la fondazione ProSpecieRara con lo scopo di salvaguardare la diversità biologica presente sul territorio elvetico (con particolare attenzione alle razze animali da reddito, agli ortaggi e alle bacche). Nel 1992 la Confederazione ha sottoscritto la Convenzione di Rio sulla salvaguardia della biodiversità. Da allora ProSpecieRara lavora a stretto contatto con l'Ufficio federale dell'agricoltura (da cui è in parte finanziata) e con le associazioni di coltivatori e allevatori, proponendo ai contadini svizzeri di coltivare e allevare specie che andrebbero altrimenti perse.

### Protezione dell'ambiente

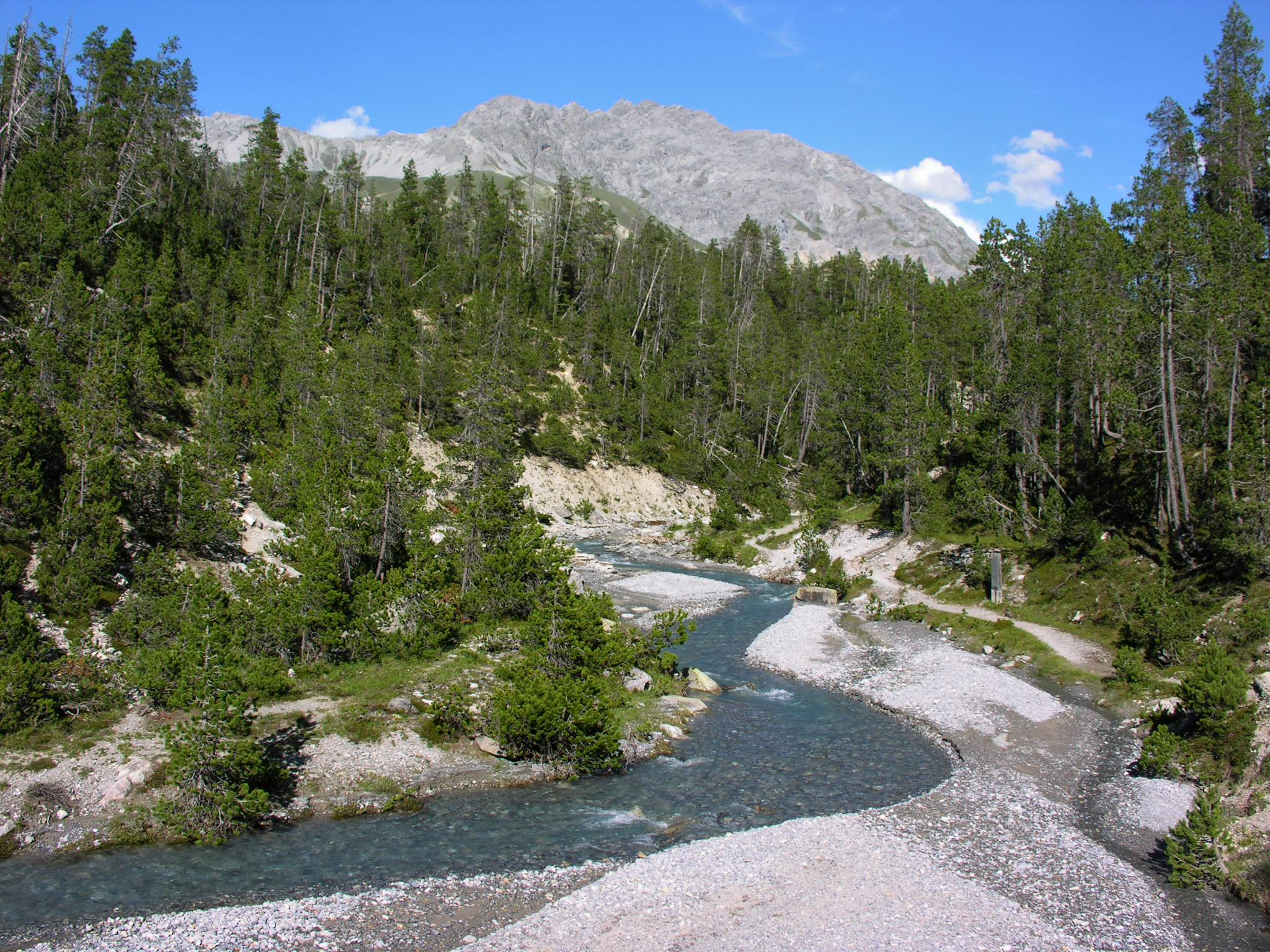
Il Parco nazionale Svizzero nel Canton Grigioni

Le prime zone protette sul territorio svizzero sono state le bandite federali di caccia (foreste in cui vige il divieto di caccia) istituite nel 1875 per proteggere le specie di ungulati all'epoca fortemente minacciate (camosci, stambecchi, cervi, caprioli): vi sono 41 bandite di caccia che coprono complessivamente una superficie di 150 900 ettari (quasi il 4% della superficie svizzera). Il 1º agosto 1914 venne creato il Parco nazionale Svizzero, nel Canton Grigioni (dal 1979, Riserva UNESCO della biosfera). Nel 1961 a Zurigo venne fondato il WWF, da allora la sensibilità per la protezione dell'ambiente è andata crescendo. A partire dal 1991 è stata decisa la protezione di ambienti adatti agli uccelli acquatici e di zone di sosta per gli uccelli migratori. Nello stesso anno si è decisa la protezione di biotopi di importanza nazionale: paludi alte e intermedie (1991), zone golenali (1992, 283 siti per una superficie complessiva di 22 640 ettari), paludi (1994), siti adatti alla riproduzione degli anfibi (2001, 897 siti, per una superficie di 13 900 ettari), prati secchi e pascoli secchi (2010, 3 000 siti).
Negli ultimi anni il numero delle aree protette e dei parchi è notevolmente aumentato. Sul territorio nazionale si contano cinque parchi, oltre al PNS, il Parco naturale regionale dell'Entlebuch (39 500 ettari) nel Canton Lucerna, il Parco naturale di Thal nel Canton Soletta, la riserva naturale integrale di Zurigo (alle porte di Zurigo) e il Parco naturale della Val Monastero nel Canton Grigioni. Nel 2011 sono state inoltrate domande per l'istituzione di altri otto parchi: il Parco del paesaggio di Binntal (nel Canton Vallese), il Parco di Chasseral, quello di Diemtigtal, quello del Gantrisch e quello del Lago di Thun e Hohgant (nel Canton Berna), il Parco della Gruyère (nel Canton Friburgo) e lo Jurapark (nel Canton Argovia). Sono attualmente in allestimento altri sette parchi: il Parc Adula (nei cantoni Ticino e Grigioni), il Parco del Locarnese (nel Canton Ticino), il Parco Beverin (nel Canton Grigioni), il Parco della Doubs (nei cantoni di Neuchâtel e Giura), il Parco del Giura Vodese (nel Canton Vaud) e i parchi di Pfyn-Finges e della Val d'Hérens (nel Canton Vallese).

## Cultura

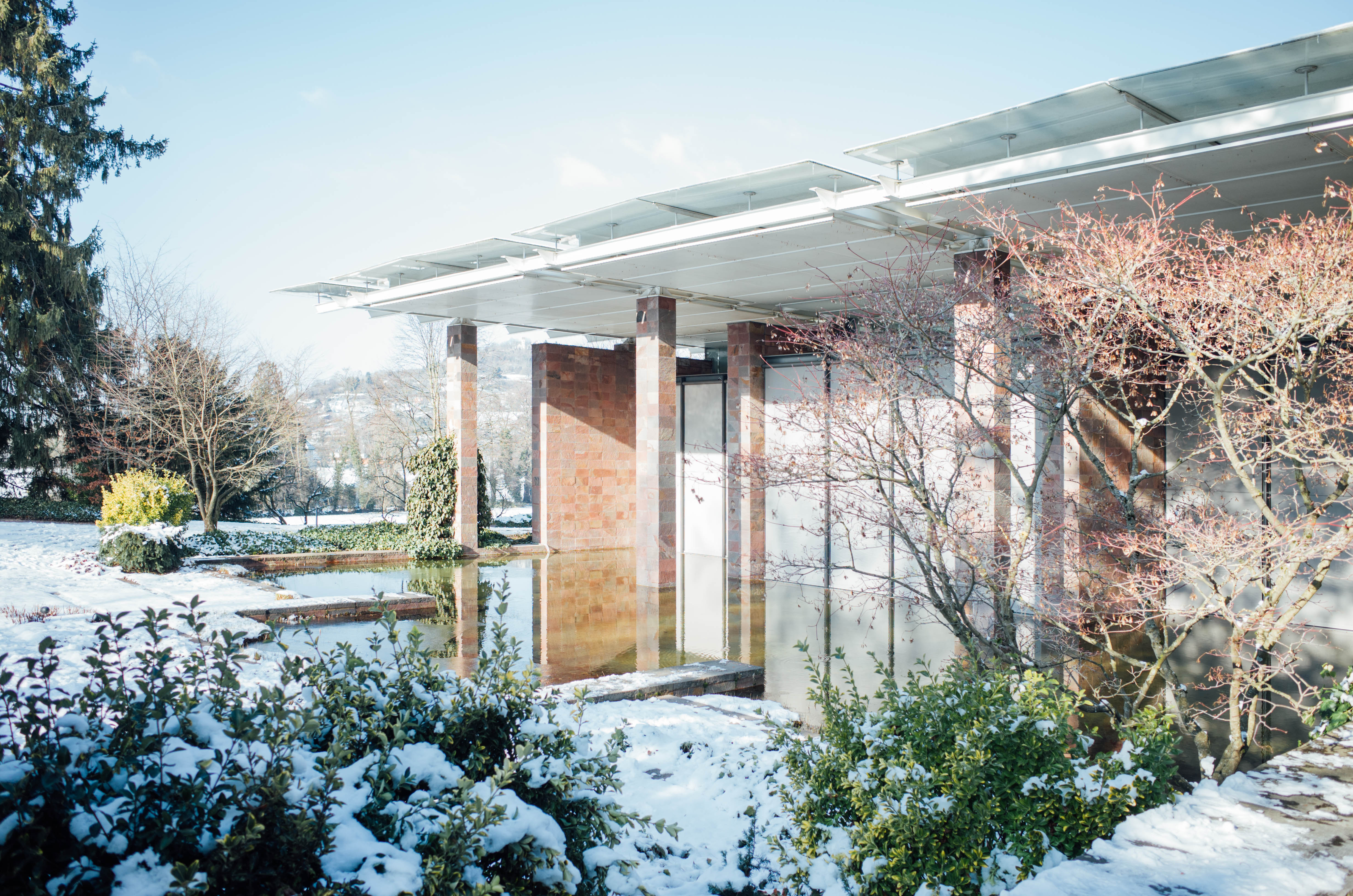
La Fondazione Beyeler, a Basilea (Riehen)

Storicamente la Svizzera ha sempre offerto asilo a scienziati e studiosi in fuga da altri paesi. Ci sono 12 università in Svizzera: dieci sono finanziate dai rispettivi cantoni e due dalla Confederazione.
La prima università svizzera è stata fondata nel 1460 a Basilea (con una facoltà di medicina), l'istituzione viene considerata come uno dei luoghi di nascita dell'Umanesimo europeo, anche grazie al patrimonio intellettuale di Erasmo da Rotterdam, che qui era attivo. Nel XIX secolo, il personaggio più famoso che insegnava all'università, oltre allo storico dell'arte Jacob Burckhardt, era il filosofo e poeta tedesco Friedrich Nietzsche (professore di lingua e letteratura greca). A oggi, in totale, nove premi Nobel e due presidenti svizzeri hanno studiato o insegnato all'università.

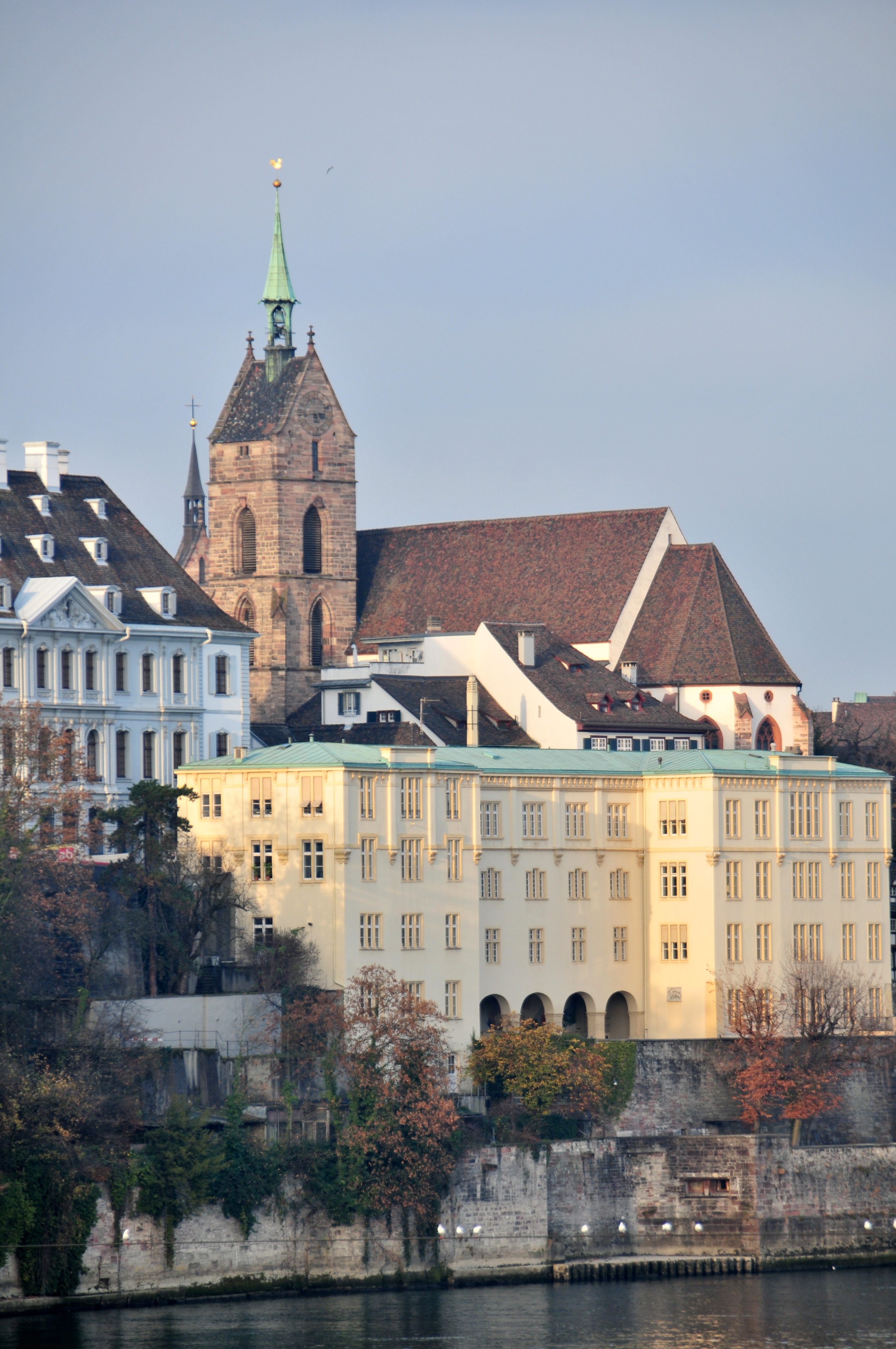
L'Università di Basilea è la più antica università della Svizzera ed è considerata come uno dei luoghi di nascita dell'Umanesimo europeo grazie al patrimonio di Erasmo da Rotterdam che vi operò.

L'Università di Losanna è stata fondata nel 1537. La più grande università della Svizzera è l'Università di Zurigo, con circa 25 000 studenti. L'Università di Zurigo venne aperta nel 1833 e sin dall'inizio la maggior parte dei suoi professori era costituita da tedeschi in fuga dalla controrivoluzione del 1830. Nel 2010 solo la metà dei professori del Politecnico federale di Zurigo è di nazionalità svizzera. Oltre agli insegnanti la Svizzera ha il secondo più alto tasso di studenti stranieri nell'istruzione terziaria, dopo l'Australia. I due istituti gestiti dal governo federale sono: il Politecnico federale di Zurigo (fondato nel 1855, dalla quale sono usciti 21 premi nobel per la fisica e la chimica) e il Politecnico federale di Losanna (fondato nel 1853), entrambi con un'eccellente reputazione internazionale. Oltre ai due politecnici, riveste grande importanza l'Istituto Paul Scherrer (PSI) nel Canton Argovia, fra i maggiori centri di ricerca d'Europa: ospita apparecchiature d'avanguardia come la Swiss Light Source e la Spallation Neutron Source (SINQ). Nel 1991 a Lugano è stato localizzato il Centro Svizzero di Calcolo Scientifico (CSCS, che ospita il sesto supercomputer più potente d'Europa). A Basilea nel 2006 il Fondo Nazionale Svizzero per la Ricerca Scientifica ha aperto presso l'università lo Swiss Nanoscience Institute (SNI, Istituto svizzero di nanoscienza). A Dübendorf si trovano il Laboratorio federale per la prova dei materiali e per la ricerca (Eidgenössische Materialprüfungs- und Versuchsanstalt, abbreviato con l'acronimo EMPA) e il Laboratorio federale per la gestione, la depurazione e la protezione delle acque (abbreviato con l'acronimo EWAG).

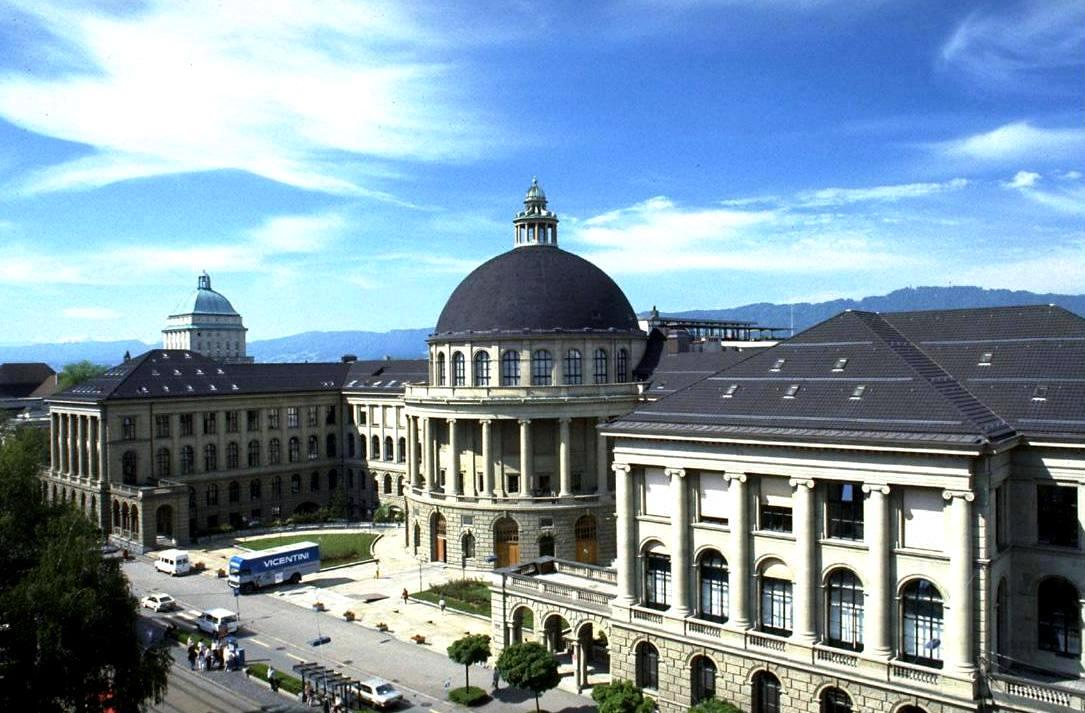
Il politecnico di Zurigo ha visto dieci premi Nobel per la fisica (tra cui Albert Einstein) altrettanti per la chimica e uno per la fisiologia e la medicina.

Molti premi Nobel sono stati assegnati a scienziati svizzeri, ad esempio al fisico Albert Einstein che ha sviluppato la teoria della relatività, mentre lavorava all'ufficio brevetti di Berna. Anche Heinrich Rohrer, Edmond Fischer, Rolf Zinkernagel e Kurt Wüthrich hanno ricevuto il premio Nobel.
Ginevra ospita uno dei più grandi laboratori al mondo, il CERN, dedicato alla ricerca sulla fisica delle particelle. Tra le notevoli invenzioni e scoperte ci fu l'LCD, il microscopio a scansione a effetto tunnel (STM), che ha permesso di vedere per la prima volta un atomo o semplicemente il popolare Velcro. Si sono anche distinti gli ingegneri della famiglia Piccard con le prime esplorazioni della stratosfera con Auguste Piccard, quella dei fondi degli oceani con Jacques Piccard, tramite il Mesoscafo che gli ha permesso di raggiungere il punto più profondo della terra, e le imprese di Bertrand Piccard, l'uomo che insieme ad André Borschberg ha compiuto il primo giro del mondo su un aeroplano alimentato esclusivamente a energia solare.
La Svizzera è stato uno dei 10 fondatori dell'Agenzia spaziale europea nel 1975 ed è il settimo maggior contribuente al suo budget. Nel settore privato, diverse società sono implicate nel settore spaziale come RUAG Space o Maxon Motors che forniscono strutture spaziali.
In ambito artistico e letterario è da ricordare che la corrente del dadaismo nacque proprio in Svizzera a Zurigo, nel 1916.
Ed è stata fondata a Berna, dove ancora ha sede, il 9 ottobre 1874, l'Unione postale universale; il 9 ottobre viene celebrata a livello internazionale con la Giornata mondiale della posta.

### Ricerca e sviluppo

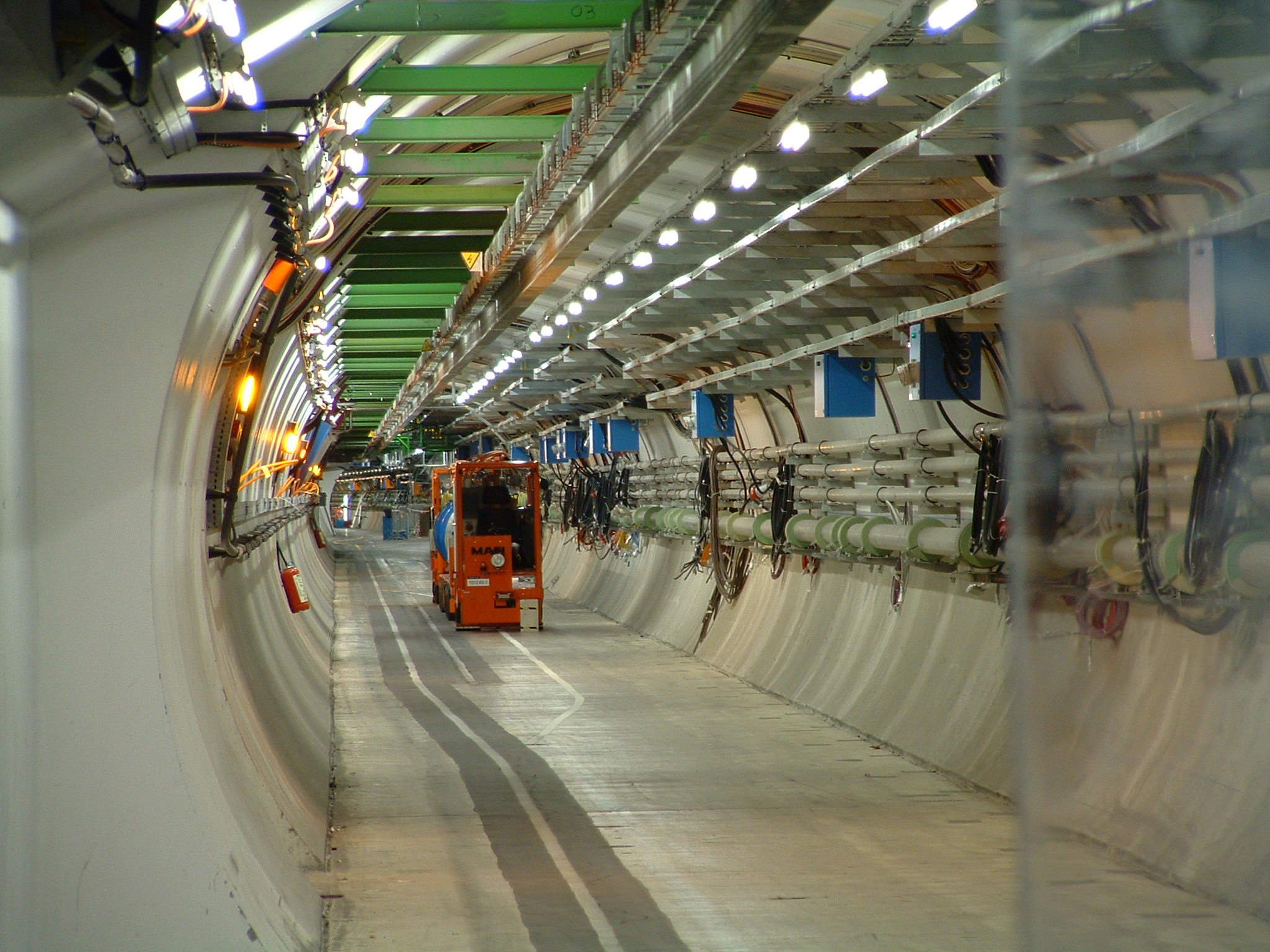
Il tunnel LHC. Il CERN di Ginevra è il più grande laboratorio di fisica al mondo e il luogo di nascita del World Wide Web.

La Confederazione è un centro di ricerca riconosciuto internazionalmente. Di dimensioni modeste e privo di risorse naturali, la Svizzera deve la sua prosperità alla capacità di innovazione e alla capacità intellettuale della popolazione, divenuta la principale risorsa del Paese. Per la Svizzera è quindi vitale mantenersi ai vertici della ricerca scientifica e dell'innovazione. Nel 2008 la Svizzera ha speso il 2,9% del suo PIL per la Ricerca e lo Sviluppo. Questa percentuale la pone al quinto posto a livello internazionale, preceduta da Svezia (3,73% del PIL), Finlandia (3,45%), Giappone (3,39%) e Corea del Sud (3,23%). Tuttavia, in termini di brevetti (Triadic patent) pro capite (numero di brevetti per milione di abitanti) la Svizzera è al secondo posto (81,01) preceduta solo dal Giappone (117,21). Riguardo agli articoli scientifici, secondo i dati dell'OCSE, la Svizzera è al primo posto con 1 142,78 articoli per milione di abitanti. Il 70% dei fondi destinati alla ricerca proviene dal settore privato, il 23% dalla Confederazione e dai cantoni, mentre il 7% proviene dalle università.
I settori che richiedono una maggiore spesa per la ricerca sono: quello chimico-farmaceutico (settore che da solo totalizza un terzo della spesa in R&S), quello microtecnologico e quello biotecnologico. Complessivamente la ricerca fondamentale assorbe il 10% della spesa svizzera nella R&S, la ricerca applicata il 36% e lo sviluppo sperimentale il 54%. Una somma ancora maggiore di quella spesa in Svizzera, viene investita dalla imprese elvetiche nella R&S all'estero: nel 2008 la spesa in R&S effettuata all'estero (15,8 miliardi di franchi) rappresentava il 132% di quella effettuata in patria (12 miliardi di franchi). È il comparto chimico-farmaceutico a investire di più fuori dai confini nazionali, dove ha investito 10 miliardi, di fronte ai 4,6 miliardi spesi in Svizzera.

### La fondazione della Croce Rossa

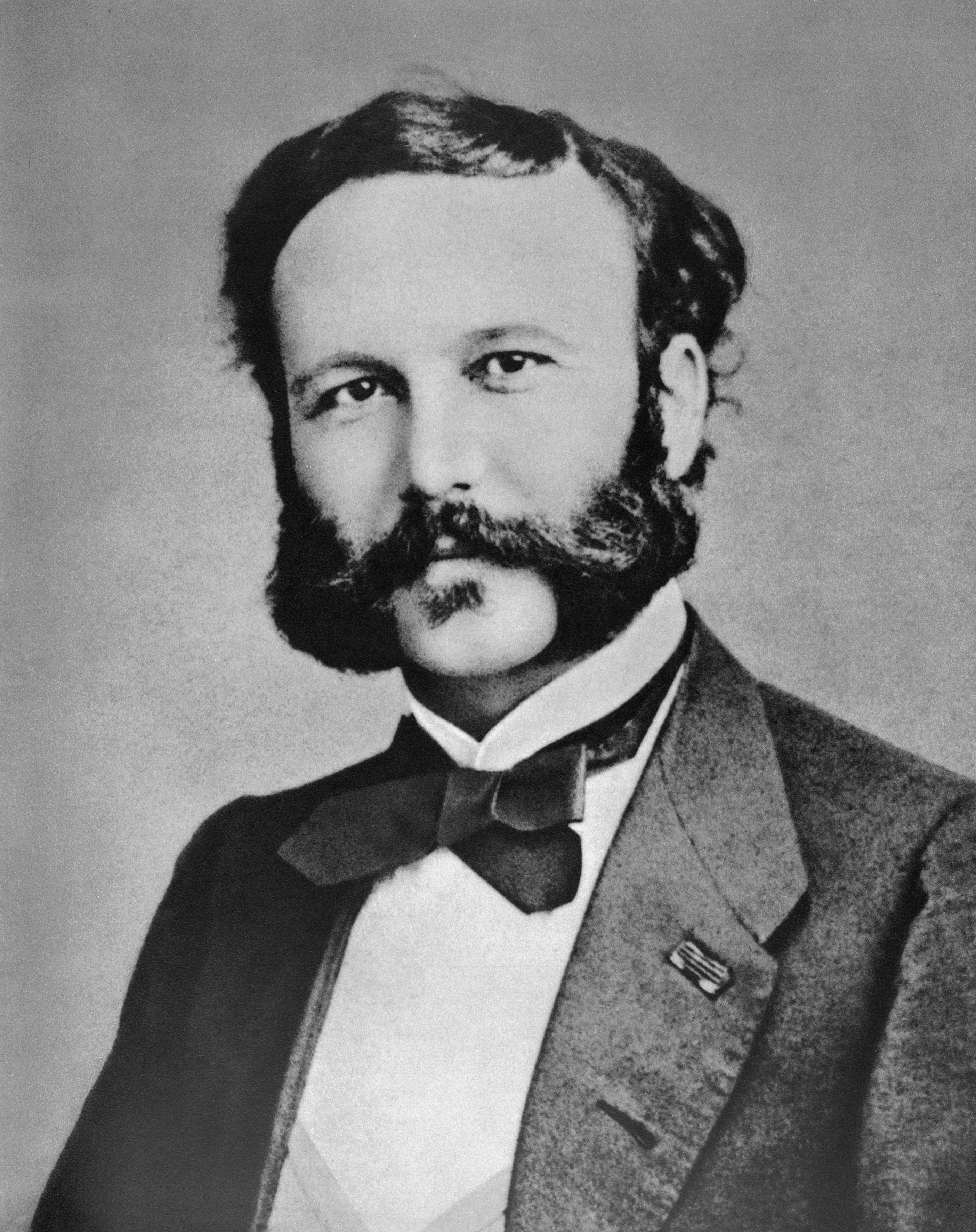
Henry Dunant, fondatore della Croce Rossa, nel 1863.

Una delle organizzazioni più importanti a livello mondiale è rappresentata dalla Croce Rossa, il Movimento Internazionale della Croce Rossa e della Mezzaluna Rossa, fondata a Ginevra, nel 1863, da Henry Dunant, primo Premio Nobel per la pace, nel 1901: oggi la data di nascita di Henry Dunant, l'8 maggio, viene celebrata nel mondo con la Giornata mondiale della Croce Rossa e Mezzaluna Rossa.

### Filosofia e teologia

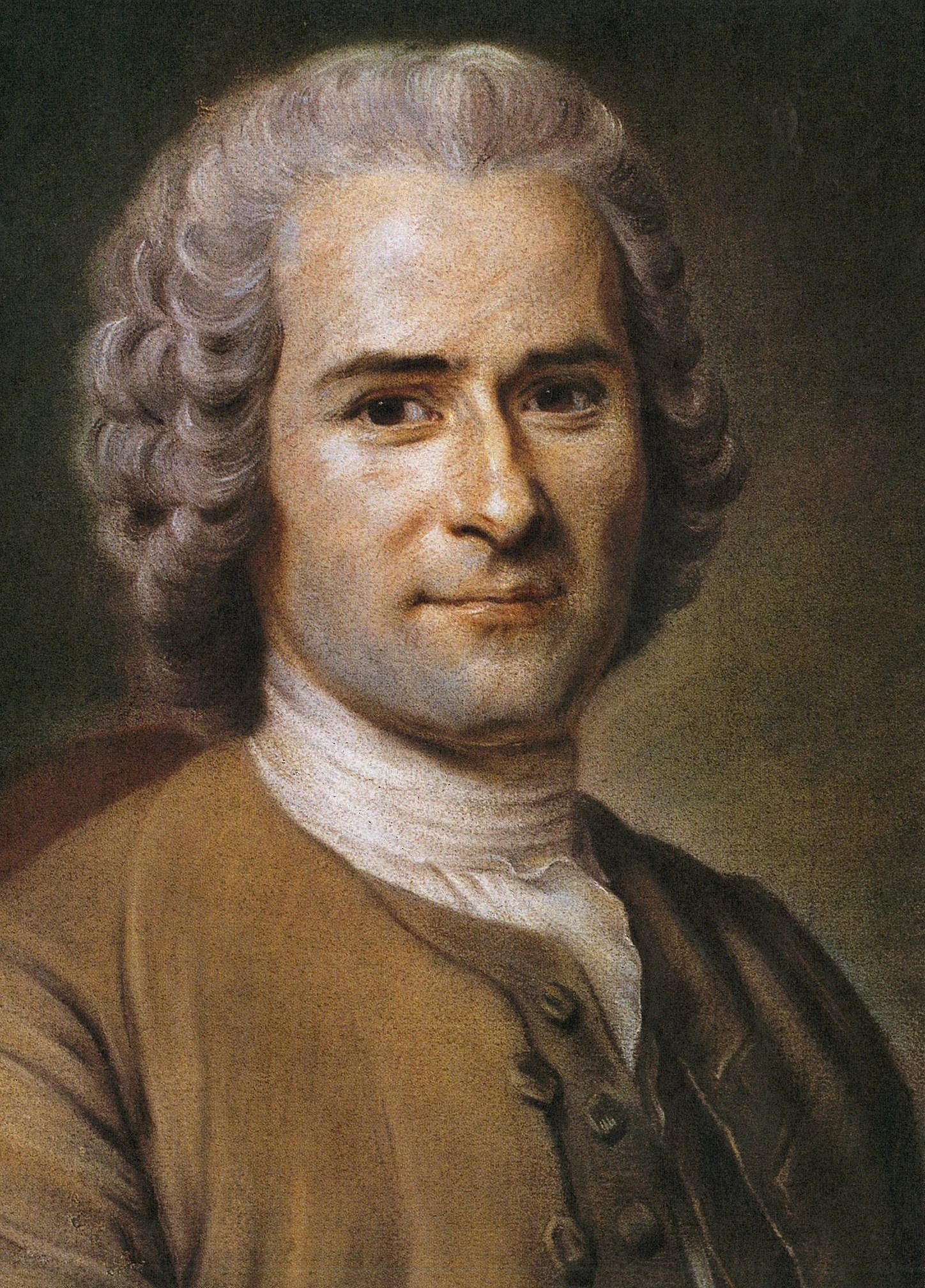
Jean-Jacques Rousseau, tra i massimi esponenti dell'illuminismo.

Le prime riflessioni che ebbero una certa rilevanza anche fuori dai confini nazionali si ebbero ai primi del Cinquecento con il teologo e riformatore zurighese Ulrico Zwingli, (uno dei maggiori esponenti della Riforma protestante, autore del Commentarius de vera et falsa religione (1525), e dalla cui dottrina venne formulato lo zwinglianesimo), e l'umanista basilese Giovanni Ecolampadio. Il pensiero di Zwingli si era sviluppato dal contatto con Martin Lutero e venne successivamente approfondito dal riformatore francese, poi naturalizzato ginevrino, Giovanni Calvino e dallo zurighese Enrico Bullinger (Confessio Helvetica 1566). Paradossalmente il calvinismo, elaborato principalmente a Ginevra, ebbe maggior fortuna fuori dai confini nazionali (nei Paesi Bassi, in Scozia → Presbiterianesimo, negli Stati Uniti d'America → Puritanesimo) che nella stessa Svizzera. Ai primi del Novecento (mentre il protestantesimo svizzero approdava alla teologia dialettica di Karl Barth) l'economista e sociologo tedesco Max Weber ha cercato di stabilire un nesso fra lo sviluppo del protestantesimo calvinista e quello del capitalismo: in Svizzera la cultura calvinista ha permeato soprattutto i cantoni protestanti, che tuttora rimangono il baricentro economico del Paese (Zurigo, Basilea, Ginevra, Losanna, Berna), ma è filtrata – senza intaccarne i dogmi – anche in quelli cattolici. Il mondo cattolico elvetico (defilato per gran parte dell'Ottocento) ha mostrato la sua vitalità soprattutto alla fine del Novecento: si sono infatti sviluppate sia istanze conservatrici, come i Lefebvriani (→ Fraternità sacerdotale Pio X), sia istanze innovatrici e progressiste, legate al pensiero del teologo lucernese Hans Küng (→ Ecumenismo). Importante esponente del naturalismo tedesco e del rinascimento fu Paracelso.
Riflessioni in campo filosofico sono state espresse nel Settecento dal ginevrino Jean-Jacques Rousseau e dal vodese Benjamin Constant: nel Contratto sociale Rousseau esalta la democrazia diretta degli alpigiani svizzeri e la piccola proprietà, mentre Constant ha approfondito il godimento delle libertà civili nelle democrazie moderne. Nel Novecento la ginevrina Jeanne Hersch ha proseguito le riflessioni di Henri Bergson, da cui ha tratto principalmente la nozione di libertà, allacciandosi successivamente alla filosofia del pensatore tedesco Karl Jaspers, di cui è stata allieva (→ Esistenzialismo). In ambito antropologico il basilese Johann Jakob Bachofen ha approfondito le tematiche del matriarcato. Jacob Burckhardt ha invece sottolineato l'importanza dell'elemento culturale nella storia (Kulturgeschichte) e Carl Gustav Jung, allievo di Burckhardt a Basilea, ha sviluppato l'idea dell'inconscio collettivo. Il neocastellano Jean Piaget è invece considerato il fondatore dell'epistemologia genetica mentre un altro neocastellano, Denis de Rougemont, è considerato come uno dei grandi pionieri dell'idea di istituire un federalismo europeo ed è uno dei principali rappresentanti del federalismo integrale.

### Media

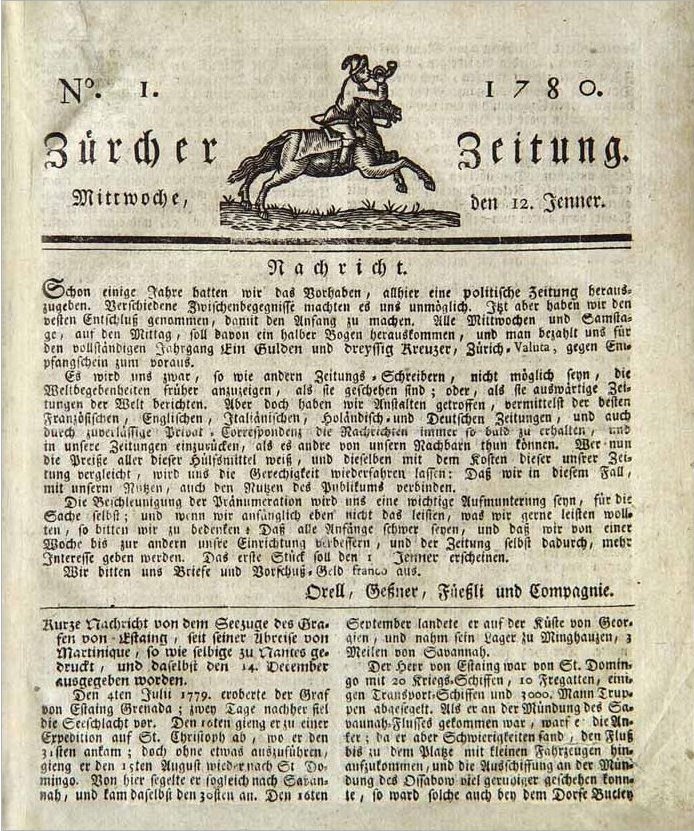
Frontespizio del primo numero del 12 gennaio 1780 della Neue Zürcher Zeitung. Il giornale è uno dei più vecchi quotidiani in lingua tedesca ancora in attività.

La libertà di stampa e il diritto alla libertà di espressione è garantita nella Costituzione federale della Svizzera. Secondo il rapporto del 2010 dell'organizzazione non governativa Freedom House la Svizzera è considerata un paese libero, occupa l'ottavo posto nella graduatoria internazionale (libero, 8º), distanziando i suoi vicini..
L'Agenzia telegrafica svizzera (ATS) trasmette regolarmente informazioni nelle tre lingue nazionali - sulla politica, economia, società e cultura. L'ATS fornisce quasi tutti i media svizzeri e una ventina di media stranieri con le sue notizie. La Svizzera, storicamente, vanta il maggior numero di titoli di giornali rispetto alla popolazione. I giornali svizzeri più influenti sono quelli in lingua tedesca, il Tages-Anzeiger e la Neue Zürcher Zeitung (NZZ), e in lingua francese, Le Temps, ma quasi tutte le città hanno almeno un quotidiano locale. La diversità culturale contribuisce per un gran numero di giornali.
In contrasto con la stampa, la radiodiffusione pubblica è sempre stata soggetta a un maggior controllo da parte dell'ente pubblico. La Società svizzera di radiotelevisione, la SRG SSR, è incaricata di produrre e trasmettere i programmi radiofonici e televisivi. Questa azienda è divisa in quattro divisioni: SRF di lingua tedesca, RTS di lingua francese, RSI - Radiotelevisione svizzera di lingua italiana di lingua italiana, e Radio e Televisiun Rumantscha di lingua romancia. Gli studi della SRG SSR sono distribuiti nelle varie regioni linguistiche. I programmi della radio sono prodotti in sei centrali e quattro studi regionali, mentre i programmi televisivi sono prodotti a Ginevra, Zurigo e Lugano. Una vasta rete di distribuzione via cavo consente inoltre alla maggior parte della popolazione di accedere ai programmi dei paesi vicini.

### Bandiera

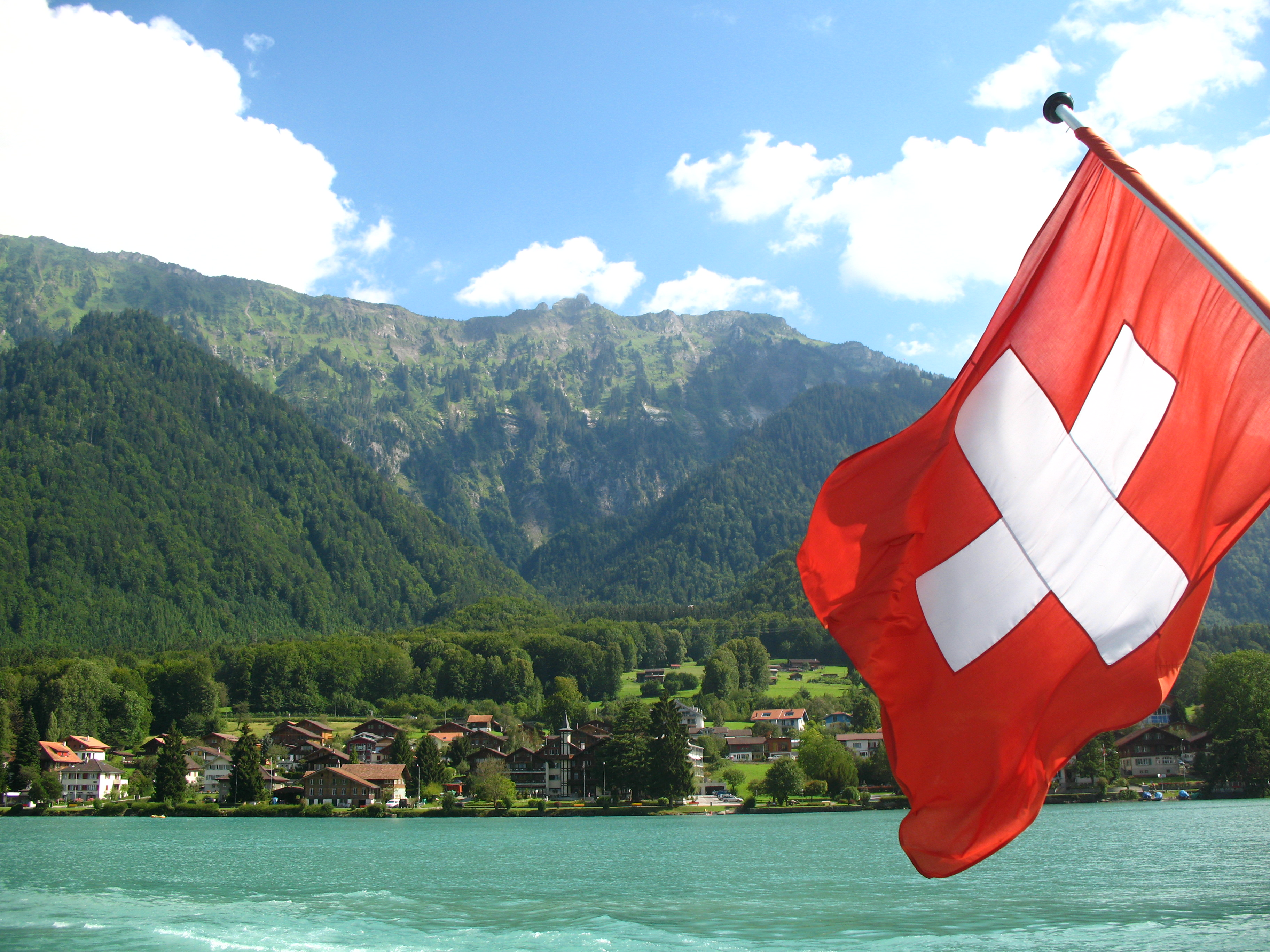
La bandiera svizzera (sul lago di Brienz)

La croce bianca era un simbolo diffuso nei territori del Sacro Romano Impero Germanico. L'emblema (con i bracci bianchi estesi sino ai bordi del quadrato) fece la sua comparsa fra le armate svizzere, per la prima volta, nella battaglia di Laupen nel 1339. Tuttavia gli svizzeri continuarono a utilizzare le insegne dei singoli cantoni. La prima bandiera unitaria fu il tricolore verde, rosso e giallo della Repubblica elvetica, utilizzato dal 1799 al 1803. In modo informale, la croce bianca riprese a sventolare dopo il 1803 e soprattutto dopo il 1814. Nel 1847, durante la Guerra del Sonderbund, il generale Guillaume-Henri Dufour chiese l'adozione di un unico simbolo nazionale per l'esercito federale, terminata la campagna, nel 1848, la croce bianca in campo rosso divenne ufficialmente il simbolo del nuovo Stato federale. Nel 1889 l'Assemblea federale regolamentò definitivamente anche le proporzioni della bandiera, quadrata, 1:1. Tuttavia, a partire dalla seconda guerra mondiale, la marina mercantile svizzera (sia marittima sia fluviale) utilizza la bandiera rettangolare, con la proporzione 2:3.

### Arte

#### Architettura

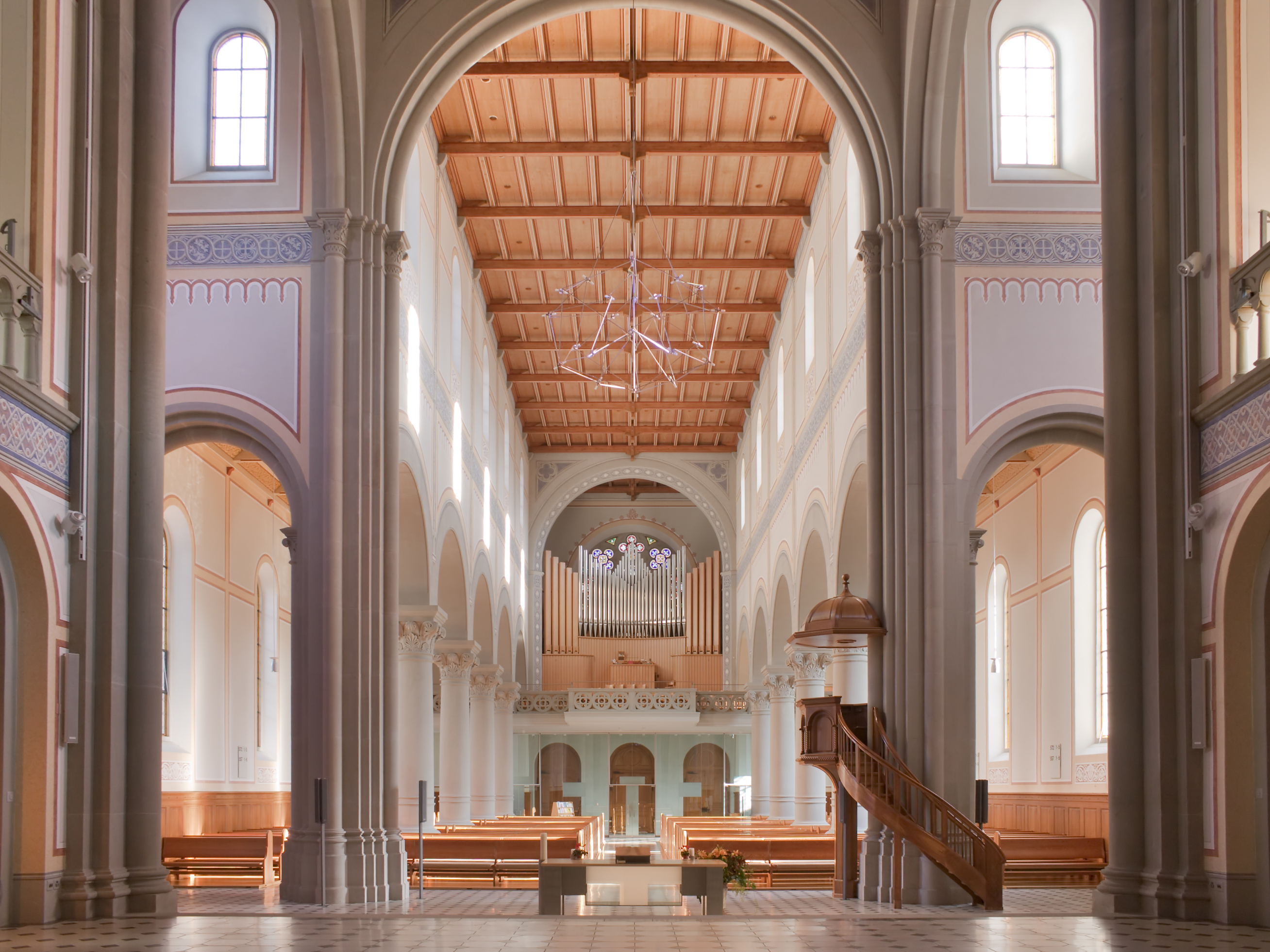
La chiesa riformata di Glarona. Nei cantoni protestanti la Riforma influenzò anche l'architettura, proponendo uno stile essenziale e spoglio.

Risparmiata dalle distruzioni grazie alla sua neutralità, la Svizzera ha conservato tracce di tutti gli stili architettonici che si sono susseguiti nella sua storia. Esempi di architettura romanica del Trecento sono: la cattedrale di Basilea, quella di Sion, di Coira e di Ginevra, come pure la chiesa di San Nicolao a Giornico. Sono invece ottimi esempi di edilizia gotica le chiese principali di Sciaffusa, Zugo e Zurigo. Uno dei massimi esponenti dell'architettura barocca fu il ticinese Francesco Borromini, che operò essenzialmente a Roma (con il compatriota Carlo Maderno), dove diresse i lavori per la costruzione della chiesa di San Carlo alle Quattro Fontane. Antonio da Ponte lavorò principalmente a Venezia, dove progettò e diresse la costruzione del celebre Ponte di Rialto. Domenico Trezzini e Domenico Pelli si distinsero come architetti e urbanisti alle corti di Danimarca e di Russia (di Trezzini è il piano e il progetto di San Pietroburgo, di Pelli numerosi edifici e fortezze di Copenaghen).
Il più conosciuto architetto svizzero è però Le Corbusier, tra i più noti esponenti del Movimento Moderno. Atelier 5, Mario Botta, Valerio Olgiati, Raphael Zuber, Peter Zumthor e Diener & Diener sono i principali architetti del presente che operano soprattutto all'estero.

#### Pittura e scultura

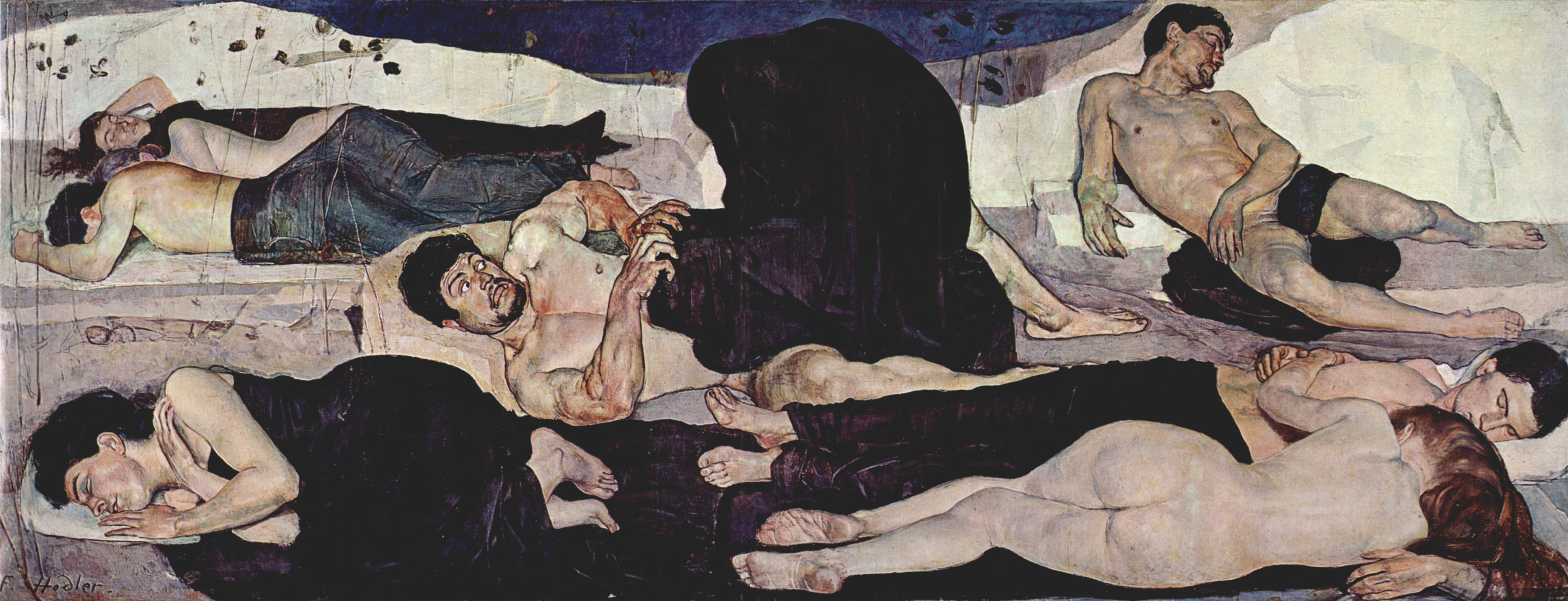
Ferdinand Hodler, La notte (1890) affresco al Kunstmuseum. Artista eclettico, passò dall'impressionismo, al simbolismo e all'espressionismo

Fino al XVIII secolo le arti figurative svizzere sono rimaste confinate - con qualche pregevole eccezione - all'ambito domestico. Pittori e scultori svizzeri portarono la loro arte all'estero, fra costoro si distinse Johann Heinrich Füssli (che operò soprattutto in Inghilterra con il nome di Henry Fuseli). Nell'Ottocento si fecero largo Arnold Böcklin, Albert Ankel, Vincenzo Vela e Ferdinand Hodler. Il Novecento vide una maggiore interazione dell'arte svizzera con quella europea. Accanto a Paul Klee, esponente dell'astrattismo, Alberto Giacometti è forse la figura di maggior rilievo: a Parigi, fra le due guerre, si accostò al movimento cubista per arrivare al surrealismo, dopo la seconda guerra mondiale, ritornò a Parigi e influenzato dall'esistenzialismo sviluppò un personalissimo stile di figure molto allungate in bronzo composte da piccoli ammassi di materia, stile che sviluppò anche in pittura e soprattutto in stampe litografiche. E ancora da ricordare l'artista Sophie Taeuber-Arp.
Altra figura di spicco, attivo soprattutto negli anni '60/'80 del '900, Jean Tinguely, scultore appartenente al "Nouveau Réalisme", marito di Niki de Saint Phalle. Sempre nel secondo dopoguerra, il pittore, designer e scultore HR Giger sviluppò il proprio universo distopico, xenomorfo e biomeccanico, in cui la creatura più celebre è il mostro alieno del film Alien e seguiti, animato da Carlo Rambaldi con il quale l'artista elvetico vinse l'Oscar ai migliori effetti speciali nel 1980.

### Letteratura e filosofia

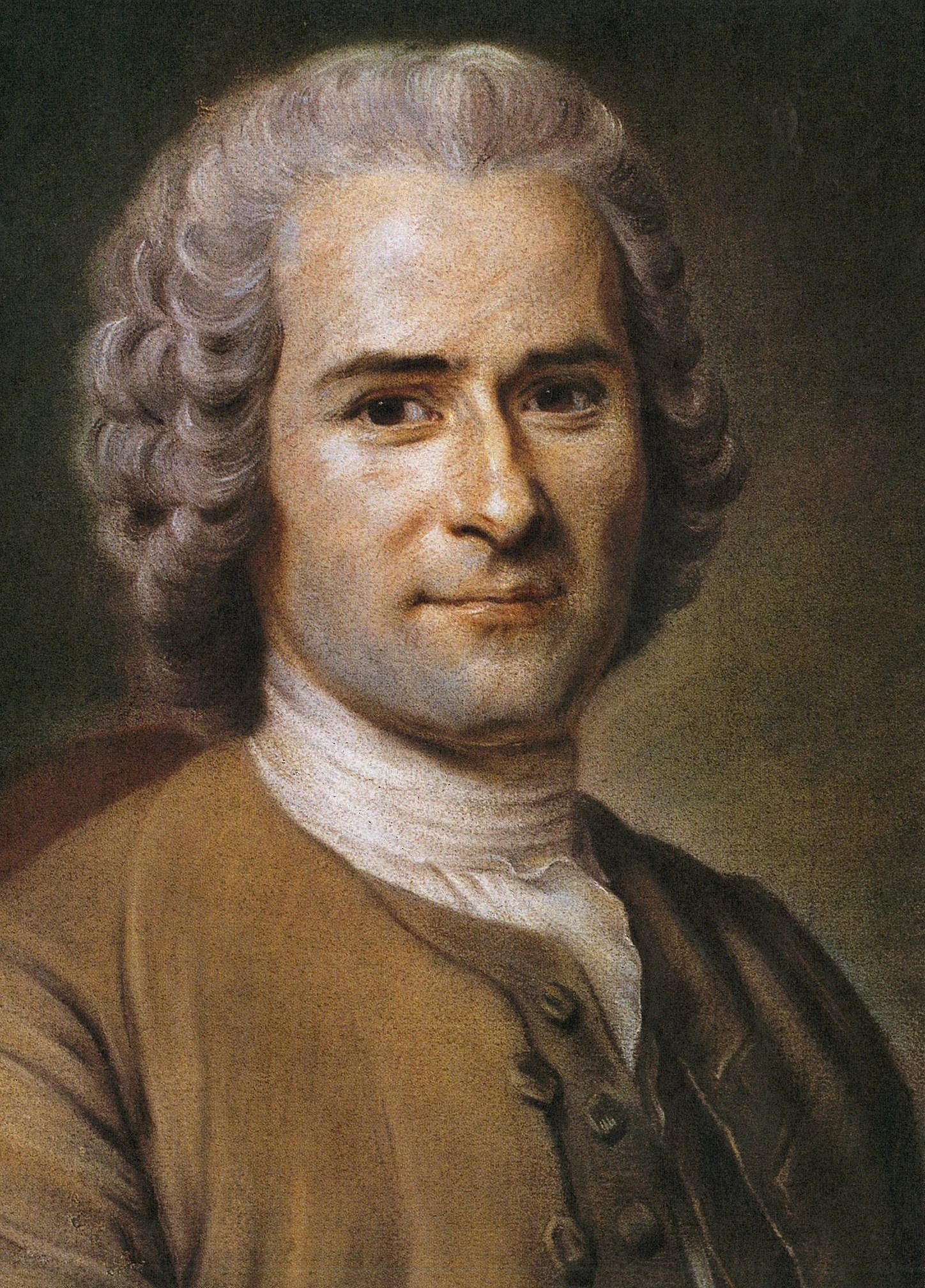
Jean-Jacques Rousseau (1712-1778)
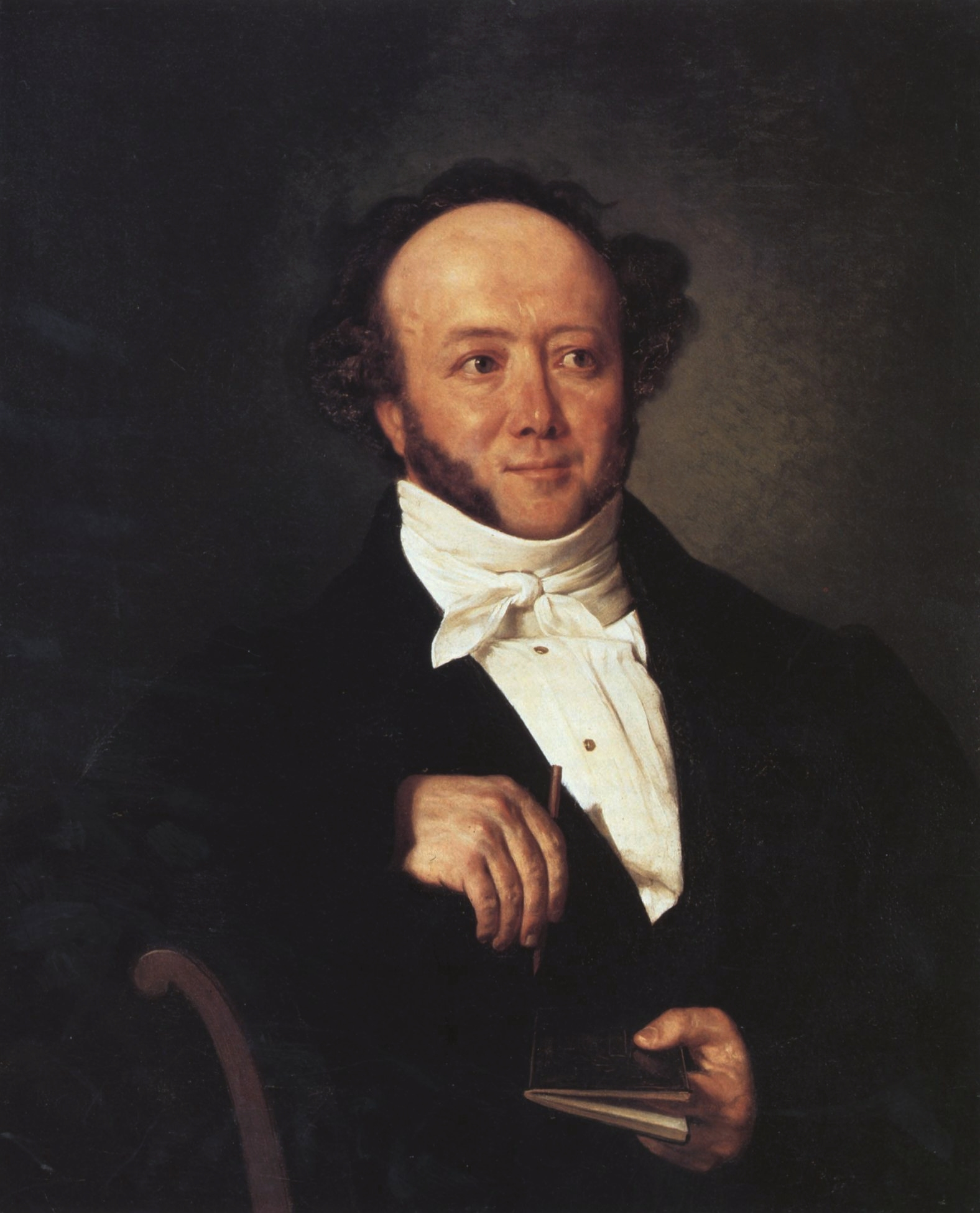
Jeremias Gotthelf (1797-1854)
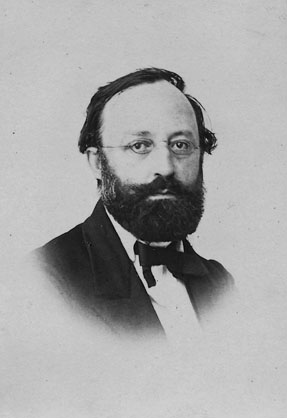
Gottfried Keller (1819-1890)
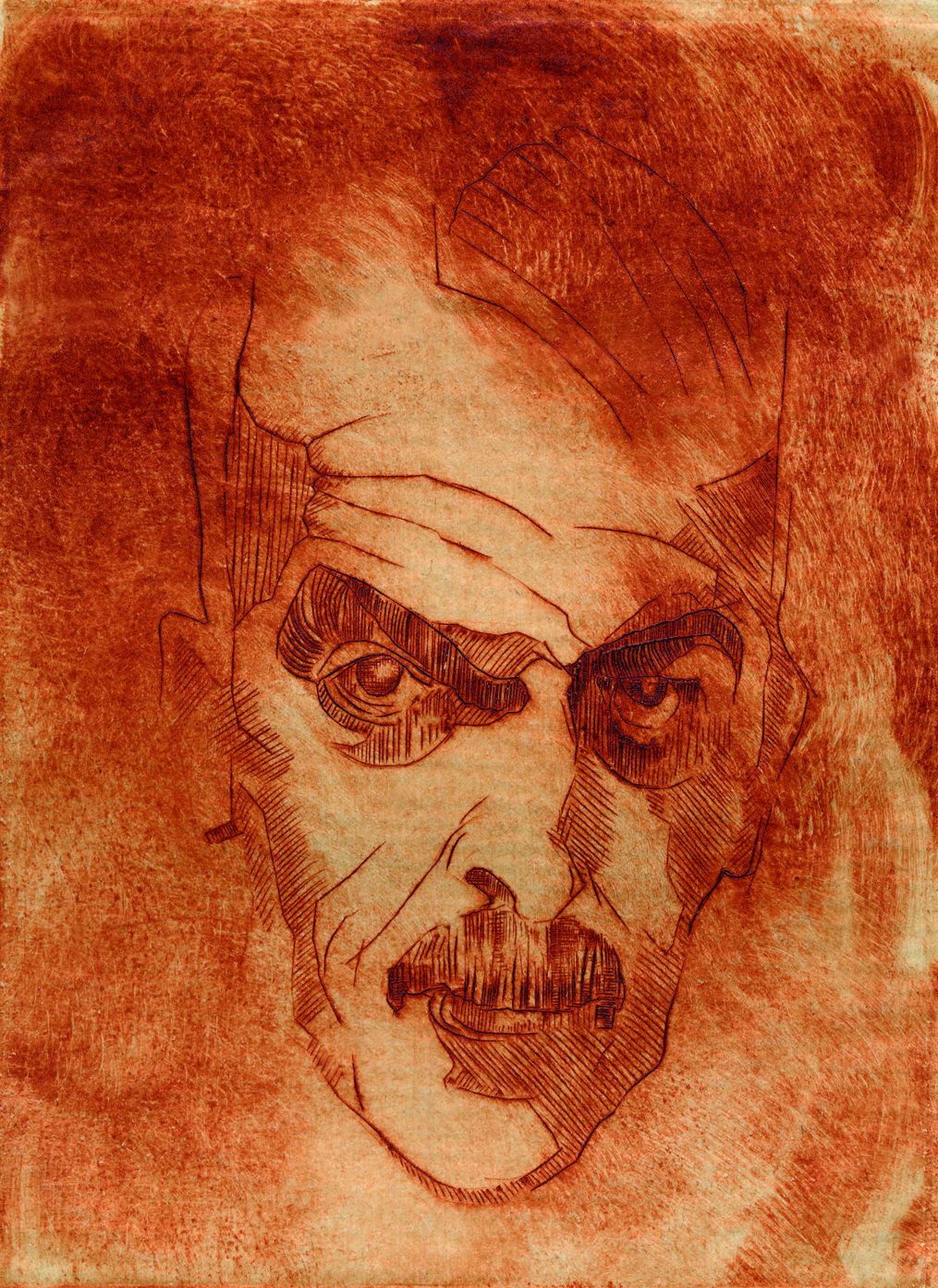
Charles-Ferdinand Ramuz (1878-1947)
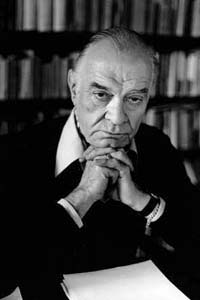
Denis de Rougemont (1906-1985)
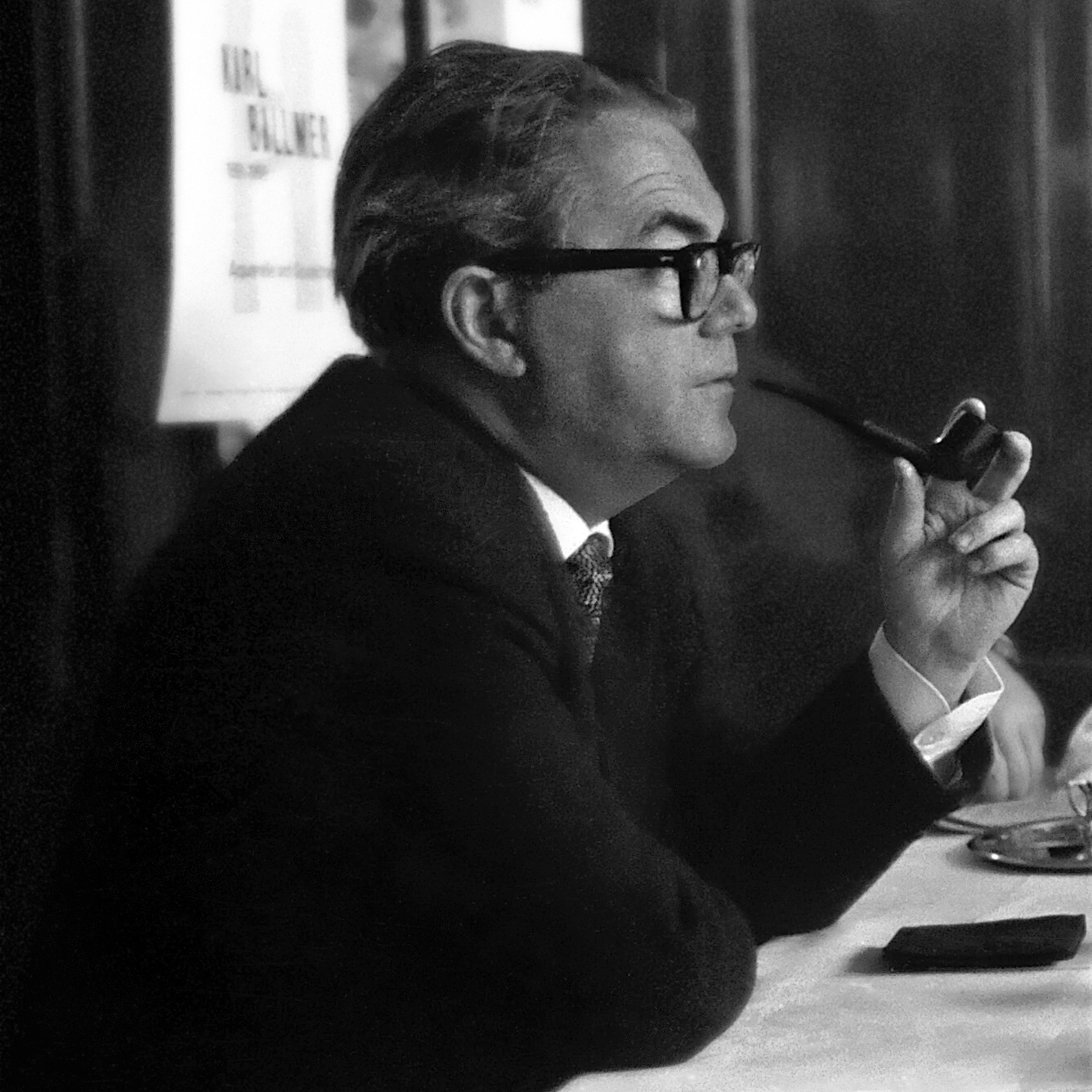
Max Frisch (1911-1991)
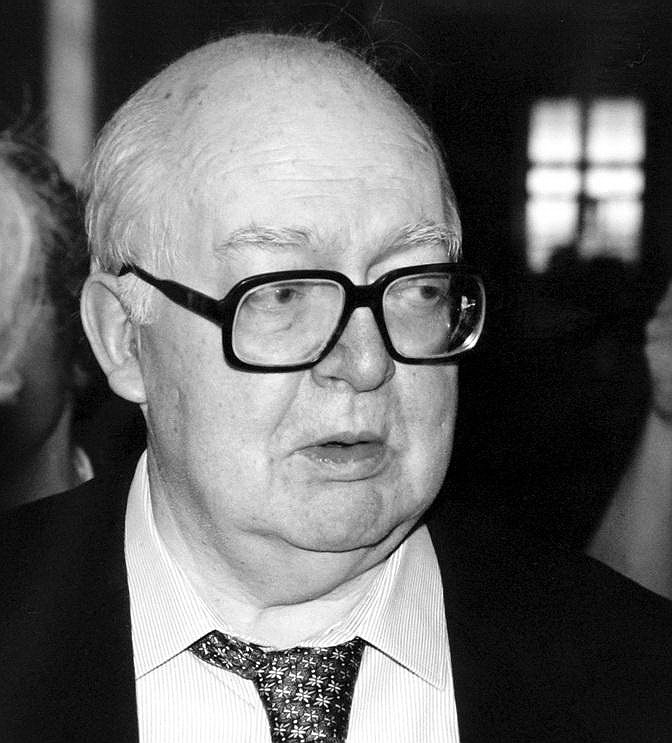
Friedrich Dürrenmatt (1921-1990)

Dal momento che la Confederazione, dalla sua fondazione nel 1291, era costituita quasi esclusivamente da regioni di lingua tedesca, le prime forme di letteratura sono in tedesco. Nel XVIII secolo il francese divenne di moda a Berna e nelle altre regioni, mentre l'influenza degli alleati di lingua francese si faceva sempre più marcata. Tra i classici della letterature svizzera tedesca sono Jeremias Gotthelf (1797-1854), che ha descritto la vita contadina dell'Emmental, Gottfried Keller (1819-1890) e Carl Spitteler (1845-1924). Gli indiscussi giganti della letteratura svizzera del XX secolo sono Max Frisch (1911-91) e Friedrich Dürrenmatt (1921-90), il cui repertorio include Die Physiker (I fisici) e Das Versprechen (La Promessa), portato allo schermo nel 2001. Eminenti autori di lingua francese erano Jean-Jacques Rousseau (1712-1778) e Madame de Staël (1766-1817). La letteratura più recente comprende autori come Charles-Ferdinand Ramuz (1878-1947), i cui romanzi sono per la maggior parte incentrati sulla dura vita di paesani e montanari nel mezzo di una natura spettacolare, e Blaise Cendrars (1887-1961). Hanno contribuito anche autori di lingua italiana e romancia, ma in un modo più modesto, dato il numero ristretto di abitanti. Probabilmente la creazione letteraria più famosa, Heidi (1880), (con 50 milioni di copie vendute ), la storia di una ragazza orfana che viveva con il suo nonno nelle Alpi, fu uno dei libri per bambini più popolari in assoluto ed è diventato per molti un simbolo della Svizzera. La sua creatrice, Johanna Spyri (1827-1901), ha scritto parecchi libri sullo stesso tema. Svizzeri sono anche il fondatore della psicologia analitica Carl Gustav Jung, i membri della famiglia Bernoulli ed Eulero.

### Fumetto

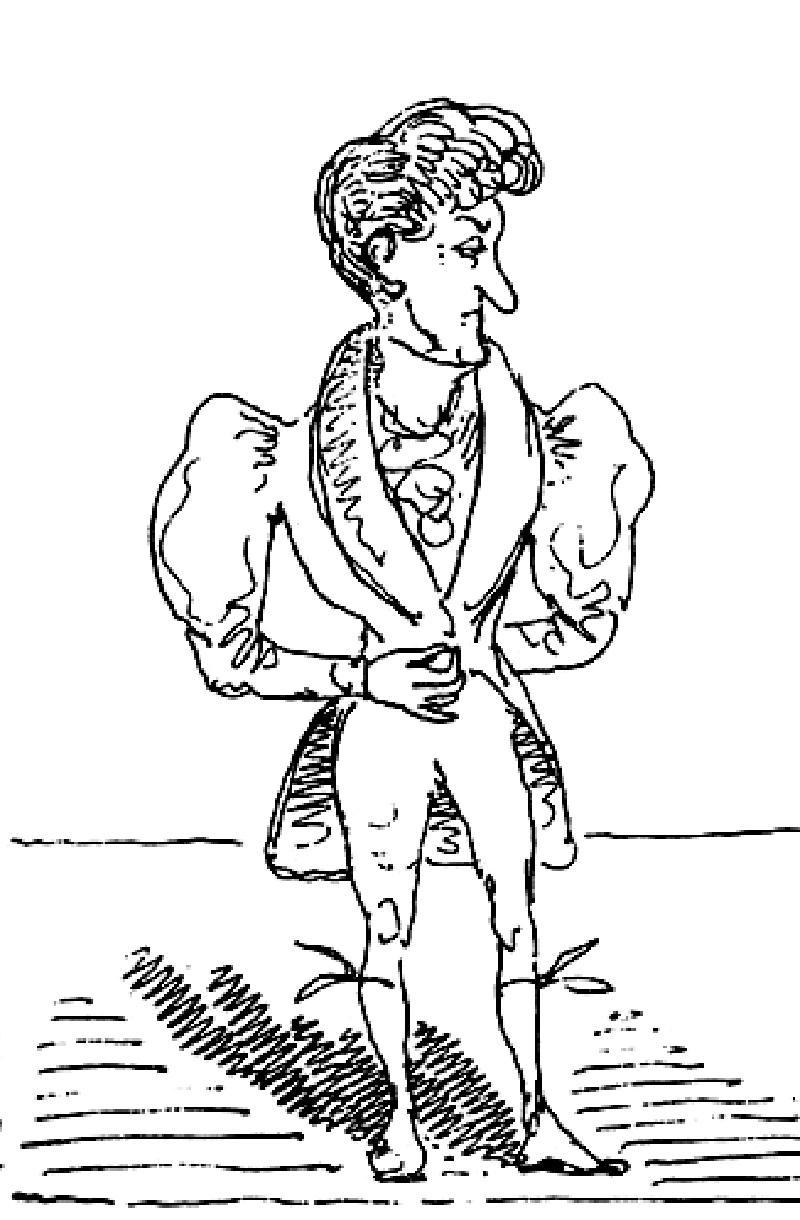
Il signor Jabot, da Histoire de monsieur Jabot, di Rodolphe Töpffer.

Nel 1833 veniva pubblicata a Ginevra una cosiddetta storia in immagini dal titolo Histoire de monsieur Jabot, il primo personaggio del fumetto al mondo, dell'illustratore svizzero Rodolphe Töpffer, il padre del fumetto .

### Musica

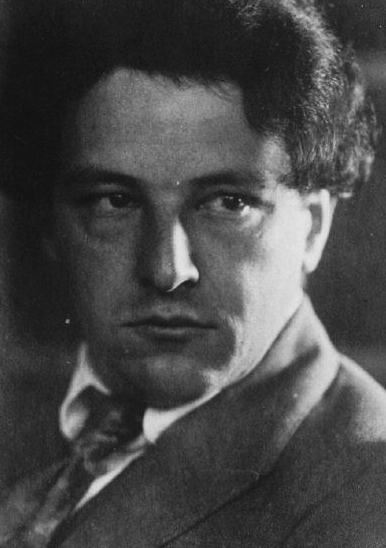
Arthur Honegger, il principale compositore svizzero e membro del Gruppo dei Sei, trascorse quasi tutta la sua vita in Francia.

Due peculiarità contraddistinguono lo sviluppo storico della musica in Svizzera: da una parte l'assenza di grandi centri culturali e poli musicali (sviluppatisi all'estero nelle corti principesche), dall'altra la diffusione sul territorio elvetico di generi musicali stranieri, indipendentemente dalle variazioni linguistiche interne: novità provenienti dalla Scuola di Notre-Dame parigina si diffusero infatti nelle abbazie e nelle città svizzere di lingua tedesca. Al di fuori dell'ambito ecclesiastico, la musica popolare sviluppò principalmente le Minnesang (raccolte nel Codice Manesse del 1304). Se nelle città riformate si sviluppò il canto religioso, nelle regioni cattoliche crebbe la musica organistica.
Nel 1768 a Lucerna nacque l'Helvetische Konkordiagesellschaft che promosse in ambito borghese la musica profana. La musica popolare - che a partire dal Cinquecento si avvaleva del Corno alpino - si arricchì inoltre delle marce militari che i mercenari apprendevano all'estero. A partire dal Settecento sono invece attestati gli Jodel. Nel 1808 gli ambienti liberali promossero la Società svizzera di musica che si occupò di organizzare festival musicali. Oggi i principali appuntamenti musicali sono: le annuali rassegne di musica classica di Lucerna (dal 1938), di Zurigo e di Ascona, il Montreux Jazz Festival, l'Estival Jazz di Lugano, l'Open Air di San Gallo, il Paléo Festival Nyon e la Street Parade zurighese..
Tra i cantautori svizzeri più noti possiamo ricordare Paolo Meneguzzi. Da ricordare anche Lys Assia che con il singolo Refrain è stata la prima vincitrice dell'Eurovision Song Contest, nel 1956.

#### Street Parade

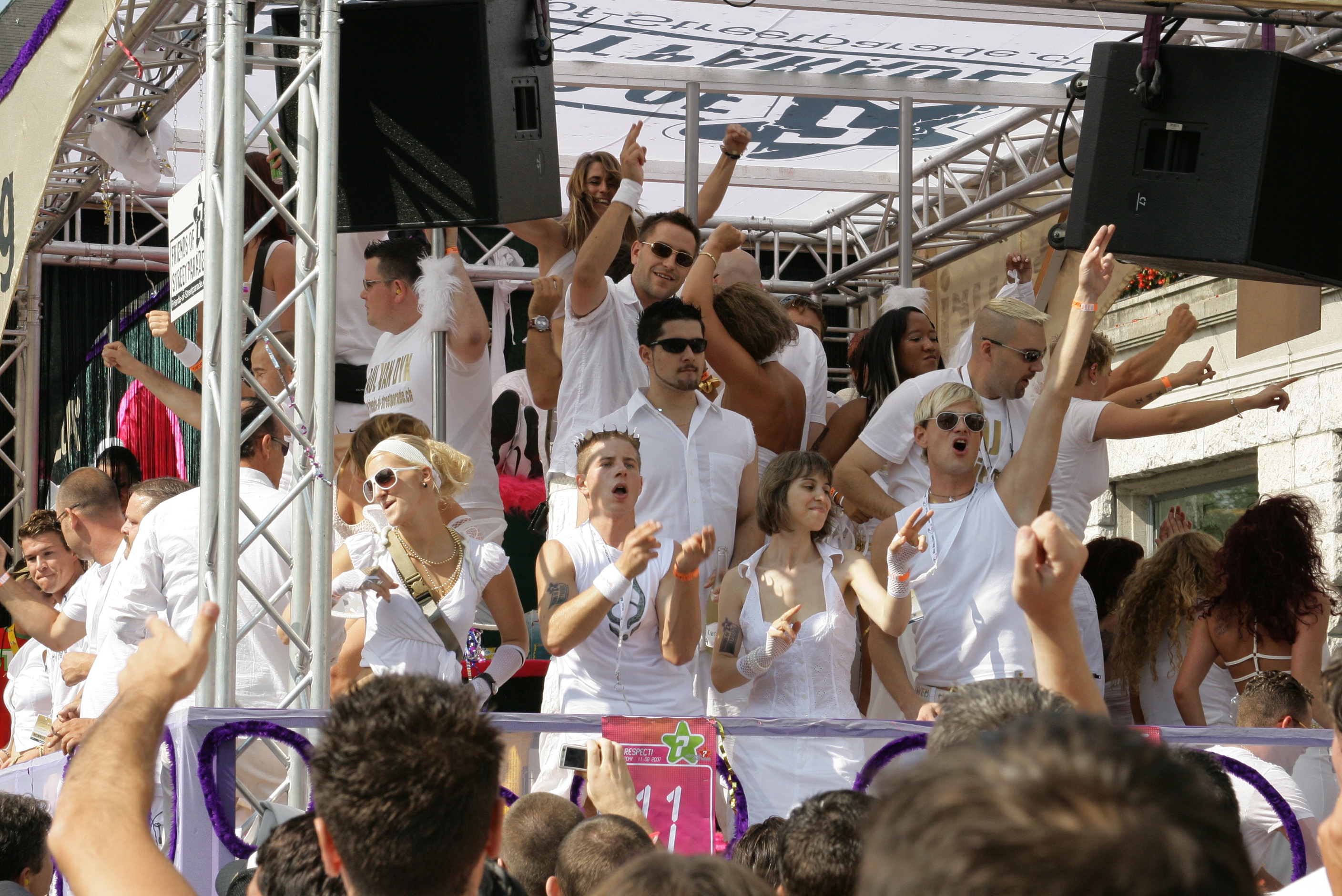
Street Parade 2007

Il principale evento musicale su suolo elvetico è forse la Street Parade, la parata di musica techno che si tiene annualmente nelle strade di Zurigo, solitamente il secondo sabato di agosto. La prima edizione della manifestazione venne organizzata nell'estate del 1992 da uno studente di matematica del Politecnico federale di Zurigo, Marek Krynski, che si ispirò alla LoveParade di Berlino.
Inizialmente convocata come Manifestazione per l'amore, la pace, la libertà, la generosità e la tolleranza, la Street si è imposta negli anni come uno dei più grandi appuntamenti per gli appassionati di musica techno. Il numero dei partecipanti oscilla attorno agli ottocentomila. A partire dal 1998 a ogni edizione è accostato un tema e uno slogan: It's all in your hands, (1998), More than words (1999), Believe in love (2000), Love, freedom, tolerance (2001), Peace! (2002), Let the sun shine (2003), Elements of culture (2004), Today is Tomorrow (2005), Move your mind (2007), Respect! (2007), Friendship! (2008), Still have a dream (2009), Celebrate the spirit of Street Parade! (2010), 20 Years Love, Freedom, Tolerance & Respect (2011).
Oggi la Street Parade è riconosciuta come bene culturale zurighese, della sicurezza si fa carico la città, mentre le Ferrovie federali organizzano per l'occasione treni speciali da tutta la Svizzera verso Zurigo.

### Teatro
Il principale teatro del paese è lo Schauspielhaus di Zurigo che figura fra i maggiori teatri di lingua tedesca. Fondato nel 1892, ha visto andare in scena per la prima volta numerosi drammi di Bertold Brecht e i lavori di Friedrich Dürrenmatt e Max Frisch. Accanto allo Schauspielhaus, il Cabaret Voltaire è l'altro grande ritrovo zurighese che ha visto nascere al suo interno il movimento dadaista. Il teatro italofono è limitato alla Svizzera italiana. Qui vi sono tracce teatrali almeno a partire dal Seicento (convento dei Gesuiti di Bellinzona, Convento dei Somaschi a Lugano), con realizzazioni anche di un certo rilievo (traduzioni inedite dal francese, in special modo di Molière e Corneille, per opera dell'abate Gian Pietro Riva). Nell'Ottocento l'attività teatrale è specialmente incentrata sull'importazione di spettacoli dall'Italia (e più raramente dal resto della Confederazione elvetica): sono sorti i teatri di Lugano, Bellinzona (un raffinato edificio architettonicamente affine alla Scala di Milano), Locarno e Chiasso. La produzione autoctona ha tardato però a manifestarsi, se non nelle forme del teatro amatoriale e dialettale (senza testi scritti fino alla fine dell'Ottocento) e nelle manifestazioni folkloristiche (come le Sacre Rappresentazioni - o Processioni storiche - di Mendrisio, nel Sottoceneri, tradizione tuttora esistente). Nel 1932 è nata la prima compagnia teatrale professionistica, per opera di un'attrice ticinese nata a Londra, Maria Bazzi (l'iniziativa è però rapidamente fallita).
Nel 1932, inoltre, è nata la Radio della Svizzera Italiana (detta anche Radio Monteceneri) che ha formato una prima generazione di attori e registi: Guido Calgari, Romano Calò, Giuseppe Galeati. Sono subentrati in seguito, come registi, Vittorio Ottino e Carlo Castelli. Grazie alla radio, gli attori hanno cominciato anche a calcare i palcoscenici in modo professionistico e sono nate alcune compagnie indipendenti: Teatro Prisma (diretto dall'italiano Franco Passatore, 1956-59), Teatro La Cittadella (1961-66) e Teatro La Maschera (1984-93), compagnie dirette da Alberto Canetta (1924-87), forse uno dei più importanti uomini di teatro nella Svizzera italiana del Novecento. Nel 1981 nasce il Teatro della Svizzera Italiana, che promuove vaste tournée sul territorio cantonale e la cui esperienza si esaurisce nel 1987. Nello stesso anno nasce inoltre il TASI (Teatri Associati della Svizzera Italiana) che raggruppa le nuove compagnie indipendenti, nate nel corso degli anni settanta-ottanta. Un ruolo notevole, in questo contesto, è svolto dalla Scuola e dal Teatro Dimitri di Verscio, da cui sono usciti molti degli artisti attivi a partire dagli anni novanta. Nell'attuale scena, estremamente composita dal profilo sia organizzativo sia stilistico (teatro di parola, teatro di marionette, teatro-danza, teatro-multimediale) si possono ricordare: il Teatro Pan, il Teatro Sunil (il cui regista Daniele Finzi Pasca lavora con il Cirque du Soleil in grandi realizzazioni internazionali), Luganoteatro, la Markus Zohner Theater Compagnie, il Teatro Paravento, il Teatro delle Radici e il Teatrodanza Margit Huber.

### Cinema
Per quanto concerne l'aspetto cinematografico, nel XX secolo si distinsero, tra gli altri, Bruno Ganz, attore, il regista Alain Tanner e Xavier Koller, il cui film Viaggio della speranza (1990) ha vinto Oscar al miglior film in lingua straniera. Primo film svizzero a vincere l'Oscar al miglior film straniero fu, nel 1985, Mosse pericolose del regista Richard Dembo. Precedentemente, nel 1971, il primo film svizzero a essere candidato per l'Oscar al miglior film straniero è stato Primo amore del regista Maximilian Schell.

### Scienza e tecnologia
- Logitech

#### Medicina
- alchimia e medicina nel XVI secolo: Paracelso: i quattro pilastri della medicina: Paragranum (1530)
- 1894: viene scoperto il bacillo della peste, dal medico svizzero francese Alexandre Yersin: il bacillo verrà chiamato in suo onore Yersinia pestis

#### Psicologia e psichiatria
- La psicologia analitica o psicologia del profondo elaborata da Carl Gustav Jung (1875-1961)
- Per quanto concerne la psichiatria ricordiamo la figura di Hermann Rorschach (1884-1922), noto, in particolare, per il test di Rorschach (1921), tipo di metodo psicodiagnostico.
- La fondazione della epistemologia genetica da parte di Jean Piaget (1896-1980)
- 1921: vengono introdotti i termini Introversione ed estroversione da Carl Gustav Jung

#### Pedagogia

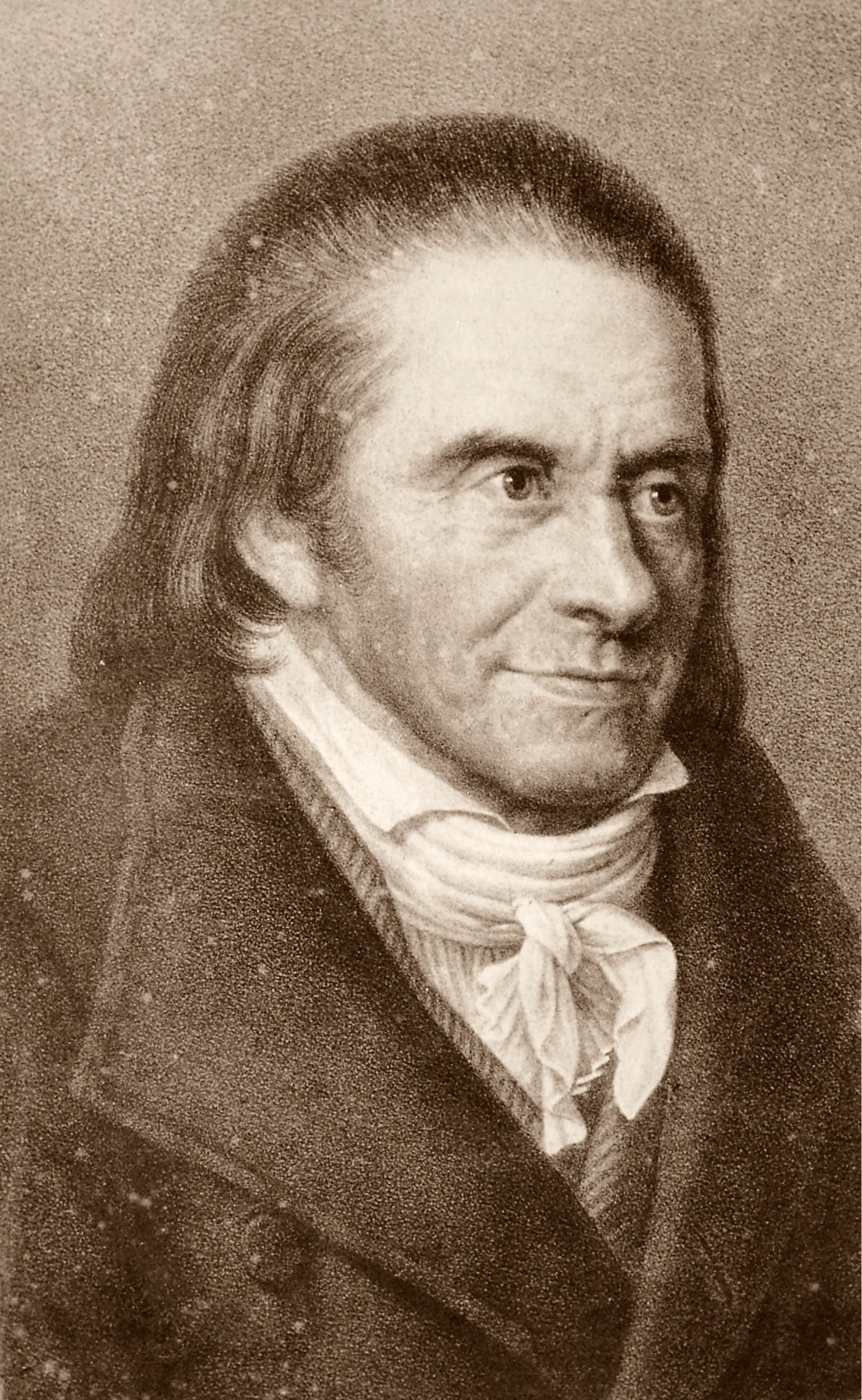
Johann Heinrich Pestalozzi.

In ambito pedagogico la Svizzera ha dato un importante contributo con personalità rilevanti quali Johann Heinrich Pestalozzi, il padre della pedagogia , noto autore del romanzo pedagogico Leonardo e Geltrude (1781). Altra grande figura della pedagogia moderna è Jean-Jacques Rousseau, autore dell'Emilio o dell'educazione (1762).

#### Chimica
- Viene scoperta la Vitamina A (1931) (prima vitamina a essere scoperta), dal chimico Paul Karrer

#### Vulcanologia
Nell'ambito della vulcanologia spicca il contributo dello svizzero Alfred Rittmann, il cui lavoro Vulkane und ihre Tätigkeit (I vulcani e la loro attività) (1936), può essere considerato il primo trattato di vulcanologia moderna.

#### Matematica

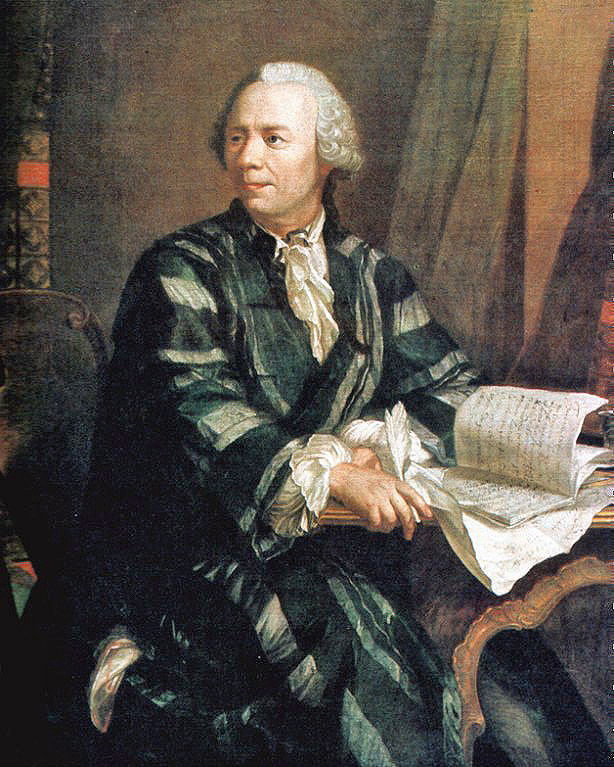
Eulero, tra i massimi matematici del XVIII secolo.

Tra il XVII e il XVIII secolo uno dei più importanti matematici che diede rilevanti contributi al calcolo infinitesimale fu Johann Bernoulli.Nel XVIII secolo Daniel Bernoulli e Johann Heinrich Lambert, che fu tra i pionieri della geometria non euclidea. Tra gli illustri matematici dell'illuminismo che contribuì a nuove denominazioni matematiche e diede un decisivo contributo all'analisi matematica vi fu lo svizzero Eulero (1707-1783), autore, in particolare, dell'Introductio in analysin infinitorum (1748).

#### Zoologia
- viene fondata la zoologia moderna, per opera del naturalista svizzero Conrad Gessner,il padre della zoologia[193], autore dell'Historiae animalium (1551-1558)

#### La Svizzera nello spazio
- 31 luglio 1992: Claude Nicollier, in seguito alla missione spaziale STS-46, è il primo svizzero ad andare nello spazio
- 23 settembre 2009: viene lanciato SwissCube, il primo satellite svizzero

### Patrimonio culturale
In Svizzera il patrimonio culturale è suddiviso in una serie di categorie a seconda della sua rilevanza nazionale (classe A), regionale (classe B) e locale (classe C) ed è organizzato attraverso degli inventari, come l'inventario dei beni culturali svizzeri d'importanza nazionale e regionale e l'inventario degli insediamenti svizzeri da proteggere. La protezione dei beni culturali è affidata alla sezione Protezione dei beni culturali dell'Ufficio federale della protezione della popolazione UFPP (Protezione civile svizzera).

### Patrimoni dell'umanità
Il patrimonio culturale della Svizzera è testimoniato dalla presenza di siti (oltre 10), che sono stati iscritti nella lista dei patrimoni dell'umanità dell'UNESCO, di cui 8 dei quali rientrano nel patrimonio culturale e 3 sono patrimonio naturale.

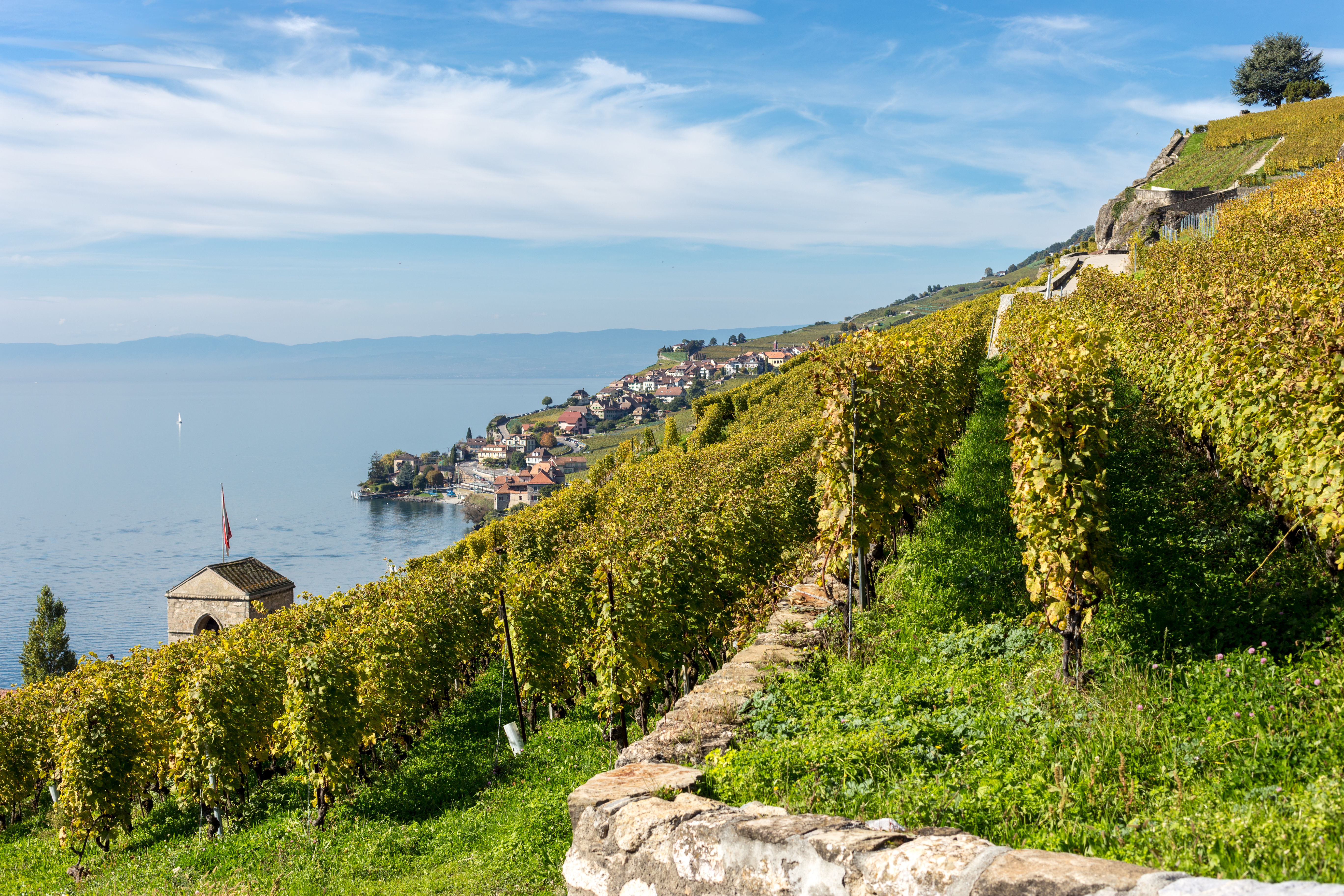
I vigneti del Lavaux sul lago Lemano
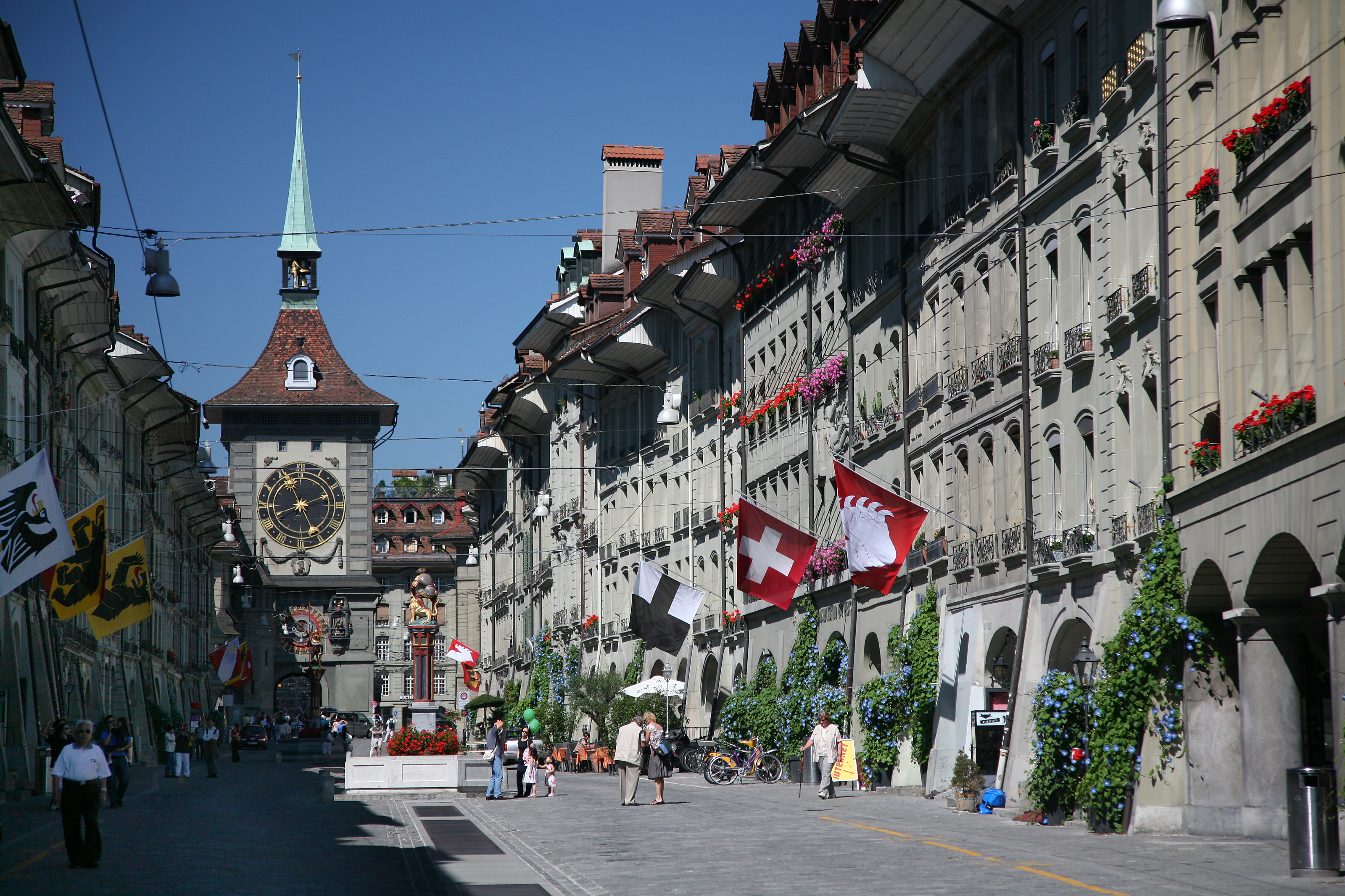
La città vecchia di Berna
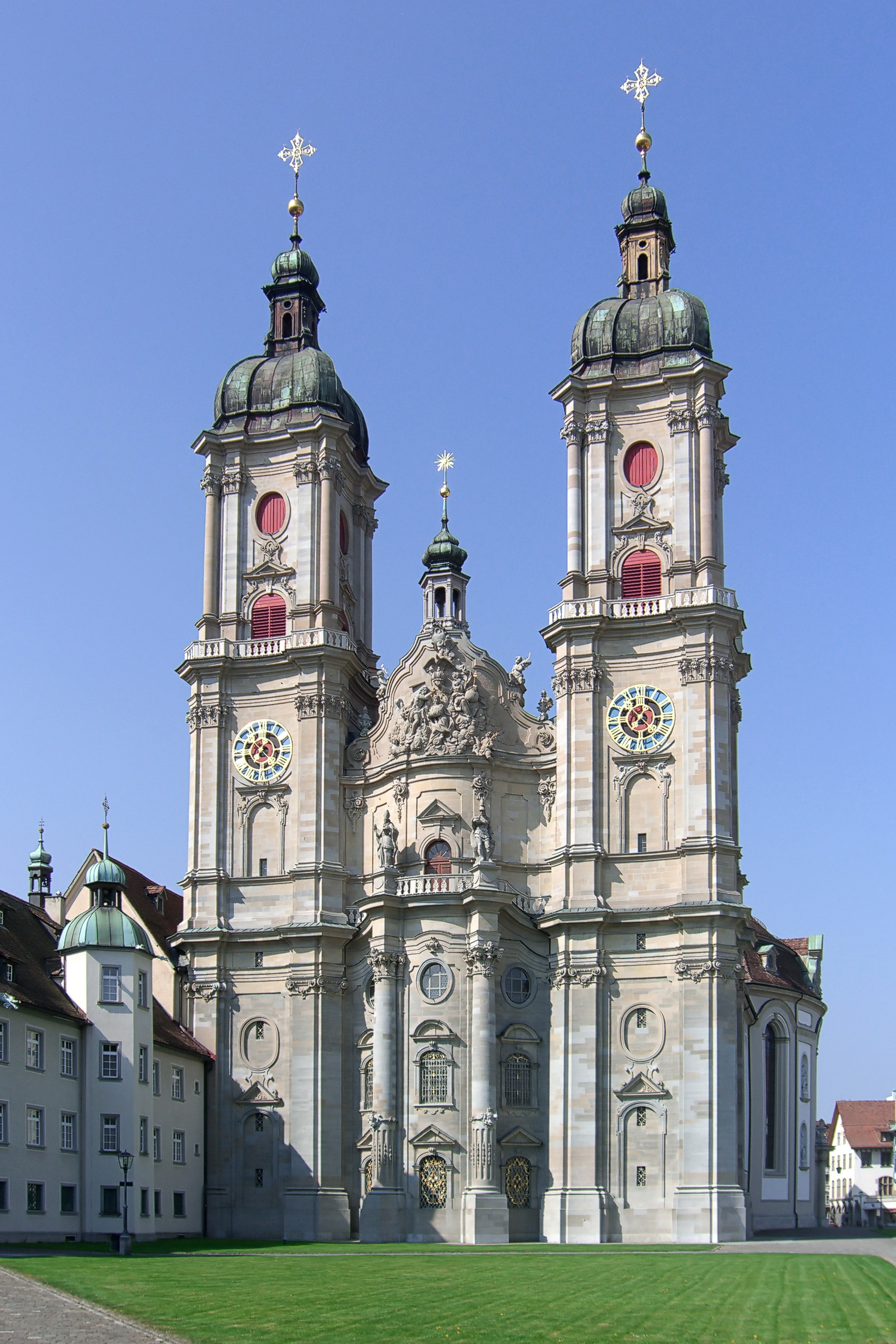
L'Abbazia di San Gallo
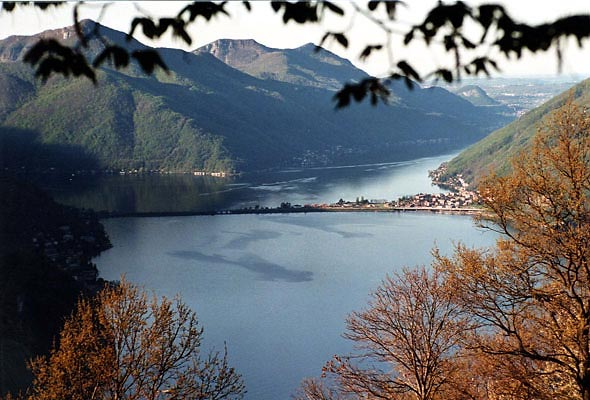
Il Monte San Giorgio
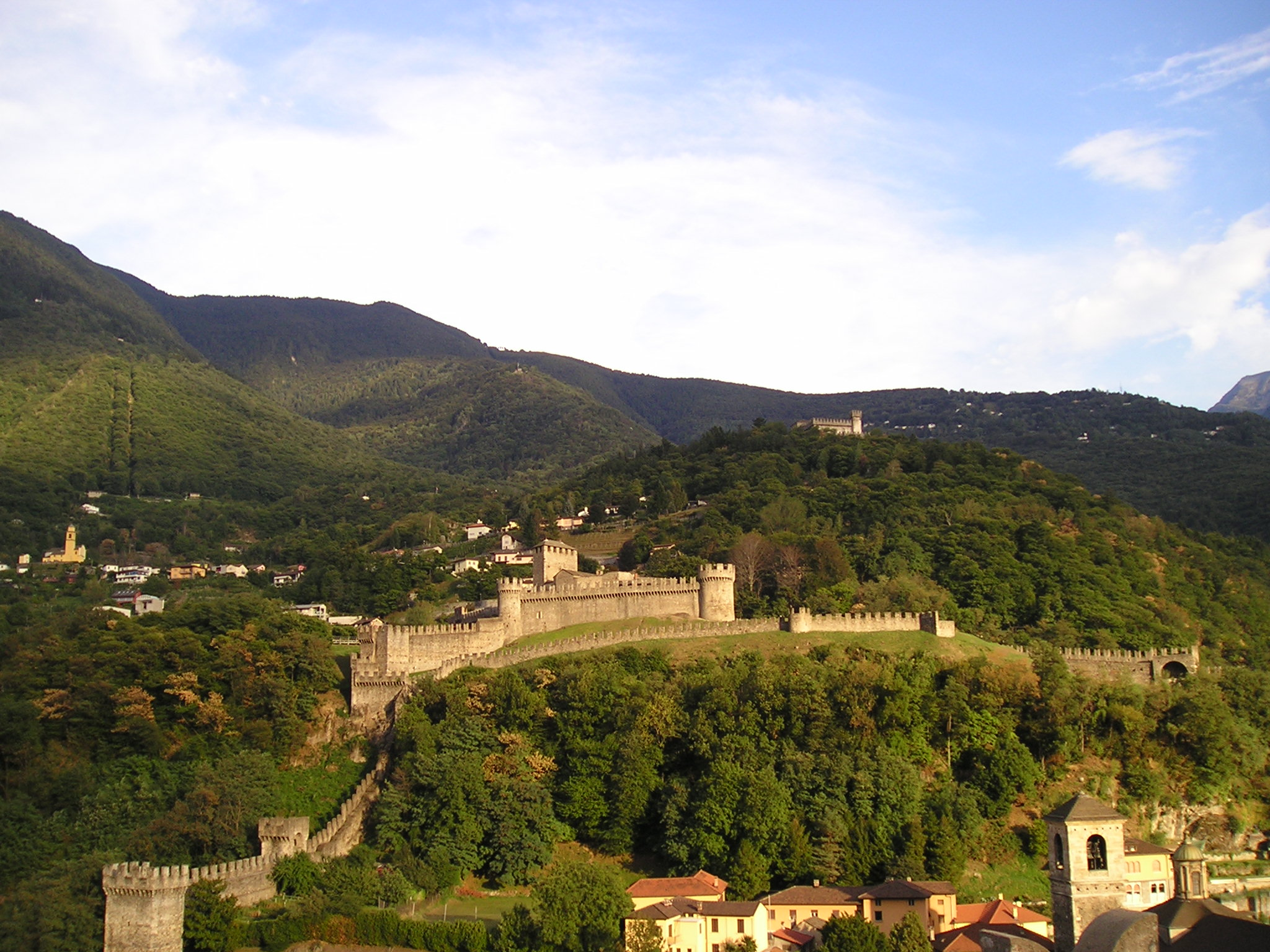
I tre castelli di Bellinzona
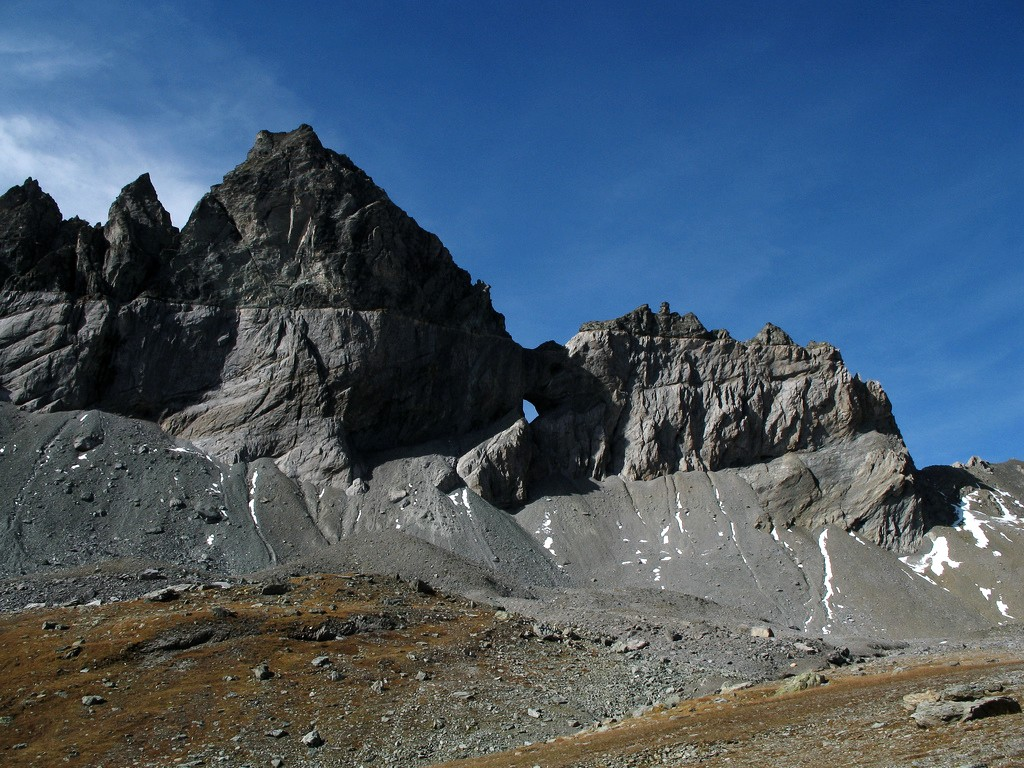
L'arena tettonica di Sardona
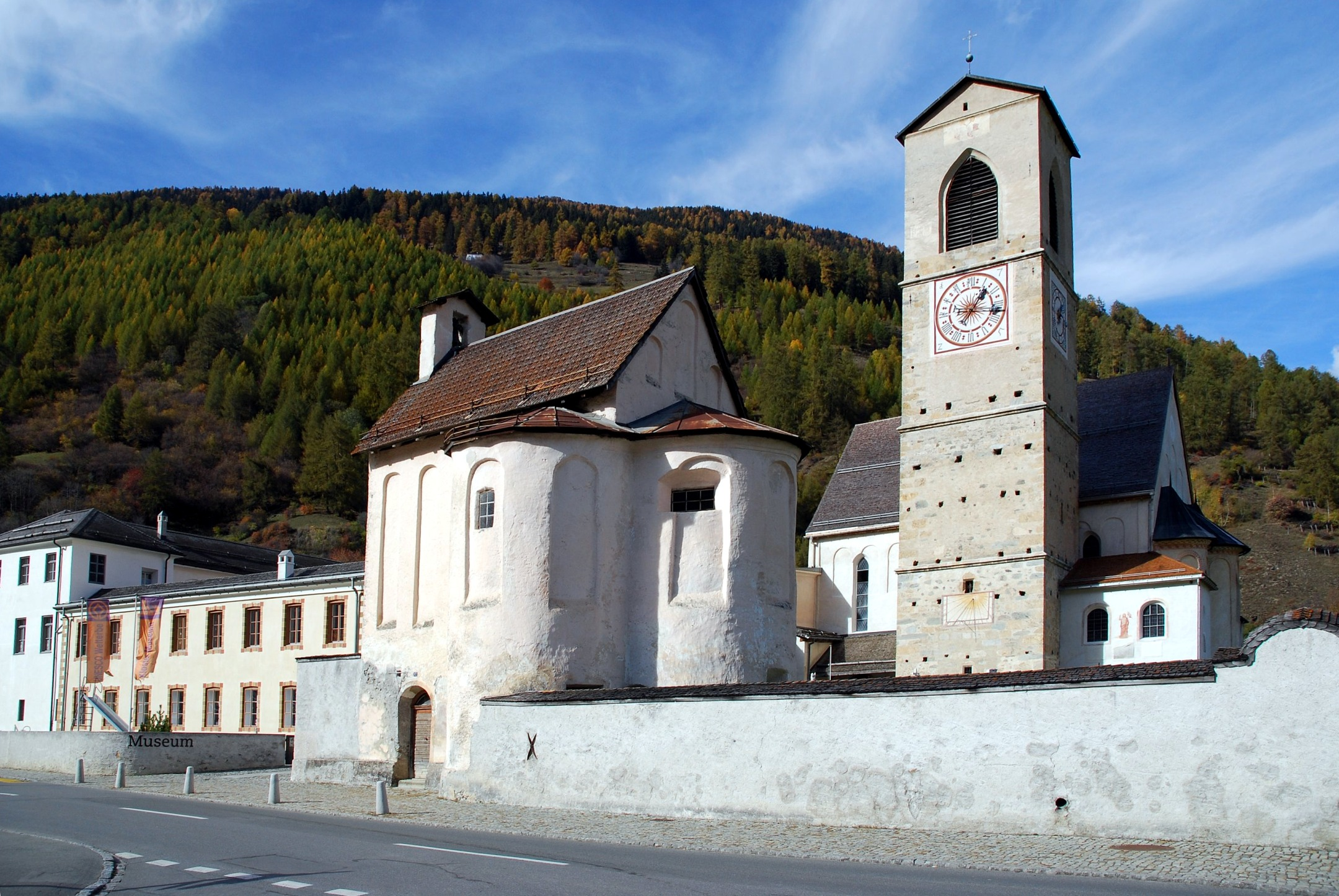
Il monastero di San Giovanni (Val Müstair)
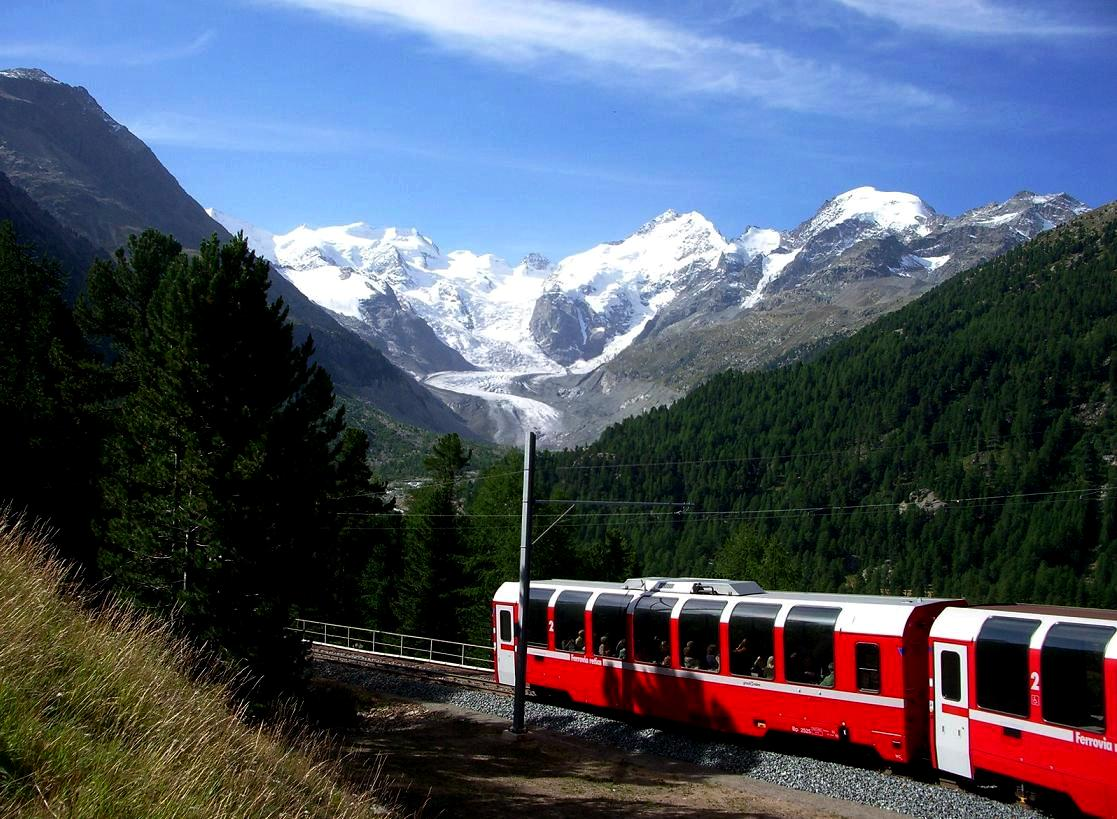
Ferrovia retica
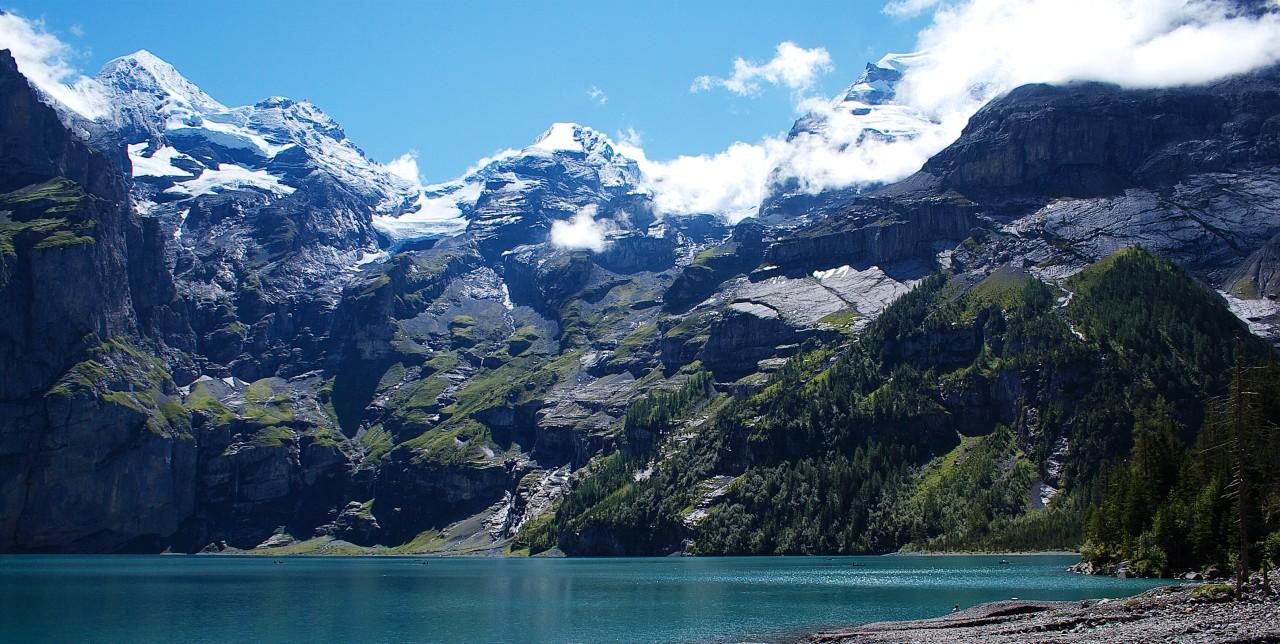
Il lago di Oeschinen
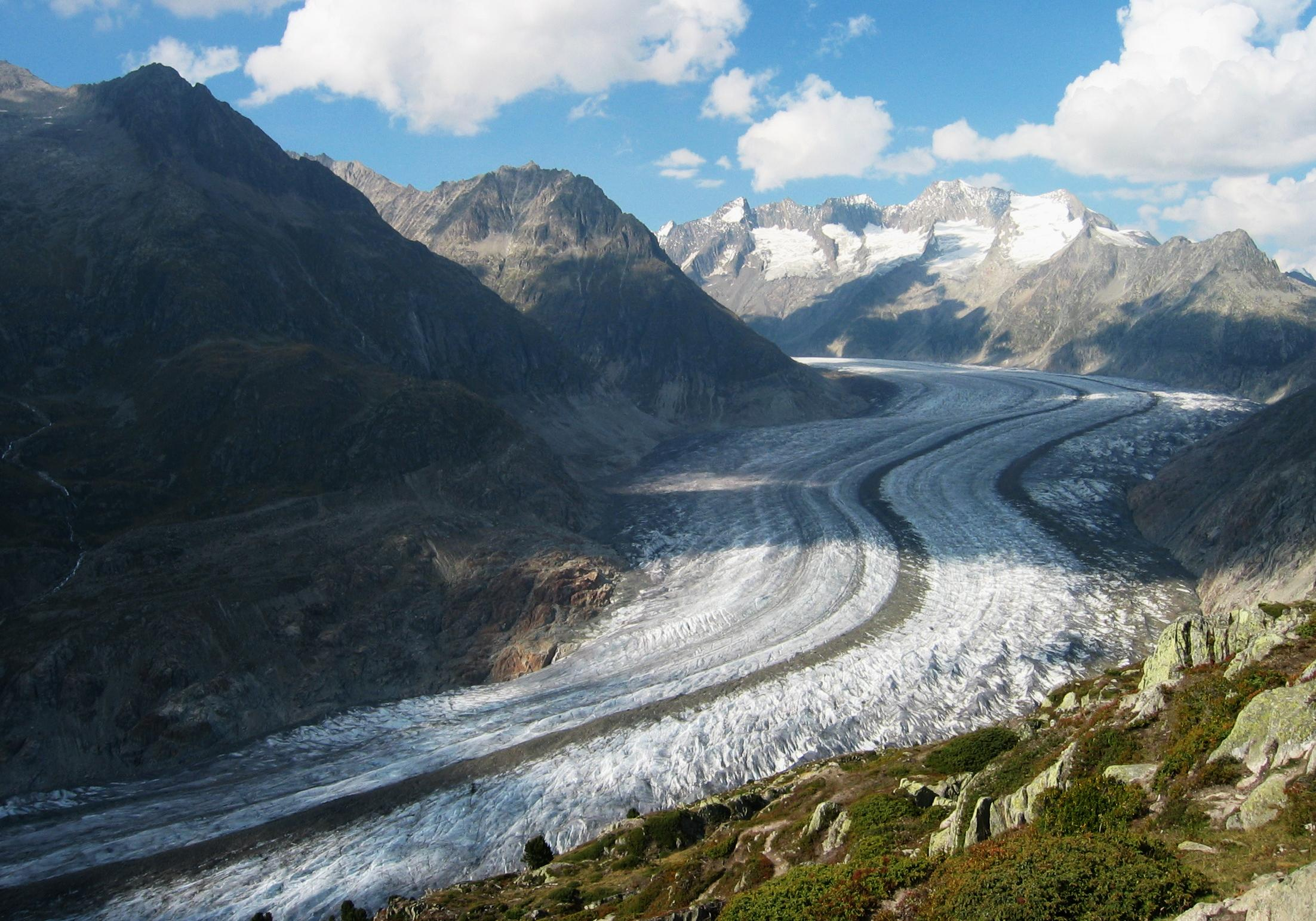
Il ghiacciaio dell'Aletsch
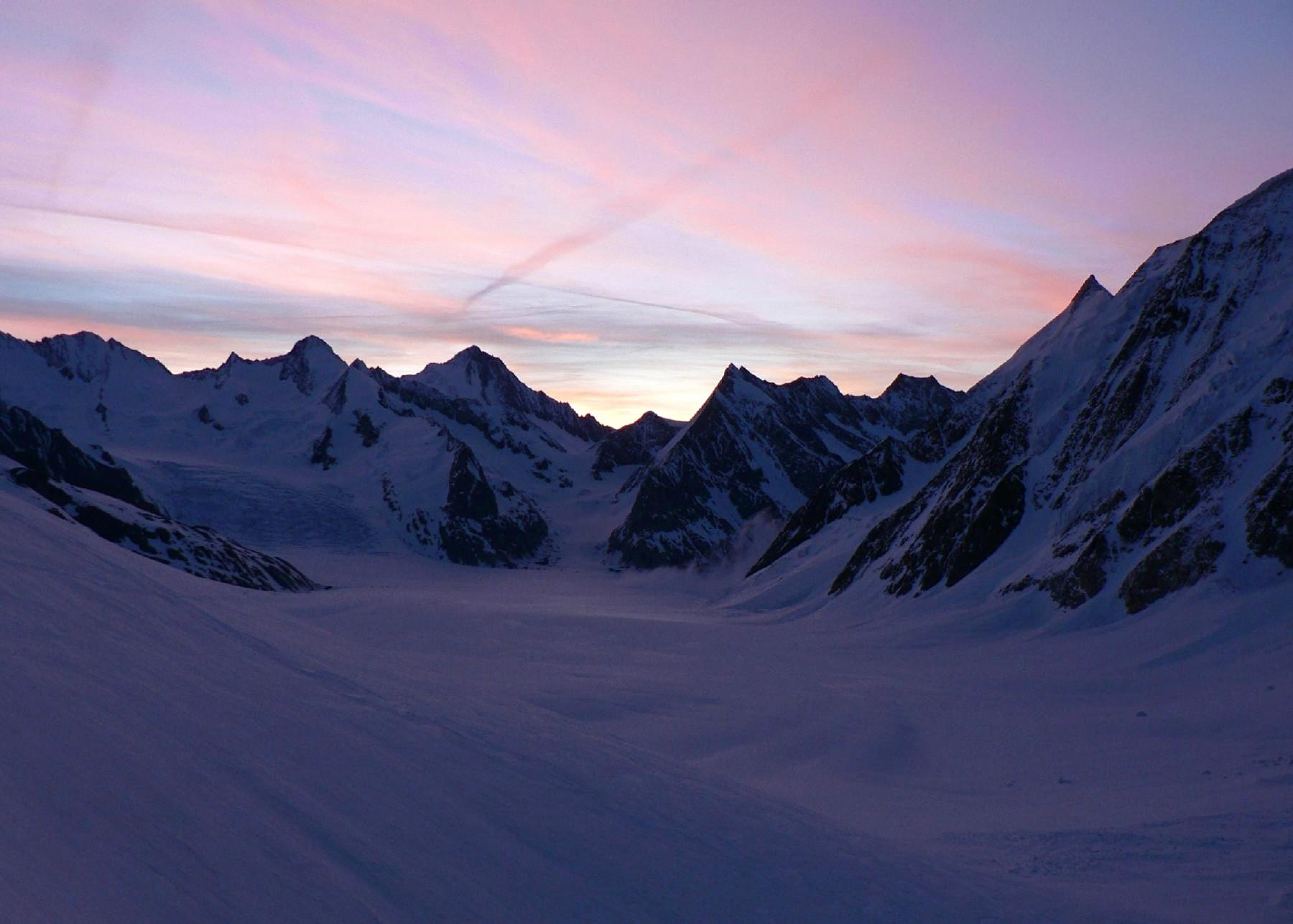
Konkordiaplatz
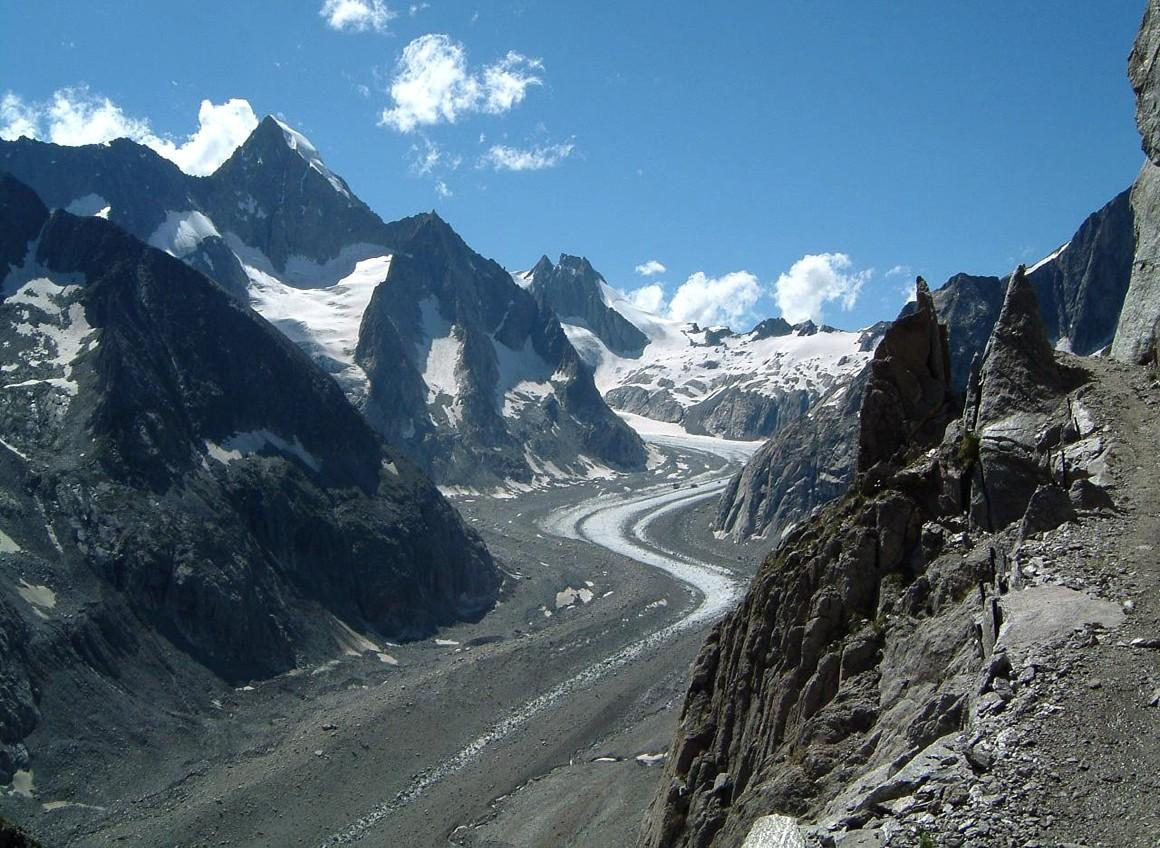
Il ghiacciaio dell'Oberaletsch

## Gastronomia
Nell'ambito della gastronomia svizzera prevalgono tradizioni diverse per quanto concerne quella francofona, quella germanica e quella italiana, prevalentemente del Nord Italia.

## Sport

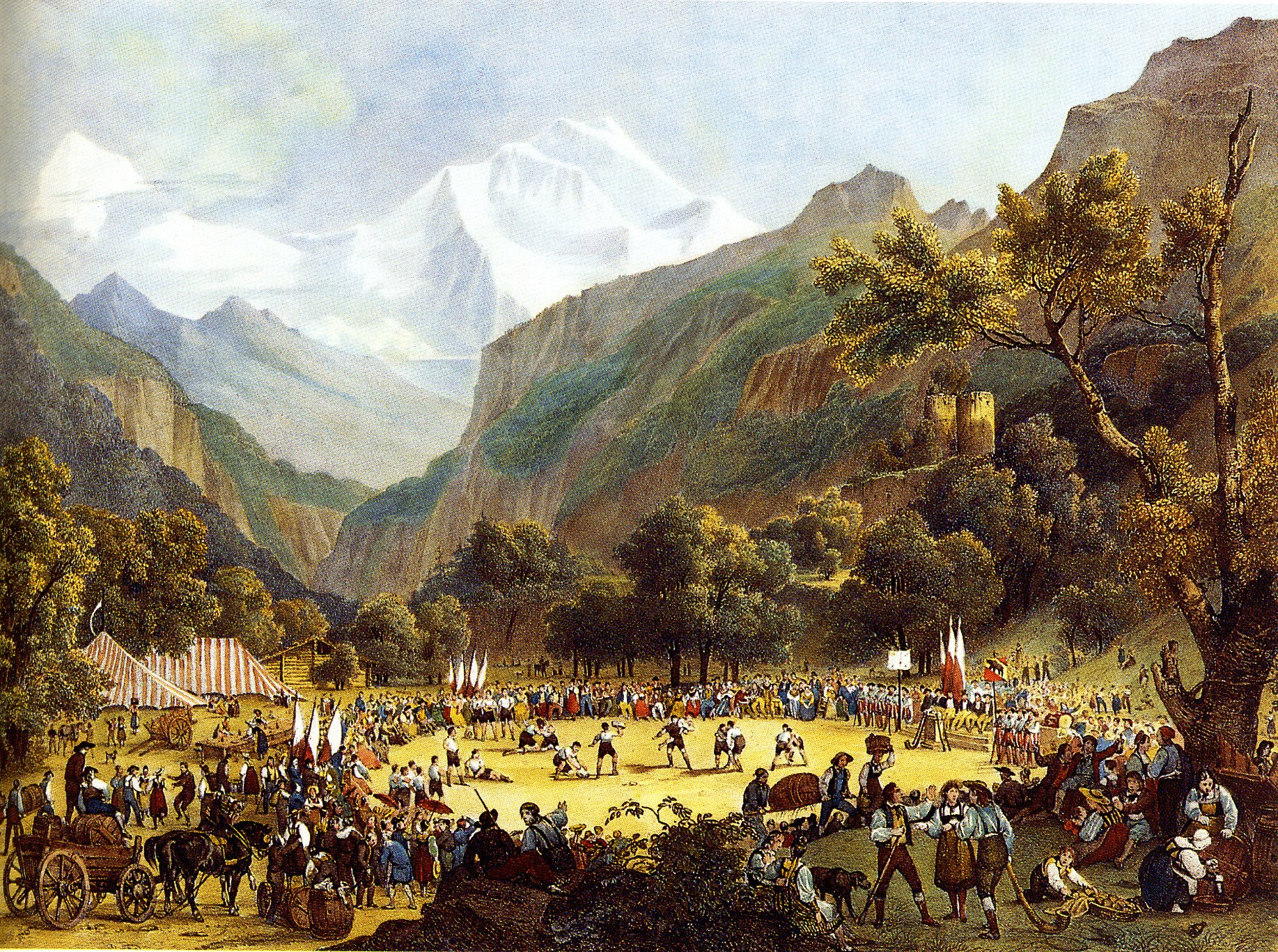
La Festa di Unspunnen del 1808. La Festa di Unspunnen ha luogo a intervalli irregolari, ogni otto o dodici anni, a Interlaken: vi si disputano gli sport tradizionali e si cantano gli jodel.

Dal 1855 sono considerati sport nazionali la lotta svizzera (in tedesco Schwingen o Hosenlupf, in francese lutte suisse), il lancio della pietra (in tedesco Spounsteinwerfen), il tiro di campagna federale (in tedesco l'Eidgenössisches Feldischiessen) diffuso dal 1850, e l'Hornussen che si svolge su un grande campo dove un giocatore tira l'Hornusse (una pallina ovale di caucciù) su una rampa scaraventandola in alto con una frusta di ferro rigida nel mentre gli avversari, anche a 3-500 metri, cercano di prenderla prima che tocchi terra con una specie di pala di legno anche lanciandola in alto. Queste discipline venivano già disputate nel basso Medioevo, e si svolgevano durante sagre, feste di tiro o feste di mezza estate. Solamente a partire dal 1850 questi sport si diffusero tra la popolazione, all'inizio erano giochi da pastore. Un'altra competizione tradizionale è la Walliser Kuhkampf ad Aproz, in cui due vacche si affrontano in un duello.

### Calcio
Oltre ai giochi nazionali, gli sport di squadra più diffusi e seguiti in assoluto in tutto il territorio svizzero sono l'hockey su ghiaccio e il calcio. Nel 1954 la Svizzera ha ospitato il campionato mondiale di calcio, e nel 2008, insieme all'Austria, il campionato europeo di calcio. Sempre in ambito calcistico la nazionale di calcio della Svizzera ha conquistato un argento nel Torneo Olimpico del 1924 e ha come suo attuale capocannoniere Alexander Frei con 42 reti. A livello giovanile la Svizzera può vantare due successi internazionali: il campionato mondiale Under-17 svoltosi nel 2009 in Nigeria e il campionato europeo della stessa categoria, disputatosi nel 2002 in Francia. Sempre in campo giovanile è vicecampione europeo nella categoria U21, grazie al secondo posto raggiunto in Danimarca nel 2011, sconfitta in finale dalla Spagna.

### Hockey su ghiaccio
Molti svizzeri seguono l'hockey su ghiaccio e sostengono una delle 24 squadre della Lega Nazionale e della Lega Svizzera. La Lega Nazionale di primo livello è il campionato più frequentato d'Europa. La partecipazione complessiva alle partite di hockey su ghiaccio è pari a quella delle partite di calcio in Svizzera. Nel 2009 la Svizzera ha ospitato per la decima volta il campionato mondiale IIHF. Nel 2013 e nel 2018 è diventata anche vice-campione del mondo.

### Tennis
Fra gli sport individuali particolare successo ha avuto il tennis, grazie a campioni come Martina Hingis, la più giovane tennista a raggiungere il n. 1 del ranking WTA, e Roger Federer, acclamato da molti come il migliore tennista della storia, vincitore di sei Australian Open, un Open di Francia, otto tornei di Wimbledon e cinque US Open. A Basilea si svolge lo Swiss Indoors, torneo che ha visto trionfante, fra gli altri, Federer per ben dieci volte. Ultima in ordine di tempo Belinda Bencic, campionessa olimpica 2021 a Tokyo nonché vincitrice di due Master 1000 e un 500.

### Ciclismo
Svizzero è anche il ciclista Fabian Cancellara, quattro volte campione del mondo a cronometro, campione olimpico a cronometro e vicecampione olimpico della gara in linea, vincitore di parecchie cronometro nelle maggiori corse a tappe, nonché vincitore di importanti gare in linea tra cui spiccano Milano-Sanremo, Giro delle Fiandre e Parigi-Roubaix. Grandi campioni svizzeri del passato sono Hugo Koblet, Ferdi Kübler, Beat Breu, Urs Freuler, Pascal Richard, Mauro Gianetti, Tony Rominger, Alex Zülle, Oscar Camenzind e, nel ciclocross, Albert Zweifel. Fra le donne la campionessa che si è maggiormente distinta in questa disciplina è Nicole Brändli, vincitrice in tre edizioni del Giro d'Italia femminile.

### Corsa d'orientamento
Sempre negli sport individuali, la Svizzera si è proclamata la nazione più forte al mondo nella corsa d'orientamento, grazie a Simone Niggli, Matthias Merz, Daniel Hubbman e tanti altri.

### Sci
La Svizzera vanta risultati ai massimi livelli in molti sport invernali, in primo luogo nello sci alpino. I suoi sciatori si sono aggiudicati per 7 volte la Coppa del Mondo di sci alpino maschile (di cui 4 vinte da Pirmin Zurbriggen) e per 12 volte quella femminile (3 successi di Vreni Schneider), oltre a numerose medaglie olimpiche e mondiali. Nello sci nordico i risultati più rilevanti sono invece legati alle imprese di Dario Cologna nel fondo e Simon Ammann nel salto con gli sci.

### Giochi olimpici
Il primo campione olimpico svizzero della storia fu Louis Zutter, nella ginnastica, che vinse l'oro alle Olimpiadi di Atene del 1896. Zutter, precedentemente, aveva vinto la medaglia d'argento (prima medaglia olimpica per la Svizzera) nel volteggio, sempre ai Giochi olimpici di Atene 1896.
Gli atleti svizzeri più medagliati dei Giochi olimpici moderni sono Georges Miez ed Eugen Mack, nella ginnastica artistica, con 8 medaglie ciascuno.

### Altri sport
Nel pattinaggio artistico annovera tra i suoi atleti Stéphane Lambiel, due volte vincitore del campionato mondiale. La Svizzera ha inoltre una delle migliori squadre al mondo di curling sia in ambito maschile sia femminile e si trova al primo posto nel medagliere olimpico del bob. Inoltre, il Governo ha iniziato 
a sovvenzionare la danza nel 2012 con i Premi svizzeri di danza.

### La prima ascensione dell'Aconcagua
Il 14 gennaio 1897 è opera di un alpinista svizzero, Matthias Zurbriggen, la prima ascesa dell'Aconcagua, il monte più alto del continente Americano.

## Festività
| Data                     | Nome                             | Significato                                              |
| ------------------------ | -------------------------------- | -------------------------------------------------------- |
| 1º agosto                | Festa nazionale svizzera         | nascita della Confederazione Svizzera, nel 1291          |
| 3º domenica di settembre | Festa federale di ringraziamento | festa federale di ringraziamento, pentimento e preghiera |

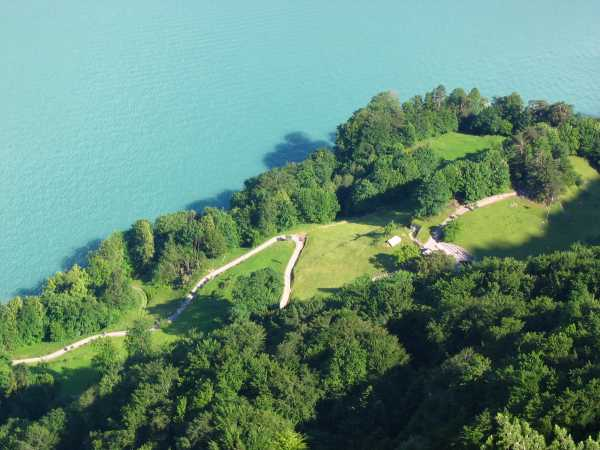
Il Grütli visto da Seelisberg. Qui il 1º agosto 1291 venne stipulato il Patto eterno confederale e sempre qui, il 25 luglio 1940, il generale Henri Guisan tenne il famoso Rapporto del Grütli.

La Festa nazionale svizzera (detta "Natale della Patria") ricorre ogni 1º agosto. Essa ricorda la nascita della Confederazione avvenuta nei primi giorni d'agosto dell'anno 1291 sul praticello del Grütli. Con la stipulazione del Patto confederale i primi tre cantoni (Uri, Svitto e Untervaldo, detti Cantoni primitivi) davano vita a un'alleanza per contrastare le pressioni degli Asburgo d'Austria attraverso l'amministrazione dei balivi. La mattina del 1º agosto si tiene la tradizionale festa sul praticello del Grütli (o Rütli).
Vi partecipano il Presidente della Confederazione, oltre ad altre personalità di spicco, e l'avvenimento è trasmesso dalle televisioni nazionali. A mezzogiorno le radio trasmettono il discorso del Presidente della Confederazione, nelle tre lingue. La popolazione è solita festeggiare in maniera piuttosto sobria davanti a un falò, esponendo le bandiere sui balconi o sparando fuochi artificiali. In questo giorno, alle 8 di sera, tutte le campane della Svizzera suonano a festa. Inoltre, la sera, un Comune svizzero scelto con rotazione delle regioni linguistiche ospita i festeggiamenti ufficiali, trasmessi a reti unificate.
Una seconda festività comune a tutti gli Svizzeri la Festa federale di ringraziamento o, più semplicemente "Digiuno federale". Inizialmente celebrato solo nei cantoni protestanti, a partire dal 1643 anche i cantoni cattolici introdussero prescrizioni riguardanti la preghiera e il digiuno. Nel 1796 la Dieta Federale dichiarò l'8 settembre 1796 festa federale di preghiera. Infine, nel 1832 la Dieta Federale dispose che cattolici e protestanti in tutti i cantoni celebrassero una giornata di preghiera, digiuno e ringraziamento la terza domenica di settembre.

### Annotazioni
1. ↑  La città, in quanto sede degli organi di governo federali, è denominata in tedesco "Bundesstadt", ovvero Città federale. La Costituzione svizzera, infatti, per via della natura decentralizzante intrinseca nel federalismo svizzero, non ha previsto una capitale per permettere l'ubicazione delle istituzioni in più luoghi del paese ed evitare di attribuire a una città una maggiore importanza rispetto alle altre. Per questo motivo, non esiste nemmeno uno stato, un territorio o un distretto dedicato alla capitale nazionale.
2. ↑  Tecnicamente, secondo la costituzione elvetica, il capo di stato del paese è, collettivamente, il Consiglio federale. Per questo motivo, il Presidente della Confederazione svizzera non è un’istituzione monocratica di governo, bensì un semplice primus inter pares eletto per un solo anno e rotante tra i membri del consiglio, mediando nell’organizzazione dei lavori e risultando determinante solo in caso di parità durante una votazione. Oltre che per quanto riguarda il suo Dipartimento (ministero), dunque, il presidente della Confederazione svolge solo un ruolo di rappresentanza dello Stato.
3. ↑  Data tradizionalmente assegnata alla stipula del Patto eterno confederale.
4. ↑  Riconoscimento ufficiale dell'indipendenza della Vecchia Confederazione dal Sacro Romano Impero nell'ambito della Pace di Westfalia (l'indipendenza de facto era già stata sancita nel 1499 con la Pace di Basilea).
5. ↑  Stipula del Patto federale.
6. ↑  Promulgazione della Costituzione svizzera del 1848.
7. ↑  La denominazione ufficiale latina Confoederatio Helvetica è stata adottata per non privilegiare una delle lingue ufficiali quando risulta difficoltoso riportare la denominazione ufficiale nelle quattro lingue ufficiali.
8. ↑  Altri centri importanti erano: Genava (Ginevra), Lousonna (Losanna), Curia (Coira), Bilitio (Bellinzona), Sedunum (Sion), Octodurus (Martigny), Eburodunum (Yverdon), Petinesca (Studen), Salodunum (Soletta), Turicum (Zurigo), Arbor Felix (Arbon), Ad Fines (Pfyn), Iullomagus (Schleitheim), le terme di Aquæ Helveticæ (Baden) e il campo legionario di Vindonissa (Windisch, sede della Undicesima Legione).
9. ↑  La conquista degli Agri Decumates sotto i Flavi spostò il Limes sino ai margini settentrionali della Foresta Nera, facendo dell'altipiano elvetico una zona interna all'Impero.
10. ↑  Austria: 0,19%, Francia: 0,07%, Italia: 0,06%, Germania 0,03%
11. 1 2  Dall'ultimo censimento del 2000, non esistono più dati relativi alla religione della popolazione totale. Dal 2010 viene effettuata ogni anno una rilevazione strutturale dall'Ufficio federale di statistica, per la quale vengono interrogate per iscritto 200 000 persone dai 15 anni in su, pari al 2,4% della popolazione totale. Le informazioni raccolte sono convertite per ottenere risultati statistici riferiti all’intera popolazione di età 15+. Secondo l'Ufficio federale di statistica, i risultati di tali conversioni sono stime caratterizzate, pertanto, da una certa imprecisione. Sovrapponendo diversi campioni è infatti possibile ottenere risultati più precisi e dettagliati che con un unico campione.
Per via della tassa ecclesiastica, i membri della Chiesa cattolica e della Chiesa evangelica riformata sono conteggiati ogni anno. Vedi anche: Rilevazione strutturale.
12. ↑  Va segnalato che dal 2010 è possibile indicare, nelle rilevazioni statistiche ufficiali, più lingue principali invece di una sola e ciò spiega un totale di parlanti superiore al 100%
13. ↑  Tradizionalmente, 23 cantoni di cui tre suddivisi in due semicantoni. L'attuale Costituzione, seppur impieghi unicamente il termine di cantone, configura la rappresentanza nella Camera alta del parlamento federale sempre in base ai 23 cantoni storici
14. ↑  Essendo preceduta solo da Paesi più popolosi.
15. ↑  Possibilità concessa dal trattato internazionale "Dichiarazione che riconosce il diritto di battere bandiera agli Stati sprovvisti di litorale marittimo" del 1921
16. ↑  Germania (libero, 19º), Austria (libero, 32º), Francia (libero, 40º), Italia (parzialmente libero 72º) → Freedom of the press 2010, TABLE OF GLOBAL PRESS FREEDOM RANKINGS

### Riferimenti
1. ↑  Il romancio è lingua ufficiale nei rapporti con le persone di lingua romancia: ex Art. 70 della Costituzione Svizzera.
2. 1 2   Lingue e religioni – Dati, indicatori (archiviato dall'url originale il 15 novembre 2015).
3. 1 2 3   Il sistema politico: fatti e cifre, su eda.admin.ch, Confederazione Svizzera - Dipartimento federale degli affari esteri. URL consultato il 18 luglio 2023.
«La Svizzera non ha una capitale in senso stretto (de jure). Berna, scelta come sede della Confederazione, è diventata «città federale» che de facto funge da capitale.»
4. ↑  (DE) André Holenstein, Die Haupstadt existiert nicht (PDF), in Unipress, vol. 152, Università di Berna, 2012. URL consultato il 10 luglio 2023.
5. ↑   Bundesamt für Statistik – Bodennutzung, -bedeckung > Tabellen (archiviato dall'url originale il 29 settembre 2018).
6. 1 2  https://www.bfs.admin.ch/bfs/it/home/statistiche/popolazione.gnpdetail.2023-0208.html
7. ↑   Stato e struttura della popolazione – Dati, indicatori – Risultati provvisori mensili e trimestrali, su bfs.admin.ch (archiviato dall'url originale il 13 maggio 2016)., Ufficio federale di statistica (UST).
8. ↑   Google Public Data Explorer – Svizzera, su google.ch. URL consultato il 28 luglio 2014 (archiviato il 4 luglio 2014).
9. 1 2 3 4   World Economic Outlook Database, October 2023 Edition. (Switzerland), su IMF.org, International Monetary Fund, 10 ottobre 2023. URL consultato l'11 ottobre 2023.
10. ↑   Tasso di fertilità nel 2010, su data.worldbank.org. URL consultato il 12 febbraio 2013 (archiviato il 23 febbraio 2013).
11. ↑   Confederazione svizzera, in Dizionario storico della Svizzera.
12. 1 2   Confoederatio helvetica, in Dizionario storico della Svizzera.
13. ↑  admin.ch,  Lo statuto di Berna quale città federale (archiviato dall'url originale il 28 febbraio 2015).
14. ↑   Capitale federale, in Dizionario storico della Svizzera.
15. ↑   Quality of Living global city rankings 2009 – Mercer survey (archiviato dall'url originale l'11 marzo 2014). mercer.com. Ricavato il 2009-07-06
16. ↑  (DE) Schweiz - Bruttoinlandsprodukt (BIP) pro Kopf nach Kantonen 2016 | Statistik, su Statista. URL consultato il 17 novembre 2018 (archiviato il 4 novembre 2018).
17. ↑   Wayback Machine (PDF), su credit-suisse.com, 3 giugno 2016. URL consultato il 17 novembre 2018 (archiviato dall'url originale il 12 marzo 2020).
18. ↑   pacte fédéral suisse LEXILOGOS >>, su lexilogos.com. URL consultato il 25 maggio 2015 (archiviato il 23 maggio 2015).
19. ↑   Tanti Auguri Svizzera: Ma Chi è Più Vecchio di Noi? | Smartweek, su Smartweek. URL consultato il 25 maggio 2015 (archiviato dall'url originale il 25 maggio 2015).
20. ↑   Agenzia Radiocor, Fisco, firmato l'accordo Italia-Svizzera. È la fine del segreto bancario. Renzi: rientrano miliardi. Giovedì l'intesa con Vaduz, su ilsole24ore.com, Gruppo 24 Ore, 23 febbraio 2015. URL consultato il 6 aprile 2016 (archiviato il 19 aprile 2016).
21. ↑   F. Q., Fisco, dal 2018 fine del segreto bancario in Svizzera. Firmato accordo con Ue, su ilfattoquotidiano.it, Editoriale il Fatto S.p.A., 27 maggio 2015. URL consultato il 6 aprile 2016 (archiviato il 31 marzo 2016).
22. ↑   La sostanza della neutralità svizzera (archiviato dall'url originale il 28 dicembre 2011)., asni.ch
23. ↑   Perché la Svizzera non fa parte dell'UE?, su swissinfo.ch. URL consultato l'11 aprile 2023.
24. ↑  Adrian Room, Placenames of the World, Londra, MacFarland and Co., 1997, p. 364.
25. ↑   Svizzera, in Dizionario storico della Svizzera.
26. ↑  Reproduction in R.C. De Marinis, Gli Etruschi a Nord del Po, Mantova, 1986.
27. ↑   IANA — Root Zone Database, su iana.org. URL consultato il 23 settembre 2020 (archiviato il 4 maggio 2019).
28. ↑   Elvezi, in Dizionario storico della Svizzera.
29. ↑   Aventicum, in Dizionario storico della Svizzera.
30. ↑   Dizionario storico della Svizzera, su hls-dhs-dss.ch (archiviato dall'url originale il 6 marzo 2012). e  hls-dhs-dss.ch,  https://web.archive.org/web/20110811140543/http://hls-dhs-dss.ch/textes/i/I8027.php (archiviato dall'url originale l'11 agosto 2011).
31. ↑   Alteo Dolcini, su alteodolcini.com. URL consultato il 26 giugno 2019 (archiviato il 26 giugno 2019).
32. ↑   Alteo Dolcini (1923-1999), La Svizzera è nata in Romagna, Stefano Casanova Editore.
33. ↑   hls-dhs-dss.ch,  https://web.archive.org/web/20110522135604/http://www.hls-dhs-dss.ch/textes/i/I10076.php (archiviato dall'url originale il 22 maggio 2011). e  hls-dhs-dss.ch,  https://web.archive.org/web/20110811154023/http://www.hls-dhs-dss.ch/textes/i/I19506.php (archiviato dall'url originale l'11 agosto 2011).
34. ↑   Bettina Braun, Sacro Romano Impero - 3. Dalla riforma dell'Impero alla pace di Vestfalia, su Dizionario storico della Svizzera. URL consultato il 29 aprile 2024.
35. ↑   Marco Jorio, Sacro Romano Impero - 4. La Confederazione e l'Impero dal 1648 al 1803, su Dizionario storico della Svizzera. URL consultato il 29 aprile 2024.
36. ↑   hls-dhs-dss.ch,  https://web.archive.org/web/20110716114959/http://www.hls-dhs-dss.ch/textes/i/I13328.php (archiviato dall'url originale il 16 luglio 2011). e  hls-dhs-dss.ch,  http://www.hls-dhs-dss.ch/textes/i/I16572-1-1.php.
37. ↑   hls-dhs-dss.ch,  https://web.archive.org/web/20111008015739/http://www.hls-dhs-dss.ch/textes/i/I9797.php (archiviato dall'url originale l'8 ottobre 2011). e  hls-dhs-dss.ch,  https://web.archive.org/web/20111112171311/http://www.hls-dhs-dss.ch/textes/i/I9798.php (archiviato dall'url originale il 12 novembre 2011).
38. ↑   hls-dhs-dss.ch,  https://web.archive.org/web/20111112184622/http://www.hls-dhs-dss.ch/textes/i/I9800.php (archiviato dall'url originale il 12 novembre 2011). e  hls-dhs-dss.ch,  https://web.archive.org/web/20120210053144/http://www.hls-dhs-dss.ch/textes/i/I17241.php (archiviato dall'url originale il 10 febbraio 2012).
39. ↑  R. Cameron, L. Neal, A Concise Economomic History of the World. From Paleolithic Times to the Present, Oxford, 1989, trad. it. Storia economica del mondo. Dalla preistoria a oggi, Bologna, 2005
40. ↑   Dizionario storico della Svizzera, su hls-dhs-dss.ch (archiviato dall'url originale il 18 agosto 2011).
41. ↑   Dizionario storico della Svizzera, su hls-dhs-dss.ch (archiviato dall'url originale l'8 novembre 2011).
42. ↑   Dizionario storico della Svizzera, su hls-dhs-dss.ch (archiviato dall'url originale il 10 aprile 2013).
43. ↑  A. Maddison, La politique commerciale de la Suisse de la Deuxème Guerre Mondiale à l'entrée du GATT (1945-1996), Zurigo 2004.
44. ↑   Dizionario storico della Svizzera, su hls-dhs-dss.ch (archiviato dall'url originale il 5 agosto 2009).
45. ↑   Una delegazione del Consiglio federale riceve la commissione Bergier, su admin.ch. URL consultato il 4 maggio 2019 (archiviato l'11 settembre 2016).
46. ↑  M. Kuder, La grande crescita, Lugano, 2010
47. ↑  D. Gilardoni, La Svizzera è bella. Un Paese in crisi fra la vicenda dei beni ebraici e dell'oro nazista e la fusione UBS-SBS, Bellinzona, 1999
48. ↑   Swissinfo (archiviato dall'url originale il 18 gennaio 2012).
49. ↑   Osec Export (archiviato dall'url originale il 10 luglio 2010).
50. ↑   Portale PMI - La Svizzera resta 4º nella classifica internazionale della competitività dell'IMD (archiviato dall'url originale il 6 luglio 2011).
51. ↑   Competitività, Italia ultima del G7 - LASTAMPA.it (archiviato dall'url originale il 23 maggio 2011).
52. 1 2   RSI - Radiotelevisione svizzera, su info.rsi.ch. URL consultato il 9 settembre 2010 (archiviato il 15 giugno 2011).
53. ↑   Copia archiviata (PDF), su www3.weforum.org. URL consultato il 7 settembre 2011 (archiviato il 9 ottobre 2011).
54. ↑   The Global Competitiveness Report 2012–2013, p. 13 (PDF), su www3.weforum.org. URL consultato il 28 gennaio 2013 (archiviato il 10 giugno 2015).
55. ↑   Swissinfo (archiviato dall'url originale il 19 gennaio 2012).
56. ↑  Gianmaria Padovani.
57. ↑  Ufficio federale dello sviluppo territoriale:  Copia archiviata, su uvek.admin.ch. URL consultato il 22 settembre 2011 (archiviato dall'url originale il 3 novembre 2011).
58. ↑   Der Bund, 2 agosto 2012 (archiviato dall'url originale il 6 marzo 2016).;  MySwitzerland.com (archiviato dall'url originale il 6 marzo 2016).
59. ↑  Haack Weltatlas, Gotha 2007, ISBN 978-3-623-49620-7
60. ↑  http://www.swiss-meat.com/userfiles/File/statistiken/2009/Statistik_Bodennutzung_090929.pdf[collegamento interrotto]
61. 1 2  Oskar Bär, Geografia della Svizzera, Locarno, 1984
62. 1 2  Oskar Bär, Geografia della Svizzera, Locarno, 1985
63. ↑   RS 721.10 Legge federale del 22 giugno 1877 sulla polizia delle acque (archiviato dall'url originale il 30 ottobre 2012).
64. ↑  Ufficio federale di statistica:  I laghi più estesi e le cime più alte (XLS) (archiviato dall'url originale il 22 marzo 2016).
65. ↑   MeteoSvizzera - Il clima della Svizzera (archiviato dall'url originale il 2 ottobre 2010).
66. ↑  Die Bevölkerung der Schweiz 2008. Ufficio Federale di Statistica, 2009, pubblicato il 24 maggio 2010 (PDF, 1,23 MB).
67. 1 2  Oskar Bär, Geografia della Svizzera, Locarno, 1985
68. ↑  Bilanz der ständigen Wohnbevölkerung, Ufficio Federale di Statistica, 2009, pubblicato il 24 maggio 2010
69. ↑   Banca Mondiale, Indicatori di sviluppo mondiale - Google Public Data Explorer.
70. 1 2   Ausländerstatistik August 2012 (PDF) (archiviato dall'url originale il 16 maggio 2013).
71. ↑   Total population in the European Union is expected to increase of an additional d1 million during the first quarter of the twe (PDF) (archiviato dall'url originale il 20 maggio 2011).
72. ↑   RSI - Radiotelevisione svizzera, su info.rsi.ch. URL consultato il 23 settembre 2010 (archiviato il 26 settembre 2010).
73. ↑   Bundesamt für Informatik und Telekommunikation BIT (archiviato dall'url originale il 6 luglio 2011).
74. ↑   Bundesamt für Informatik und Telekommunikation BIT (archiviato dall'url originale il 6 luglio 2011).
75. ↑  https://www.swissinfo.ch/ita/speciali/asilo_in_svizzera/Linferno_dei_profughi_eritrei_.html?cid=32120290 L'inferno dei profughi eritrei
76. ↑   Frontalieri, in Dizionario storico della Svizzera.
77. 1 2   Ufficio federale di statistica (2012) (archiviato dall'url originale il 20 ottobre 2013).
78. ↑  (FR) En Suisse, quatre personnes sur dix sont issues de la migration, su rts.ch, 12 dicembre 2022. URL consultato il 21 settembre 2023.
79. ↑   Mercenari, su hls-dhs-dss.ch. URL consultato il 7 settembre 2010 (archiviato dall'url originale il 24 maggio 2011).
80. 1 2   L'emigrazione storica - Svizzera - Informazioni, su swissworld.org. URL consultato il 7 settembre 2010 (archiviato il 1º settembre 2010).
81. ↑   Svizzeri dell'estero, una realtà poco conosciuta in patria - swissinfo, su swissinfo.ch. URL consultato il 4 maggio 2019 (archiviato il 19 gennaio 2012).
82. ↑   Appartenenza religiosa, 2017-2019 cumulato (XLSX), su bfs.admin.ch, Ufficio federale di statistica, 28 marzo 2021. URL consultato l'8 aprile 2021.
83. ↑   Costituzione federale (PDF), su admin.ch (archiviato dall'url originale il 30 ottobre 2012). (Art. 15).
84. ↑   "Tabelle 1.4: Kirchenmitgliedschaft in der römisch-katholischen und evangelisch-reformierten Kirche nach Kantonen (2018)", su kirchenstatistik.spi-sg.ch, SPI St. Gallen, 2020. URL consultato l'11 aprile 2020 (archiviato il 29 aprile 2020).
85. ↑   "Rilevazione strutturale", su bfs.admin.ch, Ufficio federale di statistica, 2019. URL consultato l'11 aprile 2020 (archiviato l'11 aprile 2020).)
86. ↑  (DE) Ständige Wohnbevölkerung ab 15 Jahren nach Religionszugehörigkeit - 1910-2018, su bfs.admin.ch, Bundesamt für Statistik, 30 gennaio 2020. URL consultato il 7 febbraio 2020 (archiviato il 23 febbraio 2020).
87. ↑   Eurobarometro (PDF), su ec.europa.eu. URL consultato il 3 aprile 2011 (archiviato il 31 gennaio 2016).
88. ↑  (EN) Pierre Cormon, Swiss Politics for Complete Beginners, Ginevra, Slatkine, 2014,  pp. 28–29, ISBN 9782832106075.
89. ↑  (FR) Emilienne Kobelt, Enjeux du plurilinguisme à l'administration fédérale : la représentativité à l'épreuve de l'efficacité, Losanna, Università di Losanna, 2015.
90. ↑   L’inglese come lingua franca della Svizzera, un vantaggio o un problema?, su swissinfo.ch.
91. ↑  (FR, DE, IT) Lüdi, Georges; Werlen, Iwar, Recensement Fédéral de la Population 2000 — Le Paysage Linguistique en Suisse (PDF), su bfs.admin.ch, Neuchâtel, Office fédéral de la statistique, aprile 2005. URL consultato il 5 gennaio 2006 (archiviato dall'url originale il 29 novembre 2007).
92. ↑  (FR, DE, IT) Lingue e religioni, su bfs.admin.ch, Ufficio federale di Statistica della Confederazione svizzera. URL consultato il 22 gennaio 2015 (archiviato dall'url originale il 22 gennaio 2015).
93. ↑  Il totale è superiore a 100 in quanto possono essere indicate fino a tre lingue diverse  Copia archiviata, su bfs.admin.ch. URL consultato il 30 ottobre 2015 (archiviato dall'url originale il 15 novembre 2015).
94. ↑   Bernardino Biondelli, Saggio sui dialetti gallo-italici, 1853,  p.  4..
«Il dialetto principale rappresentante il gruppo occidentale si è il Milanese, e a esso più o meno affini sono: il Lodigiano, il Comasco, il Valtellinese, il Bormiese, il Ticinese e il Verbanese.[...] Il Comasco esténdesi in quasi tutta la provincia di Como, tranne l'estrema punta settentrionale al di là di Menagio e di Bellano a destra e a sinistra del Lario; e in quella vece comprende la parte meridionale del Cantone Ticinese, sino al monte Cènere. [...] Il Ticinese è parlato nella parte settentrionale del Cantone Svizzero d'egual nome, al norte del Monte Cènere, in parecchie varietà, tra le quali distinguonsi sopra tutto le favelle delle valli Maggia, Verzasca, Leventina, Blenio e Onsernone»
95. ↑   UNESCO Atlas of the World's Languages in Danger, su unesco.org. URL consultato il 16 agosto 2017 (archiviato il 29 maggio 2018).
96. ↑   Centro di dialettologia e di etnografia, su www4.ti.ch (archiviato dall'url originale il 14 luglio 2011).
97. ↑   Jenisch, su hls-dhs-dss.ch. URL consultato il 7 settembre 2010 (archiviato il 14 giugno 2011).
98. ↑  Vedi  Nuova Costituzione (PDF) (archiviato dall'url originale il 30 ottobre 2012).
99. 1 2  Schneider (2004) p. 23
100. 1 2 3 4  Schneider (2004), p. 31
101. 1 2  Schneider (2004), p. 32
102. 1 2 3 4 5 6  Schneider (2004), p. 39
103. 1 2 3 4   Scuola, su swissworld.org. URL consultato il 7 luglio 2009 (archiviato dall'url originale il 30 maggio 2009).
104. ↑   L'esercito in cifre - Effettivi di truppa, su vbs.admin.ch (archiviato dall'url originale l'8 settembre 2009).
105. ↑   SIPRI Publications (archiviato dall'url originale il 28 marzo 2010).
106. ↑   Esercito svizzero (archiviato dall'url originale il 10 agosto 2010).
107. ↑   E la Svizzera "invade" il piccolo Liechtenstein, in la Repubblica, 18 ottobre 1992,  p. 15. URL consultato il 3 maggio 2019 (archiviato il 3 maggio 2019).
108. ↑  (EN) Mark Oliver, Liechtenstein: no retaliation for Swiss "invasion", in The Guardian, 2 marzo 2007. URL consultato il 3 maggio 2019 (archiviato il 20 maggio 2019).
109. ↑  (EN) Peter Stamm, Switzerland invades Liechtenstein, in The New York Times, 13 marzo 2007. URL consultato il 3 maggio 2019 (archiviato il 29 marzo 2019).
110. ↑   DDPS - Organizzazione - Servizio delle attività informative della Confederazione (archiviato dall'url originale il 5 ottobre 2011).
111. ↑  Système d'interception des communications par satellite du Département fédéral de la défense, de la protection de la population et des sports (projet "Onyx") [archive]. Rapport du Conseil national sur Onyx, 10 novembre 2003
112. ↑  La Confédération en bref 2009, Berna 2010, pp. 44-45.
113. ↑   Addio isolamento, la Svizzera entra nell'Onu, su repubblica.it, 3 marzo 2002. URL consultato il 13 gennaio 2020 (archiviato il 13 gennaio 2020).
114. ↑   Paolo Manzo, La Svizzera è membro dell'Onu, su vita.it, 10 settembre 2002. URL consultato il 13 gennaio 2020 (archiviato il 13 gennaio 2020).
115. ↑  (EN) Schengen/Dublin, su sem.admin.ch.
116. ↑  (EN) Swiss vote 'Yes' on immigration referendum, su rte.ie, 8 febbraio 2009. URL consultato il 9 gennaio 2017 (archiviato il 10 gennaio 2017).
117. ↑   Immagine Svizzera - Die bunteste Sicherheit (archiviato dall'url originale il 5 gennaio 2012).
118. ↑   Switzerland Economy: Facts, Data, & Analysis on Economic Freedom, su heritage.org. URL consultato il 16 gennaio 2011 (archiviato il 1º settembre 2009).
119. ↑   "Da un matrimonio svizzero nasce il colosso delle banche", su ricerca.repubblica.it, laRepubblica.it, 8 dicembre 1997. URL consultato il 4 aprile 2018 (archiviato il 1º dicembre 2017).
120. ↑   UBS - 150 anni di attività bancaria (PDF), su ubs.com. URL consultato il 4 aprile 2018 (archiviato dall'url originale il 24 dicembre 2014).
121. ↑   "Svizzera alla carica", su archiviostorico.corriere.it, Corriere della sera, 15 dicembre 1997. URL consultato il 4 aprile 2018 (archiviato dall'url originale il 9 ottobre 2015).
122. ↑   CIA World Factbook, su cia.gov (archiviato dall'url originale il 17 novembre 2011).
123. ↑   CIA World Factbook, su cia.gov (archiviato dall'url originale il 29 aprile 2017).
124. ↑   Il panorama energetico svizzero (PDF),  p. 6 (archiviato dall'url originale il 25 dicembre 2014).
125. ↑   Politica energetica (archiviato dall'url originale il 28 agosto 2009). swissworld.org. Consultato il 2014-11-28
126. ↑   Copia archiviata (PDF), su post.ch. URL consultato l'11 maggio 2011 (archiviato dall'url originale il 17 maggio 2011).
127. ↑   La Posta Svizzera - Per i clienti più esigenti del mondo, su posta.ch. URL consultato l'11 maggio 2011 (archiviato il 7 luglio 2011).
128. ↑   Comuni e regioni (archiviato dall'url originale il 9 giugno 2011).
129. ↑   Orologeria - Svizzera - Informazioni, su swissworld.org. URL consultato l'11 maggio 2011 (archiviato il 14 maggio 2011).
130. ↑   Dalla scoperta del caffè alla nascita di Nescafé: una storia che cambia le abitudini (archiviato dall'url originale il 18 febbraio 2009).
131. ↑   CHOCOSUISSE (archiviato dall'url originale il 6 settembre 2011).
132. ↑  sgci.ch
133. ↑   Copia archiviata, su biovalley.ch. URL consultato il 21 aprile 2011 (archiviato il 6 luglio 2011).
134. ↑   Copia archiviata (PDF), su sbf.admin.ch. URL consultato l'8 settembre 2010 (archiviato il 6 luglio 2011).
135. ↑   Copia archiviata (PDF), su swissbiotech.org. URL consultato il 5 maggio 2011 (archiviato dall'url originale il 14 giugno 2011).
136. ↑   RUAG - Group Home, su ruag.com. URL consultato il 4 maggio 2019 (archiviato il 13 ottobre 2014).
137. ↑   Crypto AG - Company, su crypto.ch. URL consultato il 16 aprile 2011 (archiviato il 16 maggio 2011).
138. ↑   Logitech – Immergiti nel mondo digitale con mouse, tastiera, webcam, cuffie con microfono, telecomando Harmony, altoparlanti, e altro ancora[collegamento interrotto].
139. ↑   La città (archiviato dall'url originale il 13 novembre 2011).
140. ↑   About BIS, su bis.org. URL consultato il 25 maggio 2011 (archiviato il 14 maggio 2008).
141. 1 2   Un settore d'importanza capitale - Svizzera - Informazioni, su swissworld.org. URL consultato il 16 settembre 2010 (archiviato il 9 ottobre 2010).
142. ↑  fonte: seco.admin.ch
143. ↑   UBS Annual Report 2016 (PDF), su ubs.com. URL consultato il 4 aprile 2018 (archiviato dall'url originale il 26 giugno 2018).
144. ↑  Foreign Policy: The Globalization Index 2007
145. ↑   Osec Export (archiviato dall'url originale il 9 maggio 2011).
146. ↑   SECO - Accordi di libero scambio (archiviato dall'url originale il 10 giugno 2011).
147. ↑   Cina e Svizzera verso un accordo di libero scambio - swissinfo, su swissinfo.ch. URL consultato il 4 maggio 2019 (archiviato il 15 gennaio 2014).
148. ↑   WSL > Ricerca, su wsl.ch. URL consultato il 26 luglio 2011 (archiviato dall'url originale il 5 luglio 2014).
149. ↑   Agricoltura Svizzera - Piante, su agricoltura.ch. URL consultato il 30 aprile 2011 (archiviato il 6 luglio 2011).
150. ↑   WWF Svizzera - Castoro, su wwf.ch. URL consultato il 4 maggio 2019 (archiviato l'8 gennaio 2012).
151. ↑  J. Hausser, Mammiferi della Svizzera. Distribuzione, biologia, ecologia, Basilea 1995. ISBN 3-7643-5194-2
152. ↑   Agricoltura Svizzera - Animali, su agricoltura.ch. URL consultato il 30 aprile 2011 (archiviato il 6 luglio 2011).
153. ↑   La biodiversità in Svizzera - Svizzera - Informazioni, su swissworld.org. URL consultato il 4 febbraio 2011 (archiviato il 14 maggio 2011).
154. ↑   UFAM - Biodiversità - Biodiversità in Svizzera, su bafu.admin.ch. URL consultato il 4 maggio 2019 (archiviato il 20 marzo 2015).
155. 1 2  Ibidem
156. ↑   ProSpecieRara, su prospecierara.ch. URL consultato il 5 maggio 2011 (archiviato dall'url originale il 7 luglio 2011).
157. ↑   UFAM - Biodiversità - Misure per la conservazione della biodiversità, su bafu.admin.ch. URL consultato il 4 maggio 2019 (archiviato il 7 luglio 2015).
158. ↑   Die Uni Basel muss sparen, su nzz.ch.
159. ↑  (FR) D’Erasme à Erasmus: ce que la Suisse doit à l’Europe, in Le Temps, 24 luglio 2014. URL consultato l'8 luglio 2020.
160. ↑   Lo scambio scientifico - Svizzera - Informazioni, su swissworld.org. URL consultato il 25 ottobre 2010 (archiviato il 25 giugno 2010).
161. ↑   Education at Glance 2005 (archiviato dall'url originale il 23 luglio 2013). by the OECD: Percentage of foreign students in tertiary education.
162. ↑   I luoghi della ricerca svizzera - Svizzera - Informazioni, su swissworld.org. URL consultato il 25 ottobre 2010 (archiviato il 15 giugno 2010).
163. ↑   TOP500 List - June 2010 (1-100) | TOP500 Supercomputing Sites, su top500.org. URL consultato il 4 maggio 2019 (archiviato il 24 giugno 2019).
164. ↑   Swiss National Supercomputing Centre: Newsroom, su cscs.ch. URL consultato il 25 ottobre 2010 (archiviato il 27 dicembre 2010).
165. ↑   Le ricerche di nanotecnologia in Svizzera - Svizzera - Informazioni, su swissworld.org. URL consultato il 25 ottobre 2010 (archiviato il 14 maggio 2011).
166. ↑   Empa - Swiss Federal Laboratories for Materials Science and Technology, su empa.ch. URL consultato il 23 settembre 2020 (archiviato dall'url originale il 20 ottobre 2010).
167. ↑   Vincitori di premi nobel (archiviato dall'url originale il 4 giugno 2009). swissworld.org. Consultato il 2009-07-07
168. ↑   Il primo aereo a energia solare a completare il giro del mondo - Corriere della sera, su corriere.it. URL consultato il 23 settembre 2016 (archiviato l'11 settembre 2016).
169. ↑   Company overview RUAG Space, su ruag.com. URL consultato il 4 maggio 2019 (archiviato il 19 ottobre 2014).
170. ↑   Media releases maxonmotor.ch (archiviato dall'url originale il 30 aprile 2011).
171. ↑   info.cern.ch (archiviato dall'url originale il 5 gennaio 2010). Retrieved on 2010-04-30
172. ↑   Scienza: contesto - Svizzera - Informazioni, su swissworld.org. URL consultato il 25 ottobre 2010 (archiviato il 14 maggio 2011).
173. ↑   Phase2.fm (PDF), su oecd.org. URL consultato il 4 maggio 2019 (archiviato il 24 settembre 2015).
174. ↑   Ricerca e sviluppo - Svizzera - Informazioni, su swissworld.org. URL consultato il 22 ottobre 2010 (archiviato il 17 novembre 2010).
175. 1 2   Spese per le attività di ricerca e sviluppo (R-S) sostenute dalle imprese nel 2008 (archiviato dall'url originale il 29 novembre 2010).
176. ↑   RSI - Radiotelevisione svizzera, su info.rsi.ch. URL consultato il 18 maggio 2011 (archiviato il 7 luglio 2011).
177. ↑   Confessioni elvetiche, su hls-dhs-dss.ch. URL consultato il 9 maggio 2011 (archiviato il 14 giugno 2011).
178. ↑   Major Branches of Religions, su adherents.com. URL consultato il 15 giugno 2011 (archiviato il 15 marzo 2015).
179. ↑  Fabrizio Frigerio [et alii], "Fédéralisme chez Rougemont", in: Dictionnaire international du Fédéralisme (F. Saint-Ouen ed.), Bruxelles, Bruylant, 1994, pp. 202-204 e Fabrizio Frigerio, "L'engagement politique de Denis de Rougemont", Cadmos, Ginevra, 1986, n.33, pp. 115-124.
180. 1 2   Media: libertà e limiti (archiviato dall'url originale il 2 dicembre 2008). www.ch.ch. Consultato il 2009-07-07
181. 1 2 3 4   Press, Media, TV, Radio, Newspapers (archiviato dall'url originale il 29 gennaio 2017). pressreference.com. Consultato il 2009-07-07
182. ↑   Bundesamt für Informatik und Telekommunikation BIT (PDF), su admin.ch. URL consultato il 4 maggio 2019 (archiviato il 20 marzo 2015).
183. ↑   Letteratura, su swissworld.org. URL consultato il 6 luglio 2009 (archiviato dall'url originale il 27 giugno 2009).
184. ↑  https://www.cultura.trentino.it/Approfondimenti/Heidi-icona-pop
185. ↑  https://www.aletriumcollection.it/it/il-primo-personaggio-del-fumetto-al-mondo-non-%C3%A8-yellow-kid-ma-mr-jabot-0
186. ↑  https://www.fyinpaper.com/rodolphe-topffer/
187. ↑   Corno delle Alpi, su hls-dhs-dss.ch. URL consultato il 12 dicembre 2011 (archiviato il 24 aprile 2014).
188. ↑   Jodel, su hls-dhs-dss.ch. URL consultato il 12 dicembre 2011 (archiviato il 5 luglio 2014).
189. ↑   Musica, su hls-dhs-dss.ch. URL consultato il 12 dicembre 2011 (archiviato il 5 luglio 2014).
190. ↑  Sito ufficiale:  Copia archiviata, su streetparade.com. URL consultato il 21 settembre 2011 (archiviato dall'url originale il 31 agosto 2011).
191. ↑   Tages Anzeiger (archiviato dall'url originale il 24 settembre 2016).
192. ↑  https://testbook.com/articles/father-of-pedagogy#:~:text=Johann%20Heinrich%20Pestalozzi%20is%20revered,of%20the%20teaching%2Dlearning%20process.
193. ↑  https://www.swissinfo.ch/ita/economia/conrad-gessner_il-leonardo-da-vinci-dimenticato-della-svizzera/42111824
194. ↑   Patrimonio mondiale dell’UNESCO sul sito della Confederazione svizzera, su eda.admin.ch. URL consultato l'11 agosto 2019 (archiviato dall'url originale l'11 agosto 2019).
195. ↑   Attendance Europe, su hockeyarenas.net. URL consultato il 10 febbraio 2020 (archiviato dall'url originale il 14 gennaio 2012).
196. ↑   National Day, su swissworld.org, Federal Department of Foreign Affairs. URL consultato il 17 aprile 2014 (archiviato dall'url originale il 15 febbraio 2014).
197. ↑  (EN) Federal Fast, su officeholidays.com. URL consultato il 9 gennaio 2017 (archiviato il 10 gennaio 2017).

### Libri
- (DE)  M. Beck, Legende, Mythos und Geschichte, 1978
- (DE)  P. Blickle, Kommunalismus, 2 voll., 2000, spec. 2, 85-99, 150-175, 185-194, 202-208, 342-348
- (EN)  T. A. Brady, Turning Swiss, 1985
- (DE)  B. Braun, Die Eidgenossen, das Reich und das politische System Karls V., 1997
- Renata Broggini, Terra d'asilo. I rifugiati italiani in Svizzera 1943-1945, Società editrice il Mulino, Urbino 1993
- (DE, FR)  Michel Caillat, Mauro Cerutti, Jean-François Fayet, Stéphanie Roulin (a cura di), Histoire(s) de l'anticommunisme en Suisse - Geschichte(n) des Antikommunismus in der Schweiz, Chronos, Zurigo 2009
- Silvana Calvo, A un passo dalla salvezza. La politica svizzera di respingimento degli ebrei durante le persecuzioni, 1933-1945, Silvio Zamorani editore, Torino 2010
- Silvana Calvo, L'informazione rifiutata. La Svizzera dal 1938 al 1945 di fronte al nazismo e alle notizie del genocidio degli ebrei, Silvio Zamorani editore, Torino 2017
- (DE)  W. Drack, R. Fellmann, Die Römer in der Schweiz, 1988
- (DE)  U. Im Hof, Mythos Schweiz, 1991
- (DE)  M. Jorio (a cura di), 1648, die Schweiz und Europa, 1999
- (DE)  K. Mommsen, Eidgenossen, Kaiser und Reich, 1958
- (DE)  M. Morkowska, Vom Stiefkind zum Liebling, 1997
- Giuseppe Pesce, Svizzera & Italia, questioni di diritto - diritto internazionale privato, coniugi, beni immobili, reciprocità, Casa editrice Stamperia Nazionale, Roma 2011. ISBN 978-88-6638-009-2
- (FR)  W. E. Rappard, Du renouvellement des pactes confédéraux (1351-1798), 1944
- (DE)  B. Schneider, Die Schweizerische Eidgenossenschaft, 2004
- (DE)  B. Stettler, Die Eidgenossenschaft im 15. Jahrhundert, 2004
- (DE)  E. Walder, Das Stanser Verkommnis, 1994
- (DE)  M. Weishaupt, Bauern, Hirten und "frume edle puren", 1992
- AA. VV., Nuova storia della Svizzera e degli Svizzeri, 3 voll., 1982-1983
- (DE)  AA. VV., Innerschweiz und frühe Eidgenossenschaft, 2 voll., 1990 (spec. i contributi di P. Blickle, G. P. Marchal, W. Meyer, R. Sablonier)
- (DE)  AA. VV., Eine kleine Geschichte der Schweiz, 1998

### Riviste
- (DE)  R. Koselleck, Bund, in Geschichtliche Grundbegriffe, a cura di O. Brunner et al., 1, 1972, 582-671
- (DE)  T. Maissen, Von wackeren alten Eidgenossen und souveränen Jungfrauen, in RSAA, 56, 1999, 265-302
- (DE)  G. P. Marchal, Neue Aspekte der frühen Schweizergeschichte, in Geschichtsforschung in der Schweiz, 1992, 325-338
- (DE)  P. Moraw, Reich, König und Eidgenossen im späten Mittelalter, in Jahrbuch der Historischen Gesellschaft Luzern, 4, 1986, 15-33
- (DE)  W. Oechsli, Orte und Zugewandte, in JSG, 13, 1888, 1-497
- (DE)  W. Oechsli, Die Benennungen der alten Eidgenossenschaft und ihrer Glieder, in JSG, 41, 1916, 51-230; 42, 1917, 87-258
- (DE)  R. Sablonier, Schweizer Eidgenossenschaft im 15. Jahrhundert, in Die Entstehung der Schweiz, a cura di J. Wiget, 1999, 9-42 (trad. del contributo apparso in New Cambridge Medieval History, 7, 1998)
- (DE)  B. Stettler, Reichsreform und werdende Eidgenossenschaft, in RSS, 44, 1994, 203-229
- Gianmaria Padovani, Il bebè più fortunato del mondo è svizzero, in Panorama, volume 9, Mondadori, 20 febbraio 2013,  p. 59.
- (fr) articolo sullo status del franco provenzale in svizzera http://www.lematin.ch/suisse/Il-veut-des-panneaux-en-patois/story/21682460 e per il resto delle info vedi www.rts.ch